# Réseau de bus Centre et Sud Yvelines
Le réseau de bus Centre et Sud Yvelines est un réseau de transports en commun par autobus et autocars circulant en Île-de-France, organisé par l'autorité organisatrice Île-de-France Mobilités. Il est exploité par le groupe Transdev à travers la société Transdev Sud Yvelines, à partir du 1er janvier 2024.
Il se compose de 116 lignes qui desservent le sud du département des Yvelines, une partie de l'Essonne et de l'Eure-et-Loir, dont la communauté d'agglomération Rambouillet Territoires, les communautés de communes Cœur d'Yvelines, Gally Mauldre, Haute vallée de Chevreuse, Pays Houdanais, Pays de Limours, Portes Euréliennes d'île-de-France et dans une moindre mesure Saint-Quentin-en-Yvelines et Grand Paris Seine et Oise. Il se compose également de cinq services de transport à la demande.

## Développement du réseau

### Ouverture à la concurrence
En raison de l'ouverture à la concurrence des transports en commun en Île-de-France, le réseau de bus Centre et Sud Yvelines est créé le 1er janvier 2024, correspondant à la délégation de service public numéro 30 établie par Île-de-France Mobilités. Un appel d'offres a donc été lancé par l'autorité organisatrice afin de désigner une entreprise qui exploitera le réseau pour une durée de huit ans. C'est finalement le groupe Transdev à travers la société Transdev Sud Yvelines, qui a été désigné lors du conseil d'administration du 20 avril 2023.
À la date de son ouverture à la concurrence, le réseau se composait des lignes 5, 7, 12, 14, 19, B, M, P, Q et V de Hourtoule, des lignes 39.02, 39.003, 39.07, 39.10, 39.103, 39.13, 39.17, 39.18, 39.203, 39.27, 39.28A, 39.28B, 39.28C, 39.28D, 39.28E, 39.28F, 39.29.1, 39.29.2, 39.29.3, 39.29.4, 39.30A, 39.30B, 39.30C, 39.30D, 39.303, 39.31, 39.35A, 39.35B, 39.36, 39.38, 39.403 et Navette Bel Air de la SAVAC, de la ligne FA de la STAVO, des lignes 1, 2, 23 et 27 des Transdev CSO, des lignes 403 et 36-15 du réseau de bus de Saint-Quentin-en-Yvelines, des lignes 14, 17S, 28, 38, 41, 170, 171, 172, 511 et 512 de l'établissement Transdev d'Ecquevilly, des lignes 2, 9, 13, 17, 21, 22, 31, 35, 38, 40, 41, 45, 48, 51, 55, Express 60, 61, 65, Express 67 de l'établissement Transdev de Houdan, des lignes 01, 03, 04, 05, 08, Express 10, Express 11, Express 12, 15, 16, 18, 19, 20, 23, 24, 25, 26, 29, 30, 39, 49, 59, 79 et 89 de l'établissement Transdev de Rambouillet et des lignes A, B, C , D et E du réseau de bus Rbus exploité par la même société. Le contrat comprend également la ligne N145 du réseau nocturne Noctilien, exploitée auparavant par Keolis Yvelines pour le compte de SNCF Transilien et la nouvelle ligne N160 du réseau nocturne Noctilien.
L'exploitation du nouveau réseau ne se fait pas sans heurts, notamment en raison du manque de personnel en vallée de Chevreuse où la plupart des salariés transférés de la SAVAC à Transdev Sud Yvelines n'ont pas pris leur poste, certains ayant même démissionné dès le 1er janvier, conduisant à des situations ubuesques où les maires des communes ont assuré eux-mêmes le ramassage scolaire avec leurs véhicules personnels. Les élus yvelinois se demandent « pourquoi Transdev ne sous-traite-t-elle pas à la Savac qui est en mesure d’assurer le transport des usagers ? ».
Le 27 janvier 2024, Île-de-France Mobilités annonce mettre en demeure Transdev Sud Yvelines et laisse deux semaines au délégataire pour tenir ses obligations contractuelles en matière d'offre de transport et d'information aux voyageurs, sous peine de mise en régie à titre temporaire du réseau.
Dès le 18 mars 2024, la SAVAC exploitera en sous-traitance les lignes entre Saint-Rémy-lès-Chevreuse, Les Essarts-le-Roi et La Verrière ainsi que les lignes scolaires de la vallée de Chevreuse afin de tenter de résoudre les nombreux problèmes d'exploitation.
En parallèle, la ligne N145 du Noctilien est remplacée par les lignes N160, N161 et N162 le 8 juillet 2024.

### Renumérotation du réseau
Depuis le 3 mars 2025 le réseau de bus Centre et Sud Yveline prend en compte le nouveau principe de numérotation régional unique planifié par Île-de-France Mobilités afin de supprimer les doublons, pour ce réseau la renumérotation a été faite de sorte que les lignes commençant par l'indice 52XX regroupent une grande partie des lignes scolaires, tandis que l'indice 53XX regroupent une grande partie des lignes régulières.
La correspondance entre anciens et nouveaux numéros est la suivante :
| Ancien numéro(s) | Nouveau numéro(s) |
| ---------------- | ----------------- |
| B (Plaisir)      | 5201              |
| FA               | 5288              |
| M                | 5289              |
| P                | 5206              |
| Q                | 5214              |
| V                | 5219              |
| 3                | 5233              |
| 8                | 5208              |
| 9                | 5209              |
| 13               | 5213              |
| 15               | 5215              |
| 16               | 5216              |
| 21               | 5221              |
| 24               | 5224              |
| 25               | 5225              |
| 26               | 5226              |
| 27               | 5295 (Bailly)     |
| 27               | 5296 (Plaisir)    |
| 27               | 5297 (Chevanay)   |
| 29               | 5269              |
| 30               | 5230              |
| 31               | 5231              |
| 35               | 5235              |
| 36.15            | 5275              |
| 38 (Les Mureaux) | 5237              |
| 39.02            | 5232              |
| 39.07A           | 5252              |
| 39.07B           | 5253              |
| 39.07C           | 5267              |
| 39.07D           | 5277              |
| 39.28A           | 5282              |
| 39.28B           | 5283              |
| 39.28C           | 5284              |
| 39.28D           | 5285              |
| 39.28E           | 5286              |
| 39.28F           | 5287              |
| 39.29.1          | 5291              |
| 39.29.2          | 5292              |
| 39.29.3          | 5293              |
| 39.29.4          | 5294              |
| 39.30A           | 5278              |
| 39.30B           | 5279              |
| 39.30C           | 5242              |
| 39.30D           | 5281              |
| 39.31            | 5290              |
| 39.35A           | 5227              |
| 39.35B           | 5228              |
| 39.36            | 5236              |
| 40               | 5240              |
| 41               | 5241              |
| 45               | 5245              |
| 49               | 5249              |
| 51               | 5251              |
| 59               | 5259              |
| 61               | 5298              |
| 65               | 5265              |
| 170              | 5270              |
| 171              | 5271              |
| 172              | 5299              |
| 511              | 5211              |
| 512              | 5212              |

| Ancien numéro(s)              | Nouveau numéro(s) |
| ----------------------------- | ----------------- |
| A                             | 5301              |
| B (Rambouillet)               | 5302              |
| E                             | 5303              |
| C                             | 5304 (fusion)     |
| D                             | 5304 (fusion)     |
| Bel Air                       | 5304 (fusion)     |
| 1 (Saint-Nom)                 | 5310              |
| 1 (Rambouillet)               | 5311              |
| 2 (Saint-Nom)                 | 5322              |
| 2                             | 5332              |
| 4                             | 5334              |
| 5 (Saint-Quentin-en-Yvelines) | 5315              |
| 5 (Rambouillet)               | 5325              |
| 7                             | 5327              |
| 12 (Plaisir)                  | 5312              |
| 14 (Neauphle-le-Château)      | 5324              |
| 14 (Maule)                    | 5314              |
| 17                            | 5317              |
| 17S                           | 5371              |
| 18                            | 5318              |
| 20                            | 5320              |
| 22                            | 5342              |
| 23 (Les Clayes-sous-Bois)     | 5323              |
| 23 (Ablis)                    | 5333              |
| 28                            | 5328              |
| 38 (Montfort-l'Amaury)        | 5338              |
| 39                            | 5349              |
| 39.003                        | 5313              |
| 39.07                         | 5307              |
| 39.10                         | 5339              |
| 39.13                         | 5363              |
| 39.17                         | 5347              |
| 39.18                         | 5359              |
| 39.27                         | 5337              |
| 39.38                         | 5383              |
| 39.103                        | 5331              |
| 39.203                        | 5352              |
| 39.303                        | 5330              |
| 39.403                        | 5340              |
| 41                            | 5341              |
| 48                            | 5348              |
| 55                            | 5355              |
| 79                            | 5379              |
| 89                            | 5389              |
| 403                           | 5343              |
| Express 67                    | 5367              |

| Ancien numéro(s) | Nouveau numéro(s) |
| ---------------- | ----------------- |
| 10               | 7810              |
| 11               | 7811              |
| 12               | 7812              |
| 60               | 7806              |
| 67D              | 7817              |

## Lignes du réseau

### Lignes 5201 à 5209
| Ligne | Caractéristiques | Caractéristiques                                                                   | Caractéristiques                                                                   | Caractéristiques                                                                   | Caractéristiques                                                                   | Caractéristiques                                                                   | Caractéristiques                                                                   | Caractéristiques                                                                   | Caractéristiques                                                                   |
| 5201  | Neauphle-le-Château -- Place Mancest (École) ⥋ Beynes -- Collège François-Rabelais | Neauphle-le-Château -- Place Mancest (École) ⥋ Beynes -- Collège François-Rabelais | Neauphle-le-Château -- Place Mancest (École) ⥋ Beynes -- Collège François-Rabelais | Neauphle-le-Château -- Place Mancest (École) ⥋ Beynes -- Collège François-Rabelais | Neauphle-le-Château -- Place Mancest (École) ⥋ Beynes -- Collège François-Rabelais | Neauphle-le-Château -- Place Mancest (École) ⥋ Beynes -- Collège François-Rabelais | Neauphle-le-Château -- Place Mancest (École) ⥋ Beynes -- Collège François-Rabelais | Neauphle-le-Château -- Place Mancest (École) ⥋ Beynes -- Collège François-Rabelais | Neauphle-le-Château -- Place Mancest (École) ⥋ Beynes -- Collège François-Rabelais |
| ----- | --- | ---------------------------------------------------------------------------------- | ---------------------------------------------------------------------------------- | ---------------------------------------------------------------------------------- | ---------------------------------------------------------------------------------- | ---------------------------------------------------------------------------------- | ---------------------------------------------------------------------------------- | ---------------------------------------------------------------------------------- | ---------------------------------------------------------------------------------- |
| 5201  | Ouverture / Fermeture — / — | Longueur —                                                                         | Durée 10 - 30 min                                                                  | Nb. d’arrêts 29                                                                    | Matériel —                                                                         | Jours de fonctionnement L, Ma, Me, J, V                                            | Jour / Soir / Nuit / Fêtes O / N / N / N                                           | Voy. / an —                                                                        | Dépôt Houdan                                                                       |
| 5201  | Desserte : - Villes et lieux desservis : Neauphle-le-Château, Saint-Germain-de-la-Grange, Thiverval-Grignon, Villiers-Saint-Frédéric et Beynes - Gares desservies : Villiers - Neauphle - Pontchartrain |                                                                                    |                                                                                    |                                                                                    |                                                                                    |                                                                                    |                                                                                    |                                                                                    |                                                                                    |
| 5201  | Autre : - Zone traversée : 5 - Arrêts non accessibles aux UFR : — - Amplitudes horaires : La ligne fonctionne du lundi au vendredi en période scolaire de 7 h 15 à 8 h 50 puis de 11 h 20 à 16 h 45 / de 11 h 10 à 15 h 40 (le mercredi uniquement). - Particularités : Il esxiste des services entre Beynes - Marronniers et Centre Commercial du Val des 4 Pignons assurés par la ligne 5312 - Date de dernière mise à jour : 3 mars 2025. |                                                                                    |                                                                                    |                                                                                    |                                                                                    |                                                                                    |                                                                                    |                                                                                    |                                                                                    |
| 5201  | Dernière actualisation : — |                                                                                    |                                                                                    |                                                                                    |                                                                                    |                                                                                    |                                                                                    |                                                                                    |                                                                                    |
| 5206  | Mareil-le-Guyon — Grande Rue ⥋ Pontchartrain -- Collège Saint-Simon | Mareil-le-Guyon — Grande Rue ⥋ Pontchartrain -- Collège Saint-Simon                | Mareil-le-Guyon — Grande Rue ⥋ Pontchartrain -- Collège Saint-Simon                | Mareil-le-Guyon — Grande Rue ⥋ Pontchartrain -- Collège Saint-Simon                | Mareil-le-Guyon — Grande Rue ⥋ Pontchartrain -- Collège Saint-Simon                | Mareil-le-Guyon — Grande Rue ⥋ Pontchartrain -- Collège Saint-Simon                | Mareil-le-Guyon — Grande Rue ⥋ Pontchartrain -- Collège Saint-Simon                | Mareil-le-Guyon — Grande Rue ⥋ Pontchartrain -- Collège Saint-Simon                | Mareil-le-Guyon — Grande Rue ⥋ Pontchartrain -- Collège Saint-Simon                |
| 5206  | Ouverture / Fermeture — / — | Longueur —                                                                         | Durée 15-45 min                                                                    | Nb. d’arrêts 44                                                                    | Matériel —                                                                         | Jours de fonctionnement L, Ma, Me, J, V                                            | Jour / Soir / Nuit / Fêtes O / N / N / N                                           | Voy. / an —                                                                        | Dépôt —                                                                            |
| 5206  | Desserte : - Villes et lieux desservis : Mareil-le-Guyon, Bazoches-sur-Guyonne, Saint-Rémy-l'Honoré, Le Tremblay-sur-Mauldre, Saint-Germain-de-la-Grange, Neauphle-le-Château, Jouars-Pontchartrain, Villiers-Saint-Frédéric |                                                                                    |                                                                                    |                                                                                    |                                                                                    |                                                                                    |                                                                                    |                                                                                    |                                                                                    |
| 5206  | Autre : - Zone traversée : 5 - Arrêts non accessibles aux UFR : Aucun - Amplitudes horaires : La ligne fonctionne : - du lundi au vendredi en période scolaire de 7 h 45 à 9 h 15 puis le mercredi uniquement de 11 h 35 à 13 h, et enfin de 15 h 40 à 18 h 25 ; - Date de dernière mise à jour : 3 mars 2025. |                                                                                    |                                                                                    |                                                                                    |                                                                                    |                                                                                    |                                                                                    |                                                                                    |                                                                                    |
| 5206  | Dernière actualisation : — |                                                                                    |                                                                                    |                                                                                    |                                                                                    |                                                                                    |                                                                                    |                                                                                    |                                                                                    |
| 5208  | Rambouillet — Collège de Vivonne ⥋ Auffargis - Place des Fêtes | Rambouillet — Collège de Vivonne ⥋ Auffargis - Place des Fêtes                     | Rambouillet — Collège de Vivonne ⥋ Auffargis - Place des Fêtes                     | Rambouillet — Collège de Vivonne ⥋ Auffargis - Place des Fêtes                     | Rambouillet — Collège de Vivonne ⥋ Auffargis - Place des Fêtes                     | Rambouillet — Collège de Vivonne ⥋ Auffargis - Place des Fêtes                     | Rambouillet — Collège de Vivonne ⥋ Auffargis - Place des Fêtes                     | Rambouillet — Collège de Vivonne ⥋ Auffargis - Place des Fêtes                     | Rambouillet — Collège de Vivonne ⥋ Auffargis - Place des Fêtes                     |
| 5208  | Ouverture / Fermeture 1975 / — | Longueur —                                                                         | Durée 10 - 40 min                                                                  | Nb. d’arrêts 10                                                                    | Matériel —                                                                         | Jours de fonctionnement L, Ma, Me, J, V                                            | Jour / Soir / Nuit / Fêtes O / N / N / N                                           | Voy. / an —                                                                        | Dépôt Rambouillet Ampère                                                           |
| 5208  | Desserte : - Villes et lieux desservis : Rambouillet, Le Perray-en-Yvelines, Auffargis |                                                                                    |                                                                                    |                                                                                    |                                                                                    |                                                                                    |                                                                                    |                                                                                    |                                                                                    |
| 5208  | Autre : - Zone traversée : 5 - Arrêts non accessibles aux UFR : -- - Amplitudes Horaires : La ligne fonctionne du lundi au vendredi en période scolaire de 7 h 40 à 9 h 30 puis de 15 h 50 à 18 h 30 / de 12 h 40 à 18 h 30 (Le Mercredi Uniquement) - Date de dernière mise à jour : 3 mars 2025. |                                                                                    |                                                                                    |                                                                                    |                                                                                    |                                                                                    |                                                                                    |                                                                                    |                                                                                    |
| 5208  | Dernière actualisation : — |                                                                                    |                                                                                    |                                                                                    |                                                                                    |                                                                                    |                                                                                    |                                                                                    |                                                                                    |
| 5209  | Tilly — Millerus ⥋ La Queue-les-Yvelines --- Lycée Jean-Monnet / Montfort-l'Amaury | Tilly — Millerus ⥋ La Queue-les-Yvelines --- Lycée Jean-Monnet / Montfort-l'Amaury | Tilly — Millerus ⥋ La Queue-les-Yvelines --- Lycée Jean-Monnet / Montfort-l'Amaury | Tilly — Millerus ⥋ La Queue-les-Yvelines --- Lycée Jean-Monnet / Montfort-l'Amaury | Tilly — Millerus ⥋ La Queue-les-Yvelines --- Lycée Jean-Monnet / Montfort-l'Amaury | Tilly — Millerus ⥋ La Queue-les-Yvelines --- Lycée Jean-Monnet / Montfort-l'Amaury | Tilly — Millerus ⥋ La Queue-les-Yvelines --- Lycée Jean-Monnet / Montfort-l'Amaury | Tilly — Millerus ⥋ La Queue-les-Yvelines --- Lycée Jean-Monnet / Montfort-l'Amaury | Tilly — Millerus ⥋ La Queue-les-Yvelines --- Lycée Jean-Monnet / Montfort-l'Amaury |
| 5209  | Ouverture / Fermeture — / — | Longueur —                                                                         | Durée 35-70 min                                                                    | Nb. d’arrêts 26                                                                    | Matériel —                                                                         | Jours de fonctionnement L, Ma, Me, J, V                                            | Jour / Soir / Nuit / Fêtes O / N / N / N                                           | Voy. / an —                                                                        | Dépôt Houdan                                                                       |
| 5209  | Desserte : - Villes et lieux desservis : Tilly, Boissets, Houdan, Maulette, Bazainville, La Queue-les-Yvelines, Galluis, Montfort-l'Amaury - Gares desservies : Houdan |                                                                                    |                                                                                    |                                                                                    |                                                                                    |                                                                                    |                                                                                    |                                                                                    |                                                                                    |
| 5209  | Autre : - Zone traversée : 5 - Arrêts non accessibles aux UFR : — - Amplitudes horaires : La ligne fonctionne : - du lundi au vendredi en période scolaire de 7 h 10 à 9 h 15 puis de 15 h 40 à 18 h 21 / de 11 h 40 à 18 h 21 (le mercredi uniquement) ; - Date de dernière mise à jour : 3 mars 2025. |                                                                                    |                                                                                    |                                                                                    |                                                                                    |                                                                                    |                                                                                    |                                                                                    |                                                                                    |
| 5209  | Dernière actualisation : — |                                                                                    |                                                                                    |                                                                                    |                                                                                    |                                                                                    |                                                                                    |                                                                                    |                                                                                    |

### Lignes 5210 à 5219
| Ligne | Caractéristiques | Caractéristiques | Caractéristiques | Caractéristiques | Caractéristiques | Caractéristiques | Caractéristiques | Caractéristiques | Caractéristiques |
| 5211  | Aubergenville — D113 ⥋ Saint-Germain-en-Laye — Alexandre Bertrand (le matin) / Saint-Germain-en-Laye — Galliéni (le soir) | Aubergenville — D113 ⥋ Saint-Germain-en-Laye — Alexandre Bertrand (le matin) / Saint-Germain-en-Laye — Galliéni (le soir) | Aubergenville — D113 ⥋ Saint-Germain-en-Laye — Alexandre Bertrand (le matin) / Saint-Germain-en-Laye — Galliéni (le soir) | Aubergenville — D113 ⥋ Saint-Germain-en-Laye — Alexandre Bertrand (le matin) / Saint-Germain-en-Laye — Galliéni (le soir) | Aubergenville — D113 ⥋ Saint-Germain-en-Laye — Alexandre Bertrand (le matin) / Saint-Germain-en-Laye — Galliéni (le soir) | Aubergenville — D113 ⥋ Saint-Germain-en-Laye — Alexandre Bertrand (le matin) / Saint-Germain-en-Laye — Galliéni (le soir) | Aubergenville — D113 ⥋ Saint-Germain-en-Laye — Alexandre Bertrand (le matin) / Saint-Germain-en-Laye — Galliéni (le soir) | Aubergenville — D113 ⥋ Saint-Germain-en-Laye — Alexandre Bertrand (le matin) / Saint-Germain-en-Laye — Galliéni (le soir) | Aubergenville — D113 ⥋ Saint-Germain-en-Laye — Alexandre Bertrand (le matin) / Saint-Germain-en-Laye — Galliéni (le soir) |
| ----- | --- | --- | --- | --- | --- | --- | --- | --- | --- |
| 5211  | Ouverture / Fermeture 1998 / — | Longueur — | Durée 55 à 80 min | Nb. d’arrêts 31 | Matériel — | Jours de fonctionnement L, Ma, Me, J, V                                                                                   | Jour / Soir / Nuit / Fêtes O / N / N / N                                                                                  | Voy. / an — | Dépôt Maule |
| 5211  | Desserte : - Villes et lieux desservis : Aubergenville, Épône, Nézel (Mairie), Aulnay-sur-Mauldre, Maule, Mareil-sur-Mauldre, Crespières, Davron, Feucherolles (Mairie), Chavenay, Saint-Nom-la-Bretèche (Église, Mairie) et Saint-Germain-en-Laye (Centre Administratif) - Gares desservies : Nézel - Aulnay, Maule et Mareil-sur-Mauldre | | | | | | | | |
| 5211  | Autre : - Zones traversées : 4 et 5 - Arrêts non accessibles aux UFR : — - Amplitudes horaires : La ligne est en service du lundi au vendredi en période scolaire de 6 h 45 à 8 h 15 puis de 12 h 40 à 13 h 40 le mercredi, et enfin de 16 h 40 à 19 h, avancé le mercredi de 17 h 518 h 15. - 'Particularités : Une course aller a pour origine Village. - Date de dernière mise à jour : 3 mars 2025. | | | | | | | | |
| 5211  | Dernière actualisation : — | | | | | | | | |
| 5212  | Aubergenville — D113 ⥋ Saint-Germain-en-Laye — Lycée International ou Nicot — Institut Notre-Dame | Aubergenville — D113 ⥋ Saint-Germain-en-Laye — Lycée International ou Nicot — Institut Notre-Dame                         | Aubergenville — D113 ⥋ Saint-Germain-en-Laye — Lycée International ou Nicot — Institut Notre-Dame                         | Aubergenville — D113 ⥋ Saint-Germain-en-Laye — Lycée International ou Nicot — Institut Notre-Dame                         | Aubergenville — D113 ⥋ Saint-Germain-en-Laye — Lycée International ou Nicot — Institut Notre-Dame                         | Aubergenville — D113 ⥋ Saint-Germain-en-Laye — Lycée International ou Nicot — Institut Notre-Dame                         | Aubergenville — D113 ⥋ Saint-Germain-en-Laye — Lycée International ou Nicot — Institut Notre-Dame                         | Aubergenville — D113 ⥋ Saint-Germain-en-Laye — Lycée International ou Nicot — Institut Notre-Dame                         | Aubergenville — D113 ⥋ Saint-Germain-en-Laye — Lycée International ou Nicot — Institut Notre-Dame                         |
| 5212  | Ouverture / Fermeture 1998 / — | Longueur — | Durée 25 à 75 min | Nb. d’arrêts 30 | Matériel — | Jours de fonctionnement L, Ma, Me, J, V                                                                                   | Jour / Soir / Nuit / Fêtes O / N / N / N                                                                                  | Voy. / an — | Dépôt Maule |
| 5212  | Desserte : - Villes et lieux desservis : Aubergenville, Épône, Nézel (mairie), Aulnay-sur-Mauldre, Maule, Mareil-sur-Mauldre, Crespières, Davron, Feucherolles (Mairie), Chavenay, Saint-Nom-la-Bretèche (mairie) et Saint-Germain-en-Laye (institut Notre-Dame, lycée international) - Gares desservies : Nézel - Aulnay, Maule, Mareil-sur-Mauldre et Saint-Germain-en-Laye | | | | | | | | |
| 5212  | Autre : - Zones traversées : 4 et 5 - Arrêts non accessibles aux UFR : — - Amplitudes horaires : La ligne est en service du lundi au vendredi en période scolaire de 6 h 45 à 8 h 40 puis le mercredi de 12 h 50 à 14 h 5, et enfin de 16 h 10 à 19 h 5, avancé le mercredi de 17 h 20 jusqu'à 18 h 25. - Particularités : - Le matin, une course se limite au tronçon Église ↔ Nicot — Institut Notre-Dame, et une autre part de Crespières — Carrefour 307. - Le soir, toutes les courses partent de Nicot — Institut Notre-Dame, et celles ne desservant pas le lycée international sont limitées à Sainte-Gemme — Clairbois. - Interdiction de trafic local : Vers Saint-Germain-en-Laye, les arrêts situés à Feucherolles, Chavenay et Saint-Nom-la-Bretèche sont réservés uniquement à la montée. - Date de dernière mise à jour : 3 mars 2025. | | | | | | | | |
| 5212  | Dernière actualisation : — | | | | | | | | |
| 5213  | Gare de Nézel - Aulnay ⥋ Villiers-Saint-Frédéric — Lycée Viollet-le-Duc / Montfort-l'Amaury | Gare de Nézel - Aulnay ⥋ Villiers-Saint-Frédéric — Lycée Viollet-le-Duc / Montfort-l'Amaury                               | Gare de Nézel - Aulnay ⥋ Villiers-Saint-Frédéric — Lycée Viollet-le-Duc / Montfort-l'Amaury                               | Gare de Nézel - Aulnay ⥋ Villiers-Saint-Frédéric — Lycée Viollet-le-Duc / Montfort-l'Amaury                               | Gare de Nézel - Aulnay ⥋ Villiers-Saint-Frédéric — Lycée Viollet-le-Duc / Montfort-l'Amaury                               | Gare de Nézel - Aulnay ⥋ Villiers-Saint-Frédéric — Lycée Viollet-le-Duc / Montfort-l'Amaury                               | Gare de Nézel - Aulnay ⥋ Villiers-Saint-Frédéric — Lycée Viollet-le-Duc / Montfort-l'Amaury                               | Gare de Nézel - Aulnay ⥋ Villiers-Saint-Frédéric — Lycée Viollet-le-Duc / Montfort-l'Amaury                               | Gare de Nézel - Aulnay ⥋ Villiers-Saint-Frédéric — Lycée Viollet-le-Duc / Montfort-l'Amaury                               |
| 5213  | Ouverture / Fermeture — / — | Longueur — | Durée 36-72 min | Nb. d’arrêts 21 | Matériel — | Jours de fonctionnement L, Ma, Me, J, V                                                                                   | Jour / Soir / Nuit / Fêtes O / N / N / N                                                                                  | Voy. / an — | Dépôt — |
| 5213  | Desserte : - Villes et lieux desservis : Nézel, Aulnay-sur-Mauldre, Maule, Mareil-sur-Mauldre, Montainville, Beynes, Villiers-Saint-Frédéric, Neauphle-le-Vieux, Méré et Montfort-l'Amaury - Gares desservies : Nézel - Aulnay et Maule | | | | | | | | |
| 5213  | Autre : - Zone traversée : 5 - Arrêts non accessibles aux UFR : — - Amplitudes horaires : La ligne fonctionne du lundi au vendredi en période scolaire de 7 h 40 à 8 h 52 puis de 16 h 15 à 18 h 54 / de 12 h 5 à 18 h 54 (le mercredi uniquement). - Date de dernière mise à jour : 3 mars 2025. | | | | | | | | |
| 5213  | Dernière actualisation : — | | | | | | | | |
| 5214  | Beynes — Mairie ⥋ La Queue-les-Yvelines — Lycée Jean-Monnet | Beynes — Mairie ⥋ La Queue-les-Yvelines — Lycée Jean-Monnet                                                               | Beynes — Mairie ⥋ La Queue-les-Yvelines — Lycée Jean-Monnet                                                               | Beynes — Mairie ⥋ La Queue-les-Yvelines — Lycée Jean-Monnet                                                               | Beynes — Mairie ⥋ La Queue-les-Yvelines — Lycée Jean-Monnet                                                               | Beynes — Mairie ⥋ La Queue-les-Yvelines — Lycée Jean-Monnet                                                               | Beynes — Mairie ⥋ La Queue-les-Yvelines — Lycée Jean-Monnet                                                               | Beynes — Mairie ⥋ La Queue-les-Yvelines — Lycée Jean-Monnet                                                               | Beynes — Mairie ⥋ La Queue-les-Yvelines — Lycée Jean-Monnet                                                               |
| 5214  | Ouverture / Fermeture — / — | Longueur — | Durée 35-60 min | Nb. d’arrêts 45 | Matériel — | Jours de fonctionnement L, Ma, Me, J, V                                                                                   | Jour / Soir / Nuit / Fêtes O / N / N / N                                                                                  | Voy. / an — | Dépôt — |
| 5214  | Desserte : - Villes et lieux desservis : Beynes, Saint-Germain-de-la-Grange, Neauphle-le-Château, Villiers-Saint-Frédéric, Jouars-Pontchartrain, Neauphle-le-Vieux, La Queue-les-Yvelines et Montfort-l'Amaury | | | | | | | | |
| 5214  | Autre : - Zone traversée : 5 - Arrêts non accessibles aux UFR : — - Amplitudes horaires : La ligne fonctionne du lundi au vendredi en période scolaire de 7 h 25 à 9 h 20 puis de 15 h 40 à 18 h 25 / de 11 h 40 à 13 h 25 (le mercredi uniquement). - Date de dernière mise à jour : 3 mars 2025. | | | | | | | | |
| 5214  | Dernière actualisation : — | | | | | | | | |
| 5215  | Gare de Montfort-l'Amaury - Méré ⥋ Grandchamp — Curé | Gare de Montfort-l'Amaury - Méré ⥋ Grandchamp — Curé                                                                      | Gare de Montfort-l'Amaury - Méré ⥋ Grandchamp — Curé                                                                      | Gare de Montfort-l'Amaury - Méré ⥋ Grandchamp — Curé                                                                      | Gare de Montfort-l'Amaury - Méré ⥋ Grandchamp — Curé                                                                      | Gare de Montfort-l'Amaury - Méré ⥋ Grandchamp — Curé                                                                      | Gare de Montfort-l'Amaury - Méré ⥋ Grandchamp — Curé                                                                      | Gare de Montfort-l'Amaury - Méré ⥋ Grandchamp — Curé                                                                      | Gare de Montfort-l'Amaury - Méré ⥋ Grandchamp — Curé                                                                      |
| 5215  | Ouverture / Fermeture — / — | Longueur — | Durée 75-110 min | Nb. d’arrêts 24 | Matériel — | Jours de fonctionnement L, Ma, Me, J, V                                                                                   | Jour / Soir / Nuit / Fêtes O / N / N / N                                                                                  | Voy. / an — | Dépôt Houdan |
| 5215  | Desserte : - Villes et lieux desservis : Méré, La Queue-les-Yvelines, Montfort-l'Amaury, Grosrouvre, Gambaiseuil, Gambais, Bourdonné, Condé-sur-Vesgre, Adainville, Grandchamp, La Hauteville et Le Tartre-Gaudran - Gare desservie : Montfort-l'Amaury - Méré | | | | | | | | |
| 5215  | Autre : - Zone traversée : 5 - Arrêts non accessibles aux UFR : — - Amplitudes horaires : La ligne fonctionne du lundi au vendredi en période scolaire de 6 h 55 à 9 h 15 puis de 15 h 30 à 18 h 55 / de 11 h 30 à 18 h 55 (le mercredi uniquement). - Date de dernière mise à jour : 3 mars 2025. | | | | | | | | |
| 5215  | Dernière actualisation : — | | | | | | | | |
| 5216  | Gare de Montfort-l'Amaury - Méré ⥋ Maulette — Thionville-sur-Opton | Gare de Montfort-l'Amaury - Méré ⥋ Maulette — Thionville-sur-Opton                                                        | Gare de Montfort-l'Amaury - Méré ⥋ Maulette — Thionville-sur-Opton                                                        | Gare de Montfort-l'Amaury - Méré ⥋ Maulette — Thionville-sur-Opton                                                        | Gare de Montfort-l'Amaury - Méré ⥋ Maulette — Thionville-sur-Opton                                                        | Gare de Montfort-l'Amaury - Méré ⥋ Maulette — Thionville-sur-Opton                                                        | Gare de Montfort-l'Amaury - Méré ⥋ Maulette — Thionville-sur-Opton                                                        | Gare de Montfort-l'Amaury - Méré ⥋ Maulette — Thionville-sur-Opton                                                        | Gare de Montfort-l'Amaury - Méré ⥋ Maulette — Thionville-sur-Opton                                                        |
| 5216  | Ouverture / Fermeture 29 août 2016 / — | Longueur — | Durée 40-75 min | Nb. d’arrêts 18 | Matériel — | Jours de fonctionnement L, Ma, Me, J, V                                                                                   | Jour / Soir / Nuit / Fêtes O / N / N / N                                                                                  | Voy. / an — | Dépôt — |
| 5216  | Desserte : - Villes et lieux desservis : Méré, La Queue-les-Yvelines, Montfort-l'Amaury, Grosrouvre, Gambais, Bourdonné, Dannemarie et Maulette - Gare desservie : Montfort-l'Amaury - Méré | | | | | | | | |
| 5216  | Autre : - Zone traversée : 5 - Arrêts non accessibles aux UFR : — - Amplitudes horaires : La ligne fonctionne du lundi au vendredi en période scolaire de 7 h 20 à 9 h 15 puis de 15 h 30 à 18 h 25 / de 11 h 30 à 18 h 25 (le mercredi uniquement). - Date de dernière mise à jour : 3 mars 2025. | | | | | | | | |
| 5216  | Dernière actualisation : — | | | | | | | | |
| 5219  | Saint-Germain-de-la-Grange — Mairie ⥋ Villiers-Saint-Frédéric — Lycée Viollet-le-Duc | Saint-Germain-de-la-Grange — Mairie ⥋ Villiers-Saint-Frédéric — Lycée Viollet-le-Duc                                      | Saint-Germain-de-la-Grange — Mairie ⥋ Villiers-Saint-Frédéric — Lycée Viollet-le-Duc                                      | Saint-Germain-de-la-Grange — Mairie ⥋ Villiers-Saint-Frédéric — Lycée Viollet-le-Duc                                      | Saint-Germain-de-la-Grange — Mairie ⥋ Villiers-Saint-Frédéric — Lycée Viollet-le-Duc                                      | Saint-Germain-de-la-Grange — Mairie ⥋ Villiers-Saint-Frédéric — Lycée Viollet-le-Duc                                      | Saint-Germain-de-la-Grange — Mairie ⥋ Villiers-Saint-Frédéric — Lycée Viollet-le-Duc                                      | Saint-Germain-de-la-Grange — Mairie ⥋ Villiers-Saint-Frédéric — Lycée Viollet-le-Duc                                      | Saint-Germain-de-la-Grange — Mairie ⥋ Villiers-Saint-Frédéric — Lycée Viollet-le-Duc                                      |
| 5219  | Ouverture / Fermeture — / — | Longueur — | Durée 15-35 min | Nb. d’arrêts 50 | Matériel — | Jours de fonctionnement L, Ma, Me, J, V                                                                                   | Jour / Soir / Nuit / Fêtes O / N / N / N                                                                                  | Voy. / an — | Dépôt — |
| 5219  | Desserte : - Villes et lieux desservis : Saint-Germain-de-la-Grange, Neauphle-le-Château, Villiers-Saint-Frédéric, Jouars-Pontchartrain, Beynes, Mareil-le-Guyon, Bazoches-sur-Guyonne, Le Tremblay-sur-Mauldre, Saint-Rémy-l'Honoré et Les Mesnuls | | | | | | | | |
| 5219  | Autre : - Zone traversée : 5 - Arrêts non accessibles aux UFR : — - Amplitudes horaires : La ligne fonctionne du lundi au vendredi en période scolaire de 7 h 5 à 8 h 40 puis de 16 h 15 à 18 h 45 / de 12 h 15 à 13 h 45 (le mercredi uniquement). - Date de dernière mise à jour : 3 mars 2025. | | | | | | | | |
| 5219  | Dernière actualisation : — | | | | | | | | |

### Lignes 5220 à 5229
| Ligne | Caractéristiques | Caractéristiques                                                                                         | Caractéristiques                                                                                         | Caractéristiques                                                                                         | Caractéristiques                                                                                         | Caractéristiques                                                                                         | Caractéristiques                                                                                         | Caractéristiques                                                                                         | Caractéristiques                                                                                         |
| 5221  | Beynes — La Maladrerie ⥋ Beynes — Collège Rabelais | Beynes — La Maladrerie ⥋ Beynes — Collège Rabelais                                                       | Beynes — La Maladrerie ⥋ Beynes — Collège Rabelais                                                       | Beynes — La Maladrerie ⥋ Beynes — Collège Rabelais                                                       | Beynes — La Maladrerie ⥋ Beynes — Collège Rabelais                                                       | Beynes — La Maladrerie ⥋ Beynes — Collège Rabelais                                                       | Beynes — La Maladrerie ⥋ Beynes — Collège Rabelais                                                       | Beynes — La Maladrerie ⥋ Beynes — Collège Rabelais                                                       | Beynes — La Maladrerie ⥋ Beynes — Collège Rabelais                                                       |
| ----- | --- | --- | --- | --- | --- | --- | --- | --- | --- |
| 5221  | Ouverture / Fermeture 29 août 2016 / — | Longueur —                                                                                               | Durée 15 min                                                                                             | Nb. d’arrêts 6                                                                                           | Matériel —                                                                                               | Jours de fonctionnement L, Ma, Me, J, V                                                                  | Jour / Soir / Nuit / Fêtes O / N / N / N                                                                 | Voy. / an —                                                                                              | Dépôt —                                                                                                  |
| 5221  | Desserte : - Ville et lieux desservis : Beynes - Gare desservie : Beynes | | | | | | | | |
| 5221  | Autre : - Zone traversée : 5 - Arrêts non accessibles aux UFR : — - Amplitudes horaires : La ligne fonctionne du lundi au vendredi en période scolaire de 7 h 25 à 8 h 45 puis de 15 h 35 à 16 h 44 / de 12 h 10 à 12 h 24 (le mercredi uniquement). - Date de dernière mise à jour : 3 mars 2025. | | | | | | | | |
| 5221  | Dernière actualisation : — | | | | | | | | |
| 5224  | Gare de Rambouillet - Prud'homme ⥋ Hermeray — L'Orme / Hermeray — Guipérreux | Gare de Rambouillet - Prud'homme ⥋ Hermeray — L'Orme / Hermeray — Guipérreux                             | Gare de Rambouillet - Prud'homme ⥋ Hermeray — L'Orme / Hermeray — Guipérreux                             | Gare de Rambouillet - Prud'homme ⥋ Hermeray — L'Orme / Hermeray — Guipérreux                             | Gare de Rambouillet - Prud'homme ⥋ Hermeray — L'Orme / Hermeray — Guipérreux                             | Gare de Rambouillet - Prud'homme ⥋ Hermeray — L'Orme / Hermeray — Guipérreux                             | Gare de Rambouillet - Prud'homme ⥋ Hermeray — L'Orme / Hermeray — Guipérreux                             | Gare de Rambouillet - Prud'homme ⥋ Hermeray — L'Orme / Hermeray — Guipérreux                             | Gare de Rambouillet - Prud'homme ⥋ Hermeray — L'Orme / Hermeray — Guipérreux                             |
| 5224  | Ouverture / Fermeture — / — | Longueur —                                                                                               | Durée 35-45 min                                                                                          | Nb. d’arrêts 18                                                                                          | Matériel —                                                                                               | Jours de fonctionnement L, Ma, Me, J, V                                                                  | Jour / Soir / Nuit / Fêtes O / N / N / N                                                                 | Voy. / an —                                                                                              | Dépôt Rambouillet Ampère                                                                                 |
| 5224  | Desserte : - Villes et lieux desservis : Rambouillet, Gazeran, Saint-Hilarion, Épernon, Raizeux et Hermeray - Gare desservie : Rambouillet | | | | | | | | |
| 5224  | Autre : - Zones traversées : 5 et hors zone tarifaire - Arrêts non accessibles aux UFR : — - Amplitudes horaires : La ligne fonctionne du lundi au vendredi en période scolaire de 7 h 25 à 9 h 20 puis de 15 h 45 à 18 h 30 / de 12 h 35 à 18 h 30 (le mercredi uniquement). - Date de dernière mise à jour : 3 mars 2025. | | | | | | | | |
| 5224  | Dernière actualisation : — | | | | | | | | |
| 5225  | Prunay-en-Yvelines — L'Abbé ⥋ Saint-Arnoult-en-Yvelines — Collège Brassens | Prunay-en-Yvelines — L'Abbé ⥋ Saint-Arnoult-en-Yvelines — Collège Brassens                               | Prunay-en-Yvelines — L'Abbé ⥋ Saint-Arnoult-en-Yvelines — Collège Brassens                               | Prunay-en-Yvelines — L'Abbé ⥋ Saint-Arnoult-en-Yvelines — Collège Brassens                               | Prunay-en-Yvelines — L'Abbé ⥋ Saint-Arnoult-en-Yvelines — Collège Brassens                               | Prunay-en-Yvelines — L'Abbé ⥋ Saint-Arnoult-en-Yvelines — Collège Brassens                               | Prunay-en-Yvelines — L'Abbé ⥋ Saint-Arnoult-en-Yvelines — Collège Brassens                               | Prunay-en-Yvelines — L'Abbé ⥋ Saint-Arnoult-en-Yvelines — Collège Brassens                               | Prunay-en-Yvelines — L'Abbé ⥋ Saint-Arnoult-en-Yvelines — Collège Brassens                               |
| 5225  | Ouverture / Fermeture — / — | Longueur —                                                                                               | Durée 15-70 min                                                                                          | Nb. d’arrêts 15                                                                                          | Matériel —                                                                                               | Jours de fonctionnement L, Ma, Me, J, V                                                                  | Jour / Soir / Nuit / Fêtes O / N / N / N                                                                 | Voy. / an —                                                                                              | Dépôt Boinville-le-Gaillard ; Rambouillet Ampère                                                         |
| 5225  | Desserte : - Villes et lieux desservis : Prunay-en-Yvelines, Ablis et Saint-Arnoult-en-Yvelines | | | | | | | | |
| 5225  | Autre : - Zone traversée : 5 - Arrêts non accessibles aux UFR : — - Amplitudes horaires : La ligne fonctionne du lundi au vendredi en période scolaire de 7 h 20 à 9 h 15 puis de 16 h 10 à 17 h 55 / de 11 h 40 à 13 h 25 (le mercredi uniquement). - Date de dernière mise à jour : 3 mars 2025. | | | | | | | | |
| 5225  | Dernière actualisation : — | | | | | | | | |
| 5226  | Orsonville — Église (à certaines heures) / Ablis — Centre ⥋ Saint-Arnoult-en-Yvelines — Collège Brassens | Orsonville — Église (à certaines heures) / Ablis — Centre ⥋ Saint-Arnoult-en-Yvelines — Collège Brassens | Orsonville — Église (à certaines heures) / Ablis — Centre ⥋ Saint-Arnoult-en-Yvelines — Collège Brassens | Orsonville — Église (à certaines heures) / Ablis — Centre ⥋ Saint-Arnoult-en-Yvelines — Collège Brassens | Orsonville — Église (à certaines heures) / Ablis — Centre ⥋ Saint-Arnoult-en-Yvelines — Collège Brassens | Orsonville — Église (à certaines heures) / Ablis — Centre ⥋ Saint-Arnoult-en-Yvelines — Collège Brassens | Orsonville — Église (à certaines heures) / Ablis — Centre ⥋ Saint-Arnoult-en-Yvelines — Collège Brassens | Orsonville — Église (à certaines heures) / Ablis — Centre ⥋ Saint-Arnoult-en-Yvelines — Collège Brassens | Orsonville — Église (à certaines heures) / Ablis — Centre ⥋ Saint-Arnoult-en-Yvelines — Collège Brassens |
| 5226  | Ouverture / Fermeture — / — | Longueur —                                                                                               | Durée 20-30 min                                                                                          | Nb. d’arrêts 12                                                                                          | Matériel —                                                                                               | Jours de fonctionnement L, Ma, Me, J, V                                                                  | Jour / Soir / Nuit / Fêtes O / N / N / N                                                                 | Voy. / an —                                                                                              | Dépôt Boinville-le-Gaillard ; Rambouillet Ampère                                                         |
| 5226  | Desserte : - Villes et lieux desservis : Orsonville, Ablis et Saint-Arnoult-en-Yvelines | | | | | | | | |
| 5226  | Autre : - Zone traversée : 5 - Arrêts non accessibles aux UFR : — - Amplitudes horaires : La ligne fonctionne du lundi au vendredi en période scolaire de 7 h 40 à 9 h 20 puis de 16 h 10 à 17 h 40 / de 11 h 40 à 13 h 10 (le mercredi uniquement). - Date de dernière mise à jour : 24 août 2016. | | | | | | | | |
| 5226  | Dernière actualisation : — | | | | | | | | |
| 5227  | Cernay-la-Ville — Place ⥋ Chevreuse — Collège Pierre de Coubertin | Cernay-la-Ville — Place ⥋ Chevreuse — Collège Pierre de Coubertin                                        | Cernay-la-Ville — Place ⥋ Chevreuse — Collège Pierre de Coubertin                                        | Cernay-la-Ville — Place ⥋ Chevreuse — Collège Pierre de Coubertin                                        | Cernay-la-Ville — Place ⥋ Chevreuse — Collège Pierre de Coubertin                                        | Cernay-la-Ville — Place ⥋ Chevreuse — Collège Pierre de Coubertin                                        | Cernay-la-Ville — Place ⥋ Chevreuse — Collège Pierre de Coubertin                                        | Cernay-la-Ville — Place ⥋ Chevreuse — Collège Pierre de Coubertin                                        | Cernay-la-Ville — Place ⥋ Chevreuse — Collège Pierre de Coubertin                                        |
| 5227  | Ouverture / Fermeture 19 janvier 2009 / — | Longueur —                                                                                               | Durée 15-25 min                                                                                          | Nb. d’arrêts 23                                                                                          | Matériel —                                                                                               | Jours de fonctionnement L, Ma, Me, J, V                                                                  | Jour / Soir / Nuit / Fêtes O / N / N / N                                                                 | Voy. / an —                                                                                              | Dépôt —                                                                                                  |
| 5227  | Desserte : - Villes et lieux desservis : Cernay-la-Ville, Choisel, Senlisse, Dampierre-en-Yvelines, Saint-Forget et Chevreuse | | | | | | | | |
| 5227  | Autre : - Zone traversée : 5 - Arrêts non accessibles aux UFR : — - Amplitudes horaires : La ligne est en service en période scolaire du lundi au vendredi de 7 h 55 à 9 h 15 puis de 15 h 15 à 17 h 40 / 11 h 40 à 12 h 55 (le mercredi uniquement). - Particularités : Les arrêts Trou Rouge, Le Breuil et Pont pierre sont desservis à certaines heures. L'arrêt Saint-Robert est desservi uniquement le mercredi en direction de Cernay-la-Ville à raison d'un passage. - Date de dernière mise à jour : 3 mars 2025. | | | | | | | | |
| 5227  | Dernière actualisation : — | | | | | | | | |
| 5228  | Gif-sur-Yvette — Lycée de la Vallée ⥋ Chevreuse — Collège Pierre de Coubertin | Gif-sur-Yvette — Lycée de la Vallée ⥋ Chevreuse — Collège Pierre de Coubertin                            | Gif-sur-Yvette — Lycée de la Vallée ⥋ Chevreuse — Collège Pierre de Coubertin                            | Gif-sur-Yvette — Lycée de la Vallée ⥋ Chevreuse — Collège Pierre de Coubertin                            | Gif-sur-Yvette — Lycée de la Vallée ⥋ Chevreuse — Collège Pierre de Coubertin                            | Gif-sur-Yvette — Lycée de la Vallée ⥋ Chevreuse — Collège Pierre de Coubertin                            | Gif-sur-Yvette — Lycée de la Vallée ⥋ Chevreuse — Collège Pierre de Coubertin                            | Gif-sur-Yvette — Lycée de la Vallée ⥋ Chevreuse — Collège Pierre de Coubertin                            | Gif-sur-Yvette — Lycée de la Vallée ⥋ Chevreuse — Collège Pierre de Coubertin                            |
| 5228  | Ouverture / Fermeture 19 janvier 2009 / — | Longueur —                                                                                               | Durée 10-30 min                                                                                          | Nb. d’arrêts 23                                                                                          | Matériel —                                                                                               | Jours de fonctionnement L, Ma, Me, J, V                                                                  | Jour / Soir / Nuit / Fêtes O / N / N / N                                                                 | Voy. / an —                                                                                              | Dépôt —                                                                                                  |
| 5228  | Desserte : - Villes et lieux desservis : Gif-sur-Yvette, Saint-Rémy-lès-Chevreuse et Chevreuse - Gare desservie : Saint-Rémy-lès-Chevreuse | | | | | | | | |
| 5228  | Autre : - Zone traversée : 5 - Arrêts non accessibles aux UFR : — - Amplitudes horaires : La ligne est en service en période scolaire du lundi au vendredi de 7 h 50 à 9 h 20 puis de 15 h 15 à 17 h 40 / 11 h 40 à 12 h 55 (le mercredi uniquement). - Particularités : Certains services partent / terminent à Les tourelles ou Saint-Rémy-lès-Chevreuse Gare RER. - Date de dernière mise à jour : 3 mars 2025. | | | | | | | | |
| 5228  | Dernière actualisation : — | | | | | | | | |

### Lignes 5230 à 5239
| Ligne | Caractéristiques | Caractéristiques                                                       | Caractéristiques                                                       | Caractéristiques                                                       | Caractéristiques                                                       | Caractéristiques                                                       | Caractéristiques                                                       | Caractéristiques                                                       | Caractéristiques                                                       |
| 5230  | Gare de Rambouillet - Prud'homme ⥋ Émancé — Rue de Saint-Hilarion | Gare de Rambouillet - Prud'homme ⥋ Émancé — Rue de Saint-Hilarion      | Gare de Rambouillet - Prud'homme ⥋ Émancé — Rue de Saint-Hilarion      | Gare de Rambouillet - Prud'homme ⥋ Émancé — Rue de Saint-Hilarion      | Gare de Rambouillet - Prud'homme ⥋ Émancé — Rue de Saint-Hilarion      | Gare de Rambouillet - Prud'homme ⥋ Émancé — Rue de Saint-Hilarion      | Gare de Rambouillet - Prud'homme ⥋ Émancé — Rue de Saint-Hilarion      | Gare de Rambouillet - Prud'homme ⥋ Émancé — Rue de Saint-Hilarion      | Gare de Rambouillet - Prud'homme ⥋ Émancé — Rue de Saint-Hilarion      |
| ----- | --- | ---------------------------------------------------------------------- | ---------------------------------------------------------------------- | ---------------------------------------------------------------------- | ---------------------------------------------------------------------- | ---------------------------------------------------------------------- | ---------------------------------------------------------------------- | ---------------------------------------------------------------------- | ---------------------------------------------------------------------- |
| 5230  | Ouverture / Fermeture — / — | Longueur —                                                             | Durée 20-40 min                                                        | Nb. d’arrêts 15                                                        | Matériel —                                                             | Jours de fonctionnement L, Ma, Me, J, V                                | Jour / Soir / Nuit / Fêtes O / N / N / N                               | Voy. / an —                                                            | Dépôt Boinville-le-Gaillard ; Rambouillet Ampère                       |
| 5230  | Desserte : - Villes et lieux desservis : Rambouillet, Gazeran et Émancé - Gares desservies : Rambouillet et Gazeran |                                                                        |                                                                        |                                                                        |                                                                        |                                                                        |                                                                        |                                                                        |                                                                        |
| 5230  | Autre : - Zone traversée : 5 - Arrêts non accessibles aux UFR : — - Amplitudes horaires : La ligne fonctionne du lundi au vendredi en période scolaire de 7 h 30 à 9 h 20 puis de 15 h 45 à 18 h 20 / de 12 h 35 à 18 h 20 (le mercredi uniquement). - Date de dernière mise à jour : 3 mars 2025. |                                                                        |                                                                        |                                                                        |                                                                        |                                                                        |                                                                        |                                                                        |                                                                        |
| 5230  | Dernière actualisation : — |                                                                        |                                                                        |                                                                        |                                                                        |                                                                        |                                                                        |                                                                        |                                                                        |
| 5231  | Beynes — Collège Rabelais ⥋ Goupillières — Vallée Penault | Beynes — Collège Rabelais ⥋ Goupillières — Vallée Penault              | Beynes — Collège Rabelais ⥋ Goupillières — Vallée Penault              | Beynes — Collège Rabelais ⥋ Goupillières — Vallée Penault              | Beynes — Collège Rabelais ⥋ Goupillières — Vallée Penault              | Beynes — Collège Rabelais ⥋ Goupillières — Vallée Penault              | Beynes — Collège Rabelais ⥋ Goupillières — Vallée Penault              | Beynes — Collège Rabelais ⥋ Goupillières — Vallée Penault              | Beynes — Collège Rabelais ⥋ Goupillières — Vallée Penault              |
| 5231  | Ouverture / Fermeture 29 août 2016 / — | Longueur —                                                             | Durée 30 min                                                           | Nb. d’arrêts 13                                                        | Matériel —                                                             | Jours de fonctionnement L, Ma, Me, J, V                                | Jour / Soir / Nuit / Fêtes O / N / N / N                               | Voy. / an —                                                            | Dépôt Houdan                                                           |
| 5231  | Desserte : - Villes et lieux desservis : Goupillières, Thoiry, Marcq et Beynes - Gare desservie : Beynes |                                                                        |                                                                        |                                                                        |                                                                        |                                                                        |                                                                        |                                                                        |                                                                        |
| 5231  | Autre : - Zone traversée : 5 - Arrêts non accessibles aux UFR : — - Amplitudes horaires : La ligne fonctionne du lundi au vendredi en période scolaire de 7 h 10 à 8 h 45 puis de 15 h 35 à 16 h 58 / de 12 h 10 à 12 h 38 (le mercredi uniquement). - Date de dernière mise à jour : 3 mars 2025. |                                                                        |                                                                        |                                                                        |                                                                        |                                                                        |                                                                        |                                                                        |                                                                        |
| 5231  | Dernière actualisation : — |                                                                        |                                                                        |                                                                        |                                                                        |                                                                        |                                                                        |                                                                        |                                                                        |
| 5232  | Gare de Saint-Rémy-lès-Chevreuse ⥋ Gif-sur-Yvette — Lycée de la Vallée | Gare de Saint-Rémy-lès-Chevreuse ⥋ Gif-sur-Yvette — Lycée de la Vallée | Gare de Saint-Rémy-lès-Chevreuse ⥋ Gif-sur-Yvette — Lycée de la Vallée | Gare de Saint-Rémy-lès-Chevreuse ⥋ Gif-sur-Yvette — Lycée de la Vallée | Gare de Saint-Rémy-lès-Chevreuse ⥋ Gif-sur-Yvette — Lycée de la Vallée | Gare de Saint-Rémy-lès-Chevreuse ⥋ Gif-sur-Yvette — Lycée de la Vallée | Gare de Saint-Rémy-lès-Chevreuse ⥋ Gif-sur-Yvette — Lycée de la Vallée | Gare de Saint-Rémy-lès-Chevreuse ⥋ Gif-sur-Yvette — Lycée de la Vallée | Gare de Saint-Rémy-lès-Chevreuse ⥋ Gif-sur-Yvette — Lycée de la Vallée |
| 5232  | Ouverture / Fermeture — / — | Longueur —                                                             | Durée 5-10 min                                                         | Nb. d’arrêts 7                                                         | Matériel —                                                             | Jours de fonctionnement L, Ma, Me, J, V, S                             | Jour / Soir / Nuit / Fêtes O / N / N / N                               | Voy. / an —                                                            | Dépôt Saint-Arnoult-en-Yvelines                                        |
| 5232  | Desserte : - Villes et lieux desservis : Saint-Rémy-lès-Chevreuse et Gif-sur-Yvette - Gares desservies : Saint-Rémy-lès-Chevreuse et Courcelle-sur-Yvette |                                                                        |                                                                        |                                                                        |                                                                        |                                                                        |                                                                        |                                                                        |                                                                        |
| 5232  | Autre : - Zone traversée : 5 - Arrêts non accessibles aux UFR : — - Amplitudes horaires : La ligne est en service en période scolaire du lundi au vendredi de 7 h 40 à 9 h 50 puis de 13 h 45 à 18 h 15 / 12 h 15 à 14 h 20 (le mercredi uniquement) et le samedi de 7 h 45 à 9 h 50 puis de 12 h 15 à 12 h 25. - Date de dernière mise à jour : 3 mars 2025. |                                                                        |                                                                        |                                                                        |                                                                        |                                                                        |                                                                        |                                                                        |                                                                        |
| 5232  | Dernière actualisation : — |                                                                        |                                                                        |                                                                        |                                                                        |                                                                        |                                                                        |                                                                        |                                                                        |
| 5233  | Saint-Arnoult-en-Yvelines — Zone Industrielle ⥋ Gare de Dourdan | Saint-Arnoult-en-Yvelines — Zone Industrielle ⥋ Gare de Dourdan        | Saint-Arnoult-en-Yvelines — Zone Industrielle ⥋ Gare de Dourdan        | Saint-Arnoult-en-Yvelines — Zone Industrielle ⥋ Gare de Dourdan        | Saint-Arnoult-en-Yvelines — Zone Industrielle ⥋ Gare de Dourdan        | Saint-Arnoult-en-Yvelines — Zone Industrielle ⥋ Gare de Dourdan        | Saint-Arnoult-en-Yvelines — Zone Industrielle ⥋ Gare de Dourdan        | Saint-Arnoult-en-Yvelines — Zone Industrielle ⥋ Gare de Dourdan        | Saint-Arnoult-en-Yvelines — Zone Industrielle ⥋ Gare de Dourdan        |
| 5233  | Ouverture / Fermeture 1925 / — | Longueur —                                                             | Durée 25-40 min                                                        | Nb. d’arrêts 20                                                        | Matériel —                                                             | Jours de fonctionnement L, Ma, Me, J, V                                | Jour / Soir / Nuit / Fêtes O / N / N / N                               | Voy. / an —                                                            | Dépôt Boinville-le-Gaillard                                            |
| 5233  | Desserte : - Villes et lieux desservis : Saint-Arnoult-en-Yvelines, Ponthévrard, Sainte-Mesme et Dourdan - Gares desservies : Dourdan et Dourdan - La Forêt |                                                                        |                                                                        |                                                                        |                                                                        |                                                                        |                                                                        |                                                                        |                                                                        |
| 5233  | Autre : - Zone traversée : 5 - Arrêts non accessibles aux UFR : — - Amplitudes horaires : La ligne fonctionne du lundi au vendredi en période scolaire de 7 h 20 à 9 h 10 puis de 15 h 40 à 18 h 55 / de 11 h 40 à 18 h 55 (le mercredi uniquement). - Particularités : Il existe des services entre Collège Georges Brassens et Gare de Dourdan aux heures d'entrée et de sortie de l'établissement. - Date de dernière mise à jour : 3 mars 2025. |                                                                        |                                                                        |                                                                        |                                                                        |                                                                        |                                                                        |                                                                        |                                                                        |
| 5233  | Dernière actualisation : — |                                                                        |                                                                        |                                                                        |                                                                        |                                                                        |                                                                        |                                                                        |                                                                        |
| 5235  | Flexanville — Église ⥋ Montfort-l'Amaury — Collège Maurice-Ravel | Flexanville — Église ⥋ Montfort-l'Amaury — Collège Maurice-Ravel       | Flexanville — Église ⥋ Montfort-l'Amaury — Collège Maurice-Ravel       | Flexanville — Église ⥋ Montfort-l'Amaury — Collège Maurice-Ravel       | Flexanville — Église ⥋ Montfort-l'Amaury — Collège Maurice-Ravel       | Flexanville — Église ⥋ Montfort-l'Amaury — Collège Maurice-Ravel       | Flexanville — Église ⥋ Montfort-l'Amaury — Collège Maurice-Ravel       | Flexanville — Église ⥋ Montfort-l'Amaury — Collège Maurice-Ravel       | Flexanville — Église ⥋ Montfort-l'Amaury — Collège Maurice-Ravel       |
| 5235  | Ouverture / Fermeture 29 août 2016 / — | Longueur —                                                             | Durée 30-40 min                                                        | Nb. d’arrêts 18                                                        | Matériel —                                                             | Jours de fonctionnement L, Ma, Me, J, V                                | Jour / Soir / Nuit / Fêtes O / N / N / N                               | Voy. / an —                                                            | Dépôt —                                                                |
| 5235  | Desserte : - Villes et lieux desservis : Flexanville, Villiers-le-Mahieu, Thoiry, Autouillet, Vicq, Méré, La Queue-les-Yvelines et Montfort-l'Amaury - Gare desservie : Montfort-l'Amaury - Méré |                                                                        |                                                                        |                                                                        |                                                                        |                                                                        |                                                                        |                                                                        |                                                                        |
| 5235  | Autre : - Zone traversée : 5 - Arrêts non accessibles aux UFR : — - Amplitudes horaires : La ligne fonctionne du lundi au vendredi en période scolaire de 7 h 25 à 9 h 5 puis de 15 h 40 à 18 h 15 / de 11 h 40 à 18 h 15 (le mercredi uniquement). - Date de dernière mise à jour : 3 mars 2025. |                                                                        |                                                                        |                                                                        |                                                                        |                                                                        |                                                                        |                                                                        |                                                                        |
| 5235  | Dernière actualisation : — |                                                                        |                                                                        |                                                                        |                                                                        |                                                                        |                                                                        |                                                                        |                                                                        |
| 5236  | Auffargis — La Petite Hogue ⥋ Rambouillet — CES de Vivonne | Auffargis — La Petite Hogue ⥋ Rambouillet — CES de Vivonne             | Auffargis — La Petite Hogue ⥋ Rambouillet — CES de Vivonne             | Auffargis — La Petite Hogue ⥋ Rambouillet — CES de Vivonne             | Auffargis — La Petite Hogue ⥋ Rambouillet — CES de Vivonne             | Auffargis — La Petite Hogue ⥋ Rambouillet — CES de Vivonne             | Auffargis — La Petite Hogue ⥋ Rambouillet — CES de Vivonne             | Auffargis — La Petite Hogue ⥋ Rambouillet — CES de Vivonne             | Auffargis — La Petite Hogue ⥋ Rambouillet — CES de Vivonne             |
| 5236  | Ouverture / Fermeture 19 janvier 2009 / — | Longueur —                                                             | Durée 20 min                                                           | Nb. d’arrêts 8                                                         | Matériel —                                                             | Jours de fonctionnement L, Ma, Me, J, V                                | Jour / Soir / Nuit / Fêtes O / N / N / N                               | Voy. / an —                                                            | Dépôt —                                                                |
| 5236  | Desserte : - Villes et lieux desservis : Auffargis, Vieille-Église-en-Yvelines et Rambouillet |                                                                        |                                                                        |                                                                        |                                                                        |                                                                        |                                                                        |                                                                        |                                                                        |
| 5236  | Autre : - Zone traversée : 5 - Arrêts non accessibles aux UFR : — - Amplitudes horaires : La ligne est en service en période scolaire du lundi au vendredi de 8 h 15 à 8 h 35 puis de 16 h 30 à 17 h 45 / 12 h 55 à 13 h 15 (le mercredi uniquement). - Date de dernière mise à jour : 3 mars 2025. |                                                                        |                                                                        |                                                                        |                                                                        |                                                                        |                                                                        |                                                                        |                                                                        |
| 5236  | Dernière actualisation : — |                                                                        |                                                                        |                                                                        |                                                                        |                                                                        |                                                                        |                                                                        |                                                                        |
| 5237  | Gare des Mureaux ⥋ Villiers-Saint-Frédéric — Lycée Viollet le Duc | Gare des Mureaux ⥋ Villiers-Saint-Frédéric — Lycée Viollet le Duc      | Gare des Mureaux ⥋ Villiers-Saint-Frédéric — Lycée Viollet le Duc      | Gare des Mureaux ⥋ Villiers-Saint-Frédéric — Lycée Viollet le Duc      | Gare des Mureaux ⥋ Villiers-Saint-Frédéric — Lycée Viollet le Duc      | Gare des Mureaux ⥋ Villiers-Saint-Frédéric — Lycée Viollet le Duc      | Gare des Mureaux ⥋ Villiers-Saint-Frédéric — Lycée Viollet le Duc      | Gare des Mureaux ⥋ Villiers-Saint-Frédéric — Lycée Viollet le Duc      | Gare des Mureaux ⥋ Villiers-Saint-Frédéric — Lycée Viollet le Duc      |
| 5237  | Ouverture / Fermeture 2 septembre 2021 / — | Longueur —                                                             | Durée —                                                                | Nb. d’arrêts 29                                                        | Matériel —                                                             | Jours de fonctionnement L, Ma, Me, J, V                                | Jour / Soir / Nuit / Fêtes O / N / N / N                               | Voy. / an —                                                            | Dépôt —                                                                |
| 5237  | Desserte : - Villes et lieux desservis : Les Mureaux (mairie, commissariat, centre commercial des Bougimonts), Bouafle (église Saint-Martin, mairie), Flins-sur-Seine (mairie, zone d'activité commerciale), Aubergenville (zone d'activité commerciale, centre aquatique), Épône (ZAC des Beurrons), Nézel (mairie), Aulnay-sur-Mauldre (mairie), Maule, Mareil-sur-Mauldre (mairie), Beynes (La Barbacane, château, mairie) et Villiers-Saint-Frédéric (déchetterie intercommunale, lycée) - Gare desservies : Les Mureaux, Nézel - Aulnay, Maule et Mareil-sur-Mauldre |                                                                        |                                                                        |                                                                        |                                                                        |                                                                        |                                                                        |                                                                        |                                                                        |
| 5237  | Autre : - Zone traversée : 5 - Arrêts non accessibles aux UFR : - Amplitudes horaires : La ligne fonctionne en période scolaire à raison d'un aller le matin et d'un retour l'après-midi. - Date de dernière mise à jour : 3 mars 2025. |                                                                        |                                                                        |                                                                        |                                                                        |                                                                        |                                                                        |                                                                        |                                                                        |
| 5237  | Dernière actualisation : — |                                                                        |                                                                        |                                                                        |                                                                        |                                                                        |                                                                        |                                                                        |                                                                        |

### Lignes 5240 à 5249
| Ligne | Caractéristiques | Caractéristiques                                                           | Caractéristiques                                                           | Caractéristiques                                                           | Caractéristiques                                                           | Caractéristiques                                                           | Caractéristiques                                                           | Caractéristiques                                                           | Caractéristiques                                                           |
| 5240  | Villiers-le-Mahieu — Méré ⥋ Jouars-Pontchartrain — Villiers-Saint-Frédéric | Villiers-le-Mahieu — Méré ⥋ Jouars-Pontchartrain — Villiers-Saint-Frédéric | Villiers-le-Mahieu — Méré ⥋ Jouars-Pontchartrain — Villiers-Saint-Frédéric | Villiers-le-Mahieu — Méré ⥋ Jouars-Pontchartrain — Villiers-Saint-Frédéric | Villiers-le-Mahieu — Méré ⥋ Jouars-Pontchartrain — Villiers-Saint-Frédéric | Villiers-le-Mahieu — Méré ⥋ Jouars-Pontchartrain — Villiers-Saint-Frédéric | Villiers-le-Mahieu — Méré ⥋ Jouars-Pontchartrain — Villiers-Saint-Frédéric | Villiers-le-Mahieu — Méré ⥋ Jouars-Pontchartrain — Villiers-Saint-Frédéric | Villiers-le-Mahieu — Méré ⥋ Jouars-Pontchartrain — Villiers-Saint-Frédéric |
| ----- | --- | -------------------------------------------------------------------------- | -------------------------------------------------------------------------- | -------------------------------------------------------------------------- | -------------------------------------------------------------------------- | -------------------------------------------------------------------------- | -------------------------------------------------------------------------- | -------------------------------------------------------------------------- | -------------------------------------------------------------------------- |
| 5240  | Ouverture / Fermeture 29 août 2016 / — | Longueur —                                                                 | Durée 20-47 min                                                            | Nb. d’arrêts 22                                                            | Matériel —                                                                 | Jours de fonctionnement L, Ma, Me, J, V                                    | Jour / Soir / Nuit / Fêtes O / N / N / N                                   | Voy. / an —                                                                | Dépôt —                                                                    |
| 5240  | Desserte : - Villes et lieux desservis : Villiers-le-Mahieu, Thoiry, Marcq, Autouillet, Auteuil, Saulx-Marchais, Vicq, Méré, Neauphle-le-Vieux, Villiers-Saint-Frédéric et Jouars-Pontchartrain - Gare desservie : Montfort-l'Amaury - Méré |                                                                            |                                                                            |                                                                            |                                                                            |                                                                            |                                                                            |                                                                            |                                                                            |
| 5240  | Autre : - Zone traversée : 5 - Arrêts non accessibles aux UFR : — - Amplitudes horaires : La ligne fonctionne du lundi au vendredi en période scolaire de 6 h 53 à 8 h 56 puis de 16 h à 18 h 49 / de 12 h 35 à 18 h 49 (le mercredi uniquement). - Date de dernière mise à jour : 3 mars 2025. |                                                                            |                                                                            |                                                                            |                                                                            |                                                                            |                                                                            |                                                                            |                                                                            |
| 5240  | Dernière actualisation : — |                                                                            |                                                                            |                                                                            |                                                                            |                                                                            |                                                                            |                                                                            |                                                                            |
| 5241  | Villiers-le-Mahieu — Boulaincourt ⥋ Beynes — Collège Rabelais | Villiers-le-Mahieu — Boulaincourt ⥋ Beynes — Collège Rabelais              | Villiers-le-Mahieu — Boulaincourt ⥋ Beynes — Collège Rabelais              | Villiers-le-Mahieu — Boulaincourt ⥋ Beynes — Collège Rabelais              | Villiers-le-Mahieu — Boulaincourt ⥋ Beynes — Collège Rabelais              | Villiers-le-Mahieu — Boulaincourt ⥋ Beynes — Collège Rabelais              | Villiers-le-Mahieu — Boulaincourt ⥋ Beynes — Collège Rabelais              | Villiers-le-Mahieu — Boulaincourt ⥋ Beynes — Collège Rabelais              | Villiers-le-Mahieu — Boulaincourt ⥋ Beynes — Collège Rabelais              |
| 5241  | Ouverture / Fermeture 29 août 2016 / — | Longueur —                                                                 | Durée 35 min                                                               | Nb. d’arrêts 10                                                            | Matériel —                                                                 | Jours de fonctionnement L, Ma, Me, J, V                                    | Jour / Soir / Nuit / Fêtes O / N / N / N                                   | Voy. / an —                                                                | Dépôt —                                                                    |
| 5241  | Desserte : - Villes et lieux desservis : Villiers-le-Mahieu, Thoiry et Beynes - Gare desservie : Beynes |                                                                            |                                                                            |                                                                            |                                                                            |                                                                            |                                                                            |                                                                            |                                                                            |
| 5241  | Autre : - Zone traversée : 5 - Arrêts non accessibles aux UFR : — - Amplitudes horaires : La ligne fonctionne du lundi au vendredi en période scolaire de 7 h 10 à 8 h 45 puis de 15 h 35 à 17 h 2 / de 12 h 10 à 12 h 42 (le mercredi uniquement). - Date de dernière mise à jour : 3 mars 2025. |                                                                            |                                                                            |                                                                            |                                                                            |                                                                            |                                                                            |                                                                            |                                                                            |
| 5241  | Dernière actualisation : — |                                                                            |                                                                            |                                                                            |                                                                            |                                                                            |                                                                            |                                                                            |                                                                            |
| 5242  | Saint-Arnoult-en-Yvelines — Mairie ⥋ Limours — Lycée Jules Verne | Saint-Arnoult-en-Yvelines — Mairie ⥋ Limours — Lycée Jules Verne           | Saint-Arnoult-en-Yvelines — Mairie ⥋ Limours — Lycée Jules Verne           | Saint-Arnoult-en-Yvelines — Mairie ⥋ Limours — Lycée Jules Verne           | Saint-Arnoult-en-Yvelines — Mairie ⥋ Limours — Lycée Jules Verne           | Saint-Arnoult-en-Yvelines — Mairie ⥋ Limours — Lycée Jules Verne           | Saint-Arnoult-en-Yvelines — Mairie ⥋ Limours — Lycée Jules Verne           | Saint-Arnoult-en-Yvelines — Mairie ⥋ Limours — Lycée Jules Verne           | Saint-Arnoult-en-Yvelines — Mairie ⥋ Limours — Lycée Jules Verne           |
| 5242  | Ouverture / Fermeture — / — | Longueur —                                                                 | Durée 45-65 min                                                            | Nb. d’arrêts 25                                                            | Matériel —                                                                 | Jours de fonctionnement L, Ma, Me, J, V, S                                 | Jour / Soir / Nuit / Fêtes O / N / N / N                                   | Voy. / an —                                                                | Dépôt —                                                                    |
| 5242  | Desserte : - Villes et lieux desservis : Saint-Arnoult-en-Yvelines, Longvilliers, Rochefort-en-Yvelines, Bullion, Bonnelles, Forges-les-Bains et Limours |                                                                            |                                                                            |                                                                            |                                                                            |                                                                            |                                                                            |                                                                            |                                                                            |
| 5242  | Autre : - Zone traversée : 5 - Arrêts non accessibles aux UFR : — - Amplitudes horaires : La ligne est en service en période scolaire du lundi au vendredi de 6 h 55 à 8 h 50 puis de 16 h 10 à 18 h / 12 h 10 à 14 h (le mercredi uniquement) et le samedi de 6 h 55 à 8 h puis de 12 h 10 à 13 h. - Date de dernière mise à jour : 3 mars 2025. |                                                                            |                                                                            |                                                                            |                                                                            |                                                                            |                                                                            |                                                                            |                                                                            |
| 5242  | Dernière actualisation : — |                                                                            |                                                                            |                                                                            |                                                                            |                                                                            |                                                                            |                                                                            |                                                                            |
| 5245  | Arnouville-lès-Mantes — Saint-Léonard ⥋ Montfort-l'Amaury | Arnouville-lès-Mantes — Saint-Léonard ⥋ Montfort-l'Amaury                  | Arnouville-lès-Mantes — Saint-Léonard ⥋ Montfort-l'Amaury                  | Arnouville-lès-Mantes — Saint-Léonard ⥋ Montfort-l'Amaury                  | Arnouville-lès-Mantes — Saint-Léonard ⥋ Montfort-l'Amaury                  | Arnouville-lès-Mantes — Saint-Léonard ⥋ Montfort-l'Amaury                  | Arnouville-lès-Mantes — Saint-Léonard ⥋ Montfort-l'Amaury                  | Arnouville-lès-Mantes — Saint-Léonard ⥋ Montfort-l'Amaury                  | Arnouville-lès-Mantes — Saint-Léonard ⥋ Montfort-l'Amaury                  |
| 5245  | Ouverture / Fermeture 29 août 2016 / — | Longueur —                                                                 | Durée 46-63 min                                                            | Nb. d’arrêts 27                                                            | Matériel —                                                                 | Jours de fonctionnement L, Ma, Me, J, V                                    | Jour / Soir / Nuit / Fêtes O / N / N / N                                   | Voy. / an —                                                                | Dépôt —                                                                    |
| 5245  | Desserte : - Villes et lieux desservis : Arnouville-lès-Mantes, Hargeville, Goupillières, Thoiry, Andelu, Marcq, Saulx-Marchais, Vicq, Méré, La Queue-les-Yvelines et Montfort-l'Amaury - Gare desservie : Montfort-l'Amaury - Méré |                                                                            |                                                                            |                                                                            |                                                                            |                                                                            |                                                                            |                                                                            |                                                                            |
| 5245  | Autre : - Zone traversée : 5 - Arrêts non accessibles aux UFR : — - Amplitudes horaires : La ligne fonctionne du lundi au vendredi en période scolaire de 7 h 5 à 9 h 8 puis de 16 h 8 à 18 h 26 / de 12 h 13 à 18 h 26 (le mercredi uniquement). - Date de dernière mise à jour : 19 décembre 2023. |                                                                            |                                                                            |                                                                            |                                                                            |                                                                            |                                                                            |                                                                            |                                                                            |
| 5245  | Dernière actualisation : — |                                                                            |                                                                            |                                                                            |                                                                            |                                                                            |                                                                            |                                                                            |                                                                            |
| 5249  | Gare des Essarts-le-Roi ⥋ La Queue-les-Yvelines — Lycée Jean-Monnet | Gare des Essarts-le-Roi ⥋ La Queue-les-Yvelines — Lycée Jean-Monnet        | Gare des Essarts-le-Roi ⥋ La Queue-les-Yvelines — Lycée Jean-Monnet        | Gare des Essarts-le-Roi ⥋ La Queue-les-Yvelines — Lycée Jean-Monnet        | Gare des Essarts-le-Roi ⥋ La Queue-les-Yvelines — Lycée Jean-Monnet        | Gare des Essarts-le-Roi ⥋ La Queue-les-Yvelines — Lycée Jean-Monnet        | Gare des Essarts-le-Roi ⥋ La Queue-les-Yvelines — Lycée Jean-Monnet        | Gare des Essarts-le-Roi ⥋ La Queue-les-Yvelines — Lycée Jean-Monnet        | Gare des Essarts-le-Roi ⥋ La Queue-les-Yvelines — Lycée Jean-Monnet        |
| 5249  | Ouverture / Fermeture 29 août 2016 / — | Longueur —                                                                 | Durée 15-60 min                                                            | Nb. d’arrêts 17                                                            | Matériel —                                                                 | Jours de fonctionnement L, Ma, Me, J, V                                    | Jour / Soir / Nuit / Fêtes O / N / N / N                                   | Voy. / an —                                                                | Dépôt Rambouillet Ampère                                                   |
| 5249  | Desserte : - Villes et lieux desservis : Les Essarts-le-Roi, Saint-Rémy-l'Honoré, Le Tremblay-sur-Mauldre, Bazoches-sur-Guyonne, Mareil-le-Guyon, Montfort-l'Amaury, Méré, Galluis et La Queue-les-Yvelines - Gares desservies : Les Essarts-le-Roi et Montfort-l'Amaury - Méré |                                                                            |                                                                            |                                                                            |                                                                            |                                                                            |                                                                            |                                                                            |                                                                            |
| 5249  | Autre : - Zone traversée : 5 - Arrêts non accessibles aux UFR : — - Amplitudes horaires : La ligne fonctionne : - du lundi au vendredi en période scolaire de 7 h 25 à 9 h 15 puis de 15 h 40 à 18 h 20 / de 11 h 35 à 18 h 20 (le mercredi uniquement) ; - du lundi au vendredi en période de vacances scolaires de 7 h 25 à 7 h 40 puis de 17 h 20 à 17 h 35. - Particularités : Il existe un aller-retour par jour entre Gare de Montfort-l'Amaury - Méré et Vert Buisson. - Date de dernière mise à jour : 3 mars 2025. |                                                                            |                                                                            |                                                                            |                                                                            |                                                                            |                                                                            |                                                                            |                                                                            |
| 5249  | Dernière actualisation : — |                                                                            |                                                                            |                                                                            |                                                                            |                                                                            |                                                                            |                                                                            |                                                                            |

### Lignes 5250 à 5259
| Ligne | Caractéristiques | Caractéristiques                                                       | Caractéristiques                                                       | Caractéristiques                                                       | Caractéristiques                                                       | Caractéristiques                                                       | Caractéristiques                                                       | Caractéristiques                                                       | Caractéristiques                                                       |
| 5251  | Saulx-Marchais — La Coudraie ⥋ Beynes — Collège Rabelais | Saulx-Marchais — La Coudraie ⥋ Beynes — Collège Rabelais               | Saulx-Marchais — La Coudraie ⥋ Beynes — Collège Rabelais               | Saulx-Marchais — La Coudraie ⥋ Beynes — Collège Rabelais               | Saulx-Marchais — La Coudraie ⥋ Beynes — Collège Rabelais               | Saulx-Marchais — La Coudraie ⥋ Beynes — Collège Rabelais               | Saulx-Marchais — La Coudraie ⥋ Beynes — Collège Rabelais               | Saulx-Marchais — La Coudraie ⥋ Beynes — Collège Rabelais               | Saulx-Marchais — La Coudraie ⥋ Beynes — Collège Rabelais               |
| ----- | --- | ---------------------------------------------------------------------- | ---------------------------------------------------------------------- | ---------------------------------------------------------------------- | ---------------------------------------------------------------------- | ---------------------------------------------------------------------- | ---------------------------------------------------------------------- | ---------------------------------------------------------------------- | ---------------------------------------------------------------------- |
| 5251  | Ouverture / Fermeture 29 août 2016 / — | Longueur —                                                             | Durée 27 min                                                           | Nb. d’arrêts 8                                                         | Matériel —                                                             | Jours de fonctionnement L, Ma, Me, J, V                                | Jour / Soir / Nuit / Fêtes O / N / N / N                               | Voy. / an —                                                            | Dépôt —                                                                |
| 5251  | Desserte : - Villes et lieux desservis : Saulx-Marchais et Beynes - Gare desservie : Beynes |                                                                        |                                                                        |                                                                        |                                                                        |                                                                        |                                                                        |                                                                        |                                                                        |
| 5251  | Autre : - Zone traversée : 5 - Arrêts non accessibles aux UFR : — - Amplitudes horaires : La ligne fonctionne du lundi au vendredi en période scolaire de 7 h 18 à 8 h 45 puis de 15 h 35 à 16 h 53 / de 12 h 10 à 12 h 33 (le mercredi uniquement). - Date de dernière mise à jour : 3 mars 2025. |                                                                        |                                                                        |                                                                        |                                                                        |                                                                        |                                                                        |                                                                        |                                                                        |
| 5251  | Dernière actualisation : — |                                                                        |                                                                        |                                                                        |                                                                        |                                                                        |                                                                        |                                                                        |                                                                        |
| 5252  | Bonnelles — Collège des 3 Moulins ⥋ Saint-Arnoult-en-Yvelines — Mairie | Bonnelles — Collège des 3 Moulins ⥋ Saint-Arnoult-en-Yvelines — Mairie | Bonnelles — Collège des 3 Moulins ⥋ Saint-Arnoult-en-Yvelines — Mairie | Bonnelles — Collège des 3 Moulins ⥋ Saint-Arnoult-en-Yvelines — Mairie | Bonnelles — Collège des 3 Moulins ⥋ Saint-Arnoult-en-Yvelines — Mairie | Bonnelles — Collège des 3 Moulins ⥋ Saint-Arnoult-en-Yvelines — Mairie | Bonnelles — Collège des 3 Moulins ⥋ Saint-Arnoult-en-Yvelines — Mairie | Bonnelles — Collège des 3 Moulins ⥋ Saint-Arnoult-en-Yvelines — Mairie | Bonnelles — Collège des 3 Moulins ⥋ Saint-Arnoult-en-Yvelines — Mairie |
| 5252  | Ouverture / Fermeture — / — | Longueur —                                                             | Durée —                                                                | Nb. d’arrêts —                                                         | Matériel —                                                             | Jours de fonctionnement L, Ma, Me, J, V                                | Jour / Soir / Nuit / Fêtes O / N / N / N                               | Voy. / an —                                                            | Dépôt —                                                                |
| 5252  | Desserte : - Villes et lieux desservis : Bonnelles, Bullion, Rochefort-en-Yvelines et Saint-Arnoult-en-Yvelines - Gare desservie : Aucune. |                                                                        |                                                                        |                                                                        |                                                                        |                                                                        |                                                                        |                                                                        |                                                                        |
| 5252  | Autre : - Zone traversée : 5 - Arrêts non accessibles aux UFR : — - Amplitudes horaires : La ligne est en service du lundi au vendredi en période scolaire à raison de deux allers-retours par jour. - Date de dernière mise à jour : 3 mars 2025.                                                 |                                                                        |                                                                        |                                                                        |                                                                        |                                                                        |                                                                        |                                                                        |                                                                        |
| 5252  | Dernière actualisation : — |                                                                        |                                                                        |                                                                        |                                                                        |                                                                        |                                                                        |                                                                        |                                                                        |
| 5253  | Bonnelles — Collège des 3 Moulins ⥋ Longvilliers — Le Petit-Plessis | Bonnelles — Collège des 3 Moulins ⥋ Longvilliers — Le Petit-Plessis    | Bonnelles — Collège des 3 Moulins ⥋ Longvilliers — Le Petit-Plessis    | Bonnelles — Collège des 3 Moulins ⥋ Longvilliers — Le Petit-Plessis    | Bonnelles — Collège des 3 Moulins ⥋ Longvilliers — Le Petit-Plessis    | Bonnelles — Collège des 3 Moulins ⥋ Longvilliers — Le Petit-Plessis    | Bonnelles — Collège des 3 Moulins ⥋ Longvilliers — Le Petit-Plessis    | Bonnelles — Collège des 3 Moulins ⥋ Longvilliers — Le Petit-Plessis    | Bonnelles — Collège des 3 Moulins ⥋ Longvilliers — Le Petit-Plessis    |
| 5253  | Ouverture / Fermeture — / — | Longueur —                                                             | Durée —                                                                | Nb. d’arrêts —                                                         | Matériel —                                                             | Jours de fonctionnement L, Ma, Me, J, V                                | Jour / Soir / Nuit / Fêtes O / N / N / N                               | Voy. / an —                                                            | Dépôt —                                                                |
| 5253  | Desserte : - Villes et lieux desservis : Bonnelles, Bullion, Rochefort-en-Yvelines et Longvilliers - Gare desservie : Aucune. |                                                                        |                                                                        |                                                                        |                                                                        |                                                                        |                                                                        |                                                                        |                                                                        |
| 5253  | Autre : - Zone traversée : 5 - Arrêts non accessibles aux UFR : — - Amplitudes horaires : La ligne est en service du lundi au vendredi en période scolaire à raison de deux allers-retours par jour. - Date de dernière mise à jour : 3 mars 2025.                                                 |                                                                        |                                                                        |                                                                        |                                                                        |                                                                        |                                                                        |                                                                        |                                                                        |
| 5253  | Dernière actualisation : — |                                                                        |                                                                        |                                                                        |                                                                        |                                                                        |                                                                        |                                                                        |                                                                        |
| 5259  | Le Perray-en-Yvelines — La Touche ⥋ Les Essarts-le-Roi — Collège | Le Perray-en-Yvelines — La Touche ⥋ Les Essarts-le-Roi — Collège       | Le Perray-en-Yvelines — La Touche ⥋ Les Essarts-le-Roi — Collège       | Le Perray-en-Yvelines — La Touche ⥋ Les Essarts-le-Roi — Collège       | Le Perray-en-Yvelines — La Touche ⥋ Les Essarts-le-Roi — Collège       | Le Perray-en-Yvelines — La Touche ⥋ Les Essarts-le-Roi — Collège       | Le Perray-en-Yvelines — La Touche ⥋ Les Essarts-le-Roi — Collège       | Le Perray-en-Yvelines — La Touche ⥋ Les Essarts-le-Roi — Collège       | Le Perray-en-Yvelines — La Touche ⥋ Les Essarts-le-Roi — Collège       |
| 5259  | Ouverture / Fermeture 1er septembre 2016 / — | Longueur —                                                             | Durée 15-35 min                                                        | Nb. d’arrêts 12                                                        | Matériel —                                                             | Jours de fonctionnement L, Ma, Me, J, V                                | Jour / Soir / Nuit / Fêtes O / N / N / N                               | Voy. / an —                                                            | Dépôt Rambouillet Ampère                                               |
| 5259  | Desserte : - Villes et lieux desservis : Le Perray-en-Yvelines et Les Essarts-le-Roi - Gare desservie : Le Perray |                                                                        |                                                                        |                                                                        |                                                                        |                                                                        |                                                                        |                                                                        |                                                                        |
| 5259  | Autre : - Zone traversée : 5 - Arrêts non accessibles aux UFR : — - Amplitudes horaires : La ligne fonctionne du lundi au vendredi en période scolaire de 7 h 45 à 9 h 20 puis de 15 h 10 à 17 h 45 / de 11 h 40 à 13 h 10 (le mercredi uniquement). - Date de dernière mise à jour : 3 mars 2025. |                                                                        |                                                                        |                                                                        |                                                                        |                                                                        |                                                                        |                                                                        |                                                                        |
| 5259  | Dernière actualisation : — |                                                                        |                                                                        |                                                                        |                                                                        |                                                                        |                                                                        |                                                                        |                                                                        |

### Lignes 5260 à 5269
| Ligne | Caractéristiques | Caractéristiques                                               | Caractéristiques                                               | Caractéristiques                                               | Caractéristiques                                               | Caractéristiques                                               | Caractéristiques                                               | Caractéristiques                                               | Caractéristiques                                               |
| 5265  | Dannemarie - Mairie ⥋ Gare de Houdan | Dannemarie - Mairie ⥋ Gare de Houdan                           | Dannemarie - Mairie ⥋ Gare de Houdan                           | Dannemarie - Mairie ⥋ Gare de Houdan                           | Dannemarie - Mairie ⥋ Gare de Houdan                           | Dannemarie - Mairie ⥋ Gare de Houdan                           | Dannemarie - Mairie ⥋ Gare de Houdan                           | Dannemarie - Mairie ⥋ Gare de Houdan                           | Dannemarie - Mairie ⥋ Gare de Houdan                           |
| ----- | --- | -------------------------------------------------------------- | -------------------------------------------------------------- | -------------------------------------------------------------- | -------------------------------------------------------------- | -------------------------------------------------------------- | -------------------------------------------------------------- | -------------------------------------------------------------- | -------------------------------------------------------------- |
| 5265  | Ouverture / Fermeture — / — | Longueur —                                                     | Durée 10 min                                                   | Nb. d’arrêts 3                                                 | Matériel —                                                     | Jours de fonctionnement L, Ma, Me, J, V                        | Jour / Soir / Nuit / Fêtes O / N / N / N                       | Voy. / an —                                                    | Dépôt —                                                        |
| 5265  | Desserte : - Villes et lieux desservis : Dannemarie, Maulette et Houdan - Gare desservie : Houdan |                                                                |                                                                |                                                                |                                                                |                                                                |                                                                |                                                                |                                                                |
| 5265  | Autre : - Zone traversée : 5 - Arrêts non accessibles aux UFR : — - Amplitudes horaires : La ligne fonctionne du lundi au vendredi en période scolaire de 6 h 40 à 6 h 50. - Date de dernière mise à jour : 3 mars 2025.                                                                           |                                                                |                                                                |                                                                |                                                                |                                                                |                                                                |                                                                |                                                                |
| 5265  | Dernière actualisation : — |                                                                |                                                                |                                                                |                                                                |                                                                |                                                                |                                                                |                                                                |
| 5267  | Gif-sur-Yvette — Marché Gousson ⥋ Bures-sur-Yvette — Fauvettes | Gif-sur-Yvette — Marché Gousson ⥋ Bures-sur-Yvette — Fauvettes | Gif-sur-Yvette — Marché Gousson ⥋ Bures-sur-Yvette — Fauvettes | Gif-sur-Yvette — Marché Gousson ⥋ Bures-sur-Yvette — Fauvettes | Gif-sur-Yvette — Marché Gousson ⥋ Bures-sur-Yvette — Fauvettes | Gif-sur-Yvette — Marché Gousson ⥋ Bures-sur-Yvette — Fauvettes | Gif-sur-Yvette — Marché Gousson ⥋ Bures-sur-Yvette — Fauvettes | Gif-sur-Yvette — Marché Gousson ⥋ Bures-sur-Yvette — Fauvettes | Gif-sur-Yvette — Marché Gousson ⥋ Bures-sur-Yvette — Fauvettes |
| 5267  | Ouverture / Fermeture — / — | Longueur —                                                     | Durée —                                                        | Nb. d’arrêts —                                                 | Matériel —                                                     | Jours de fonctionnement L, Ma, Me, J, V                        | Jour / Soir / Nuit / Fêtes O / N / N / N                       | Voy. / an —                                                    | Dépôt —                                                        |
| 5267  | Desserte : - Villes et lieux desservis : Gif-sur-Yvette, Gometz-la-Ville, Gometz-le-Châtel et Bures-sur-Yvette - Gare desservie : Aucune. |                                                                |                                                                |                                                                |                                                                |                                                                |                                                                |                                                                |                                                                |
| 5267  | Autre : - Zone traversée : 5 - Arrêts non accessibles aux UFR : — - Amplitudes horaires : La ligne est en service du lundi au vendredi en période scolaire à raison de deux allers-retours par jour. - Date de dernière mise à jour : 3 mars 2025.                                                 |                                                                |                                                                |                                                                |                                                                |                                                                |                                                                |                                                                |                                                                |
| 5267  | Dernière actualisation : — |                                                                |                                                                |                                                                |                                                                |                                                                |                                                                |                                                                |                                                                |
| 5269  | Bullion — Moutiers ⥋ Gare de Dourdan | Bullion — Moutiers ⥋ Gare de Dourdan                           | Bullion — Moutiers ⥋ Gare de Dourdan                           | Bullion — Moutiers ⥋ Gare de Dourdan                           | Bullion — Moutiers ⥋ Gare de Dourdan                           | Bullion — Moutiers ⥋ Gare de Dourdan                           | Bullion — Moutiers ⥋ Gare de Dourdan                           | Bullion — Moutiers ⥋ Gare de Dourdan                           | Bullion — Moutiers ⥋ Gare de Dourdan                           |
| 5269  | Ouverture / Fermeture — / — | Longueur —                                                     | Durée 55 min                                                   | Nb. d’arrêts 21                                                | Matériel —                                                     | Jours de fonctionnement L, Ma, Me, J, V                        | Jour / Soir / Nuit / Fêtes O / N / N / N                       | Voy. / an —                                                    | Dépôt Boinville-le-Gaillard                                    |
| 5269  | Desserte : - Villes et lieux desservis : Bullion, Bonnelles, Longvilliers, Rochefort-en-Yvelines et Dourdan - Gares desservies : Dourdan et Dourdan - La Forêt |                                                                |                                                                |                                                                |                                                                |                                                                |                                                                |                                                                |                                                                |
| 5269  | Autre : - Zone traversée : 5 - Arrêts non accessibles aux UFR : — - Amplitudes horaires : La ligne fonctionne du lundi au vendredi en période scolaire de 7 h 15 à 9 h 10 puis de 15 h 45 à 18 h 40 / de 12 h 45 à 14 h 40 (le mercredi uniquement). - Date de dernière mise à jour : 3 mars 2025. |                                                                |                                                                |                                                                |                                                                |                                                                |                                                                |                                                                |                                                                |
| 5269  | Dernière actualisation : — |                                                                |                                                                |                                                                |                                                                |                                                                |                                                                |                                                                |                                                                |

### Lignes 5270 à 5279
| Ligne | Caractéristiques | Caractéristiques                                                                    | Caractéristiques                                                                    | Caractéristiques                                                                    | Caractéristiques                                                                    | Caractéristiques                                                                    | Caractéristiques                                                                    | Caractéristiques                                                                    | Caractéristiques                                                                    |
| 5270  | Crespières — Croix Marie ⥋ Marly-le-Roi — Abreuvoir | Crespières — Croix Marie ⥋ Marly-le-Roi — Abreuvoir                                 | Crespières — Croix Marie ⥋ Marly-le-Roi — Abreuvoir                                 | Crespières — Croix Marie ⥋ Marly-le-Roi — Abreuvoir                                 | Crespières — Croix Marie ⥋ Marly-le-Roi — Abreuvoir                                 | Crespières — Croix Marie ⥋ Marly-le-Roi — Abreuvoir                                 | Crespières — Croix Marie ⥋ Marly-le-Roi — Abreuvoir                                 | Crespières — Croix Marie ⥋ Marly-le-Roi — Abreuvoir                                 | Crespières — Croix Marie ⥋ Marly-le-Roi — Abreuvoir                                 |
| ----- | --- | ----------------------------------------------------------------------------------- | ----------------------------------------------------------------------------------- | ----------------------------------------------------------------------------------- | ----------------------------------------------------------------------------------- | ----------------------------------------------------------------------------------- | ----------------------------------------------------------------------------------- | ----------------------------------------------------------------------------------- | ----------------------------------------------------------------------------------- |
| 5270  | Ouverture / Fermeture 1998 / — | Longueur —                                                                          | Durée 30 à 60 min                                                                   | Nb. d’arrêts 27                                                                     | Matériel —                                                                          | Jours de fonctionnement L, Ma, Me, J, V                                             | Jour / Soir / Nuit / Fêtes O / N / N / N                                            | Voy. / an —                                                                         | Dépôt Maule                                                                         |
| 5270  | Desserte : - Villes et lieux desservis : Crespières, Davron, Feucherolles (Mairie), Chavenay, Saint-Nom-la-Bretèche (mairie), Noisy-le-Roi et Marly-le-Roi |                                                                                     |                                                                                     |                                                                                     |                                                                                     |                                                                                     |                                                                                     |                                                                                     |                                                                                     |
| 5270  | Autre : - Zones traversées : 4 et 5 - Arrêts non accessibles aux UFR : — - Amplitudes horaires : La ligne est en service du lundi au vendredi en période scolaire de 7 h 35 à 9 h 20 puis de 16 h 20 à 18 h 50, anticipé le mercredi de 11 h 50 à 13 h 30. - Particularités : Le matin, les services partent de Croix Marie, Village, Champ du Caillou ou Église certains le soir sont limités à Sucrerie. - Date de dernière mise à jour : 3 mars 2025. |                                                                                     |                                                                                     |                                                                                     |                                                                                     |                                                                                     |                                                                                     |                                                                                     |                                                                                     |
| 5270  | Dernière actualisation : — |                                                                                     |                                                                                     |                                                                                     |                                                                                     |                                                                                     |                                                                                     |                                                                                     |                                                                                     |
| 5271  | Crespières ou Noisy-le-Roi — Tuilerie - Bignon ⥋ Feucherolles — Collège Jean-Monnet | Crespières ou Noisy-le-Roi — Tuilerie - Bignon ⥋ Feucherolles — Collège Jean-Monnet | Crespières ou Noisy-le-Roi — Tuilerie - Bignon ⥋ Feucherolles — Collège Jean-Monnet | Crespières ou Noisy-le-Roi — Tuilerie - Bignon ⥋ Feucherolles — Collège Jean-Monnet | Crespières ou Noisy-le-Roi — Tuilerie - Bignon ⥋ Feucherolles — Collège Jean-Monnet | Crespières ou Noisy-le-Roi — Tuilerie - Bignon ⥋ Feucherolles — Collège Jean-Monnet | Crespières ou Noisy-le-Roi — Tuilerie - Bignon ⥋ Feucherolles — Collège Jean-Monnet | Crespières ou Noisy-le-Roi — Tuilerie - Bignon ⥋ Feucherolles — Collège Jean-Monnet | Crespières ou Noisy-le-Roi — Tuilerie - Bignon ⥋ Feucherolles — Collège Jean-Monnet |
| 5271  | Ouverture / Fermeture 1998 / — | Longueur —                                                                          | Durée 5 à 25 min                                                                    | Nb. d’arrêts 28                                                                     | Matériel —                                                                          | Jours de fonctionnement L, Ma, Me, J, V                                             | Jour / Soir / Nuit / Fêtes O / N / N / N                                            | Voy. / an —                                                                         | Dépôt Maule                                                                         |
| 5271  | Desserte : - Villes et lieux desservis : Crespières, Davron, Feucherolles (mairie, collège Jean-Monnet), Noisy-le-Roi, Saint-Nom-la-Bretèche (mairie), et Chavenay |                                                                                     |                                                                                     |                                                                                     |                                                                                     |                                                                                     |                                                                                     |                                                                                     |                                                                                     |
| 5271  | Autre : - Zone traversée : 5 - Arrêts non accessibles aux UFR : — - Amplitudes horaires : La ligne est en service du lundi au vendredi en période scolaire de 7 h 30 à 9 h 5 puis de 15 h à 17 h 30, avancé le mercredi de 11 h 30 à 12 h 45. - Particularités : - Le matin, les services partent de Croix Marie, Village, Tuilerie - Bignon, Bretèche ou Vallon et le soir vers Sainte-Gemme - Clairbois, Sucrerie, Chemin aux Bœufs, Saint-Nom-la-Bretèche - Mairie, Vermondie ou Tuilerie - Bignon. - À Crespières, le départ se fait à Croix Marie et le terminus à Chemin aux Bœufs. - La première course du matin partant de Crespières est jumelée avec celle de la ligne 5341. - Date de dernière mise à jour : 3 mars 2025. |                                                                                     |                                                                                     |                                                                                     |                                                                                     |                                                                                     |                                                                                     |                                                                                     |                                                                                     |
| 5271  | Dernière actualisation : — |                                                                                     |                                                                                     |                                                                                     |                                                                                     |                                                                                     |                                                                                     |                                                                                     |                                                                                     |
| 5275  | Les Essarts-le-Roi — Gare SNCF ⥋ Auffargis — Le Stade / Le Perray-en-Yvelines | Les Essarts-le-Roi — Gare SNCF ⥋ Auffargis — Le Stade / Le Perray-en-Yvelines       | Les Essarts-le-Roi — Gare SNCF ⥋ Auffargis — Le Stade / Le Perray-en-Yvelines       | Les Essarts-le-Roi — Gare SNCF ⥋ Auffargis — Le Stade / Le Perray-en-Yvelines       | Les Essarts-le-Roi — Gare SNCF ⥋ Auffargis — Le Stade / Le Perray-en-Yvelines       | Les Essarts-le-Roi — Gare SNCF ⥋ Auffargis — Le Stade / Le Perray-en-Yvelines       | Les Essarts-le-Roi — Gare SNCF ⥋ Auffargis — Le Stade / Le Perray-en-Yvelines       | Les Essarts-le-Roi — Gare SNCF ⥋ Auffargis — Le Stade / Le Perray-en-Yvelines       | Les Essarts-le-Roi — Gare SNCF ⥋ Auffargis — Le Stade / Le Perray-en-Yvelines       |
| 5275  | Ouverture / Fermeture — / — | Longueur —                                                                          | Durée 15-25 min                                                                     | Nb. d’arrêts 18                                                                     | Matériel —                                                                          | Jours de fonctionnement L, Ma, Me, J, V                                             | Jour / Soir / Nuit / Fêtes O / N / N / N                                            | Voy. / an —                                                                         | Dépôt Rambouillet Ampère                                                            |
| 5275  | Desserte : - Villes et lieux desservis : Les Essarts-le-Roi, Auffargis et Le Perray-en-Yvelines - Gares desservies : Les Essarts-le-Roi et Le Perray |                                                                                     |                                                                                     |                                                                                     |                                                                                     |                                                                                     |                                                                                     |                                                                                     |                                                                                     |
| 5275  | Autre : - Zone traversée : 5 - Arrêts non accessibles aux UFR : — - Amplitudes horaires : La ligne fonctionne : - du lundi au vendredi en période scolaire de 6 h 30 à 9 h 15 puis de 15 h 15 à 20 h 20 / de 11 h 45 à 20 h 20 (le mercredi uniquement) ; - du lundi au vendredi en période de vacances scolaires de 6 h 30 à 8 h puis de 17 h 55 à 20 h 20. - Particularité : Les arrêts CES Molière et de Les Carrières à Le Perray — Gare SNCF sont desservis en période scolaire aux heures d'entrée et de sortie du collège Molière aux Essarts-le-Roi. - Date de dernière mise à jour : 3 mars 2025. |                                                                                     |                                                                                     |                                                                                     |                                                                                     |                                                                                     |                                                                                     |                                                                                     |                                                                                     |
| 5275  | Dernière actualisation : — |                                                                                     |                                                                                     |                                                                                     |                                                                                     |                                                                                     |                                                                                     |                                                                                     |                                                                                     |
| 5277  | Gif-sur-Yvette — Marché Gousson ⥋ Gometz-le-Châtel — Hameau de Grivery | Gif-sur-Yvette — Marché Gousson ⥋ Gometz-le-Châtel — Hameau de Grivery              | Gif-sur-Yvette — Marché Gousson ⥋ Gometz-le-Châtel — Hameau de Grivery              | Gif-sur-Yvette — Marché Gousson ⥋ Gometz-le-Châtel — Hameau de Grivery              | Gif-sur-Yvette — Marché Gousson ⥋ Gometz-le-Châtel — Hameau de Grivery              | Gif-sur-Yvette — Marché Gousson ⥋ Gometz-le-Châtel — Hameau de Grivery              | Gif-sur-Yvette — Marché Gousson ⥋ Gometz-le-Châtel — Hameau de Grivery              | Gif-sur-Yvette — Marché Gousson ⥋ Gometz-le-Châtel — Hameau de Grivery              | Gif-sur-Yvette — Marché Gousson ⥋ Gometz-le-Châtel — Hameau de Grivery              |
| 5277  | Ouverture / Fermeture — / — | Longueur —                                                                          | Durée —                                                                             | Nb. d’arrêts —                                                                      | Matériel —                                                                          | Jours de fonctionnement L, Ma, Me, J, V                                             | Jour / Soir / Nuit / Fêtes O / N / N / N                                            | Voy. / an —                                                                         | Dépôt —                                                                             |
| 5277  | Desserte : - Villes et lieux desservis : Gif-sur-Yvette, Gometz-la-Ville, Gometz-le-Châtel et Saint-Jean-de-Beauregard - Gare desservie : Aucune. |                                                                                     |                                                                                     |                                                                                     |                                                                                     |                                                                                     |                                                                                     |                                                                                     |                                                                                     |
| 5277  | Autre : - Zone traversée : 5 - Arrêts non accessibles aux UFR : — - Amplitudes horaires : La ligne est en service du lundi au vendredi en période scolaire à raison de deux allers-retours par jour. - Date de dernière mise à jour : 3 mars 2025. |                                                                                     |                                                                                     |                                                                                     |                                                                                     |                                                                                     |                                                                                     |                                                                                     |                                                                                     |
| 5277  | Dernière actualisation : — |                                                                                     |                                                                                     |                                                                                     |                                                                                     |                                                                                     |                                                                                     |                                                                                     |                                                                                     |
| 5278  | Bruyères-le-Châtel — Les Ormes ⥋ Limours — Lycée Jules Verne | Bruyères-le-Châtel — Les Ormes ⥋ Limours — Lycée Jules Verne                        | Bruyères-le-Châtel — Les Ormes ⥋ Limours — Lycée Jules Verne                        | Bruyères-le-Châtel — Les Ormes ⥋ Limours — Lycée Jules Verne                        | Bruyères-le-Châtel — Les Ormes ⥋ Limours — Lycée Jules Verne                        | Bruyères-le-Châtel — Les Ormes ⥋ Limours — Lycée Jules Verne                        | Bruyères-le-Châtel — Les Ormes ⥋ Limours — Lycée Jules Verne                        | Bruyères-le-Châtel — Les Ormes ⥋ Limours — Lycée Jules Verne                        | Bruyères-le-Châtel — Les Ormes ⥋ Limours — Lycée Jules Verne                        |
| 5278  | Ouverture / Fermeture — / — | Longueur —                                                                          | Durée 25-30 min                                                                     | Nb. d’arrêts 16                                                                     | Matériel —                                                                          | Jours de fonctionnement L, Ma, Me, J, V, S                                          | Jour / Soir / Nuit / Fêtes O / N / N / N                                            | Voy. / an —                                                                         | Dépôt —                                                                             |
| 5278  | Desserte : - Villes et lieux desservis : Bruyères-le-Châtel, Fontenay-lès-Briis, Briis-sous-Forges, Forges-les-Bains et Limours |                                                                                     |                                                                                     |                                                                                     |                                                                                     |                                                                                     |                                                                                     |                                                                                     |                                                                                     |
| 5278  | Autre : - Zone traversée : 5 - Arrêts non accessibles aux UFR : — - Amplitudes horaires : La ligne est en service en période scolaire du lundi au vendredi de 7 h 30 à 8 h 55 puis de 16 h 10 à 17 h 35 / 12 h 10 à 13 h 35 (le mercredi uniquement) et le samedi de 7 h 30 à 7 h 55 puis de 12 h 10 à 12 h 35. - Particularités : L'arrêt Collège Michel Vignaud est desservi uniquement le mercredi matin à raison d'un passage. L'arrêt Ardillières - Rond-point en direction de Limours est desservi uniquement le samedi. - Date de dernière mise à jour : 3 mars 2025. |                                                                                     |                                                                                     |                                                                                     |                                                                                     |                                                                                     |                                                                                     |                                                                                     |                                                                                     |
| 5278  | Dernière actualisation : — |                                                                                     |                                                                                     |                                                                                     |                                                                                     |                                                                                     |                                                                                     |                                                                                     |                                                                                     |
| 5279  | Limours — La Mare aux Puits ⥋ Limours — Lycée Jules Verne | Limours — La Mare aux Puits ⥋ Limours — Lycée Jules Verne                           | Limours — La Mare aux Puits ⥋ Limours — Lycée Jules Verne                           | Limours — La Mare aux Puits ⥋ Limours — Lycée Jules Verne                           | Limours — La Mare aux Puits ⥋ Limours — Lycée Jules Verne                           | Limours — La Mare aux Puits ⥋ Limours — Lycée Jules Verne                           | Limours — La Mare aux Puits ⥋ Limours — Lycée Jules Verne                           | Limours — La Mare aux Puits ⥋ Limours — Lycée Jules Verne                           | Limours — La Mare aux Puits ⥋ Limours — Lycée Jules Verne                           |
| 5279  | Ouverture / Fermeture — / — | Longueur —                                                                          | Durée 25-30 min                                                                     | Nb. d’arrêts 14                                                                     | Matériel —                                                                          | Jours de fonctionnement L, Ma, Me, J, V, S                                          | Jour / Soir / Nuit / Fêtes O / N / N / N                                            | Voy. / an —                                                                         | Dépôt —                                                                             |
| 5279  | Desserte : - Villes et lieux desservis : Pecqueuse, Forges-les-Bains et Limours |                                                                                     |                                                                                     |                                                                                     |                                                                                     |                                                                                     |                                                                                     |                                                                                     |                                                                                     |
| 5279  | Autre : - Zone traversée : 5 - Arrêts non accessibles aux UFR : — - Amplitudes horaires : La ligne est en service en période scolaire du lundi au vendredi de 7 h 25 à 8 h 55 puis de 16 h 10 à 17 h 35 / 12 h 10 à 13 h 40 (le mercredi uniquement) et le samedi de 7 h 25 à 7 h 50 puis de 12 h 10 à 12 h 40. - Particularités : L'arrêt La Mare aux Puits est desservi uniquement le mercredi et le samedi en direction de Limours. - Date de dernière mise à jour : 3 mars 2025. |                                                                                     |                                                                                     |                                                                                     |                                                                                     |                                                                                     |                                                                                     |                                                                                     |                                                                                     |
| 5279  | Dernière actualisation : — |                                                                                     |                                                                                     |                                                                                     |                                                                                     |                                                                                     |                                                                                     |                                                                                     |                                                                                     |

### Lignes 5280 à 5289
| Ligne | Caractéristiques | Caractéristiques | Caractéristiques | Caractéristiques | Caractéristiques | Caractéristiques | Caractéristiques | Caractéristiques | Caractéristiques |
| 5281  | Gif-sur-Yvette — Courcelle - La Gruerie ⥋ Limours — Lycée Jules Verne | Gif-sur-Yvette — Courcelle - La Gruerie ⥋ Limours — Lycée Jules Verne                                                          | Gif-sur-Yvette — Courcelle - La Gruerie ⥋ Limours — Lycée Jules Verne                                                          | Gif-sur-Yvette — Courcelle - La Gruerie ⥋ Limours — Lycée Jules Verne                                                          | Gif-sur-Yvette — Courcelle - La Gruerie ⥋ Limours — Lycée Jules Verne                                                          | Gif-sur-Yvette — Courcelle - La Gruerie ⥋ Limours — Lycée Jules Verne                                                          | Gif-sur-Yvette — Courcelle - La Gruerie ⥋ Limours — Lycée Jules Verne                                                          | Gif-sur-Yvette — Courcelle - La Gruerie ⥋ Limours — Lycée Jules Verne                                                          | Gif-sur-Yvette — Courcelle - La Gruerie ⥋ Limours — Lycée Jules Verne                                                          |
| ----- | --- | --- | --- | --- | --- | --- | --- | --- | --- |
| 5281  | Ouverture / Fermeture — / — | Longueur — | Durée 30-40 min | Nb. d’arrêts 20 | Matériel — | Jours de fonctionnement L, Ma, Me, J, V, S                                                                                     | Jour / Soir / Nuit / Fêtes O / N / N / N                                                                                       | Voy. / an — | Dépôt — |
| 5281  | Desserte : - Villes et lieux desservis : Gif-sur-Yvette, Gometz-la-Ville, Janvry, Briis-sous-Forges et Limours | | | | | | | | |
| 5281  | Autre : - Zone traversée : 5 - Arrêts non accessibles aux UFR : — - Amplitudes horaires : La ligne est en service en période scolaire du lundi au vendredi de 7 h 15 à 8 h 55 puis de 16 h 10 à 17 h 50 / 12 h 10 à 13 h 40 (le mercredi uniquement) et le samedi de 7 h 15 à 7 h 50 puis de 12 h 10 à 12 h 50. - Particularités : L'arrêt Carrefour de la Pommeraie est desservi uniquement en sens retour le lundi, mardi, jeudi et vendredi où la ligne y effectue un terminus. L'arrêt Collège Michel Vignaud est desservi uniquement aux heures d'entrée et de sortie de l'établissement. - Date de dernière mise à jour : 3 mars 2025. | | | | | | | | |
| 5281  | Dernière actualisation : — | | | | | | | | |
| 5282  | Saint-Maurice-Montcouronne — Belle Étoile ⥋ Briis-sous-Forges — Collège Jean Monnet | Saint-Maurice-Montcouronne — Belle Étoile ⥋ Briis-sous-Forges — Collège Jean Monnet                                            | Saint-Maurice-Montcouronne — Belle Étoile ⥋ Briis-sous-Forges — Collège Jean Monnet                                            | Saint-Maurice-Montcouronne — Belle Étoile ⥋ Briis-sous-Forges — Collège Jean Monnet                                            | Saint-Maurice-Montcouronne — Belle Étoile ⥋ Briis-sous-Forges — Collège Jean Monnet                                            | Saint-Maurice-Montcouronne — Belle Étoile ⥋ Briis-sous-Forges — Collège Jean Monnet                                            | Saint-Maurice-Montcouronne — Belle Étoile ⥋ Briis-sous-Forges — Collège Jean Monnet                                            | Saint-Maurice-Montcouronne — Belle Étoile ⥋ Briis-sous-Forges — Collège Jean Monnet                                            | Saint-Maurice-Montcouronne — Belle Étoile ⥋ Briis-sous-Forges — Collège Jean Monnet                                            |
| 5282  | Ouverture / Fermeture — / — | Longueur — | Durée 20 min | Nb. d’arrêts 8 | Matériel — | Jours de fonctionnement L, Ma, Me, J, V                                                                                        | Jour / Soir / Nuit / Fêtes O / N / N / N                                                                                       | Voy. / an — | Dépôt — |
| 5282  | Desserte : - Villes et lieux desservis : Saint-Maurice-Montcouronne, Courson-Monteloup, Bruyères-le-Châtel, Fontenay-lès-Briis et Briis-sous-Forges | | | | | | | | |
| 5282  | Autre : - Zone traversée : 5 - Arrêts non accessibles aux UFR : — - Amplitudes horaires : La ligne est en service du lundi au vendredi en période scolaire de 8 h 30 à 8 h 50 puis de 16 h 10 à 17 h 30 / 12 h 5 à 13 h 25 (le mercredi uniquement). - Date de dernière mise à jour : 3 mars 2025. | | | | | | | | |
| 5282  | Dernière actualisation : — | | | | | | | | |
| 5283  | Saint-Maurice-Montcouronne — Rue de Courson ⥋ Briis-sous-Forges — Collège Jean Monnet | Saint-Maurice-Montcouronne — Rue de Courson ⥋ Briis-sous-Forges — Collège Jean Monnet                                          | Saint-Maurice-Montcouronne — Rue de Courson ⥋ Briis-sous-Forges — Collège Jean Monnet                                          | Saint-Maurice-Montcouronne — Rue de Courson ⥋ Briis-sous-Forges — Collège Jean Monnet                                          | Saint-Maurice-Montcouronne — Rue de Courson ⥋ Briis-sous-Forges — Collège Jean Monnet                                          | Saint-Maurice-Montcouronne — Rue de Courson ⥋ Briis-sous-Forges — Collège Jean Monnet                                          | Saint-Maurice-Montcouronne — Rue de Courson ⥋ Briis-sous-Forges — Collège Jean Monnet                                          | Saint-Maurice-Montcouronne — Rue de Courson ⥋ Briis-sous-Forges — Collège Jean Monnet                                          | Saint-Maurice-Montcouronne — Rue de Courson ⥋ Briis-sous-Forges — Collège Jean Monnet                                          |
| 5283  | Ouverture / Fermeture — / — | Longueur — | Durée 15 min | Nb. d’arrêts 10 | Matériel — | Jours de fonctionnement L, Ma, Me, J, V                                                                                        | Jour / Soir / Nuit / Fêtes O / N / N / N                                                                                       | Voy. / an — | Dépôt — |
| 5283  | Desserte : - Villes et lieux desservis : Saint-Maurice-Montcouronne, Vaugrigneuse et Briis-sous-Forges | | | | | | | | |
| 5283  | Autre : - Zone traversée : 5 - Arrêts non accessibles aux UFR : — - Amplitudes horaires : La ligne est en service du lundi au vendredi en période scolaire de 8 h 35 à 8 h 50 puis de 16 h 10 à 17 h 25 / 12 h 5 à 13 h 20 (le mercredi uniquement). - Date de dernière mise à jour : 3 mars 2025. | | | | | | | | |
| 5283  | Dernière actualisation : — | | | | | | | | |
| 5284  | Forges-les-Bains — Bois d'Ardeau - Pont A10 ⥋ Briis-sous-Forges — Collège Jean Monnet | Forges-les-Bains — Bois d'Ardeau - Pont A10 ⥋ Briis-sous-Forges — Collège Jean Monnet                                          | Forges-les-Bains — Bois d'Ardeau - Pont A10 ⥋ Briis-sous-Forges — Collège Jean Monnet                                          | Forges-les-Bains — Bois d'Ardeau - Pont A10 ⥋ Briis-sous-Forges — Collège Jean Monnet                                          | Forges-les-Bains — Bois d'Ardeau - Pont A10 ⥋ Briis-sous-Forges — Collège Jean Monnet                                          | Forges-les-Bains — Bois d'Ardeau - Pont A10 ⥋ Briis-sous-Forges — Collège Jean Monnet                                          | Forges-les-Bains — Bois d'Ardeau - Pont A10 ⥋ Briis-sous-Forges — Collège Jean Monnet                                          | Forges-les-Bains — Bois d'Ardeau - Pont A10 ⥋ Briis-sous-Forges — Collège Jean Monnet                                          | Forges-les-Bains — Bois d'Ardeau - Pont A10 ⥋ Briis-sous-Forges — Collège Jean Monnet                                          |
| 5284  | Ouverture / Fermeture — / — | Longueur — | Durée 25 min | Nb. d’arrêts 13 | Matériel — | Jours de fonctionnement L, Ma, Me, J, V                                                                                        | Jour / Soir / Nuit / Fêtes O / N / N / N                                                                                       | Voy. / an — | Dépôt — |
| 5284  | Desserte : - Villes et lieux desservis : Forges-les-Bains, Vaugrigneuse, Bruyères-le-Châtel Fontenay-lès-Briis, Courson-Monteloup et Briis-sous-Forges | | | | | | | | |
| 5284  | Autre : - Zone traversée : 5 - Arrêts non accessibles aux UFR : — - Amplitudes horaires : La ligne est en service du lundi au vendredi en période scolaire de 8 h 25 à 8 h 50 puis de 16 h 10 à 17 h 35 / 12 h 5 à 13 h 30 (le mercredi uniquement). - Date de dernière mise à jour : 3 mars 2025. | | | | | | | | |
| 5284  | Dernière actualisation : — | | | | | | | | |
| 5285  | Briis-sous-Forges — Chante Coq (le matin) / Briis-sous-Forges — Le Carmel (le soir) ⥋ Briis-sous-Forges — Collège Jean Monnet | Briis-sous-Forges — Chante Coq (le matin) / Briis-sous-Forges — Le Carmel (le soir) ⥋ Briis-sous-Forges — Collège Jean Monnet  | Briis-sous-Forges — Chante Coq (le matin) / Briis-sous-Forges — Le Carmel (le soir) ⥋ Briis-sous-Forges — Collège Jean Monnet  | Briis-sous-Forges — Chante Coq (le matin) / Briis-sous-Forges — Le Carmel (le soir) ⥋ Briis-sous-Forges — Collège Jean Monnet  | Briis-sous-Forges — Chante Coq (le matin) / Briis-sous-Forges — Le Carmel (le soir) ⥋ Briis-sous-Forges — Collège Jean Monnet  | Briis-sous-Forges — Chante Coq (le matin) / Briis-sous-Forges — Le Carmel (le soir) ⥋ Briis-sous-Forges — Collège Jean Monnet  | Briis-sous-Forges — Chante Coq (le matin) / Briis-sous-Forges — Le Carmel (le soir) ⥋ Briis-sous-Forges — Collège Jean Monnet  | Briis-sous-Forges — Chante Coq (le matin) / Briis-sous-Forges — Le Carmel (le soir) ⥋ Briis-sous-Forges — Collège Jean Monnet  | Briis-sous-Forges — Chante Coq (le matin) / Briis-sous-Forges — Le Carmel (le soir) ⥋ Briis-sous-Forges — Collège Jean Monnet  |
| 5285  | Ouverture / Fermeture — / — | Longueur — | Durée 25-30 min | Nb. d’arrêts 14 | Matériel — | Jours de fonctionnement L, Ma, Me, J, V                                                                                        | Jour / Soir / Nuit / Fêtes O / N / N / N                                                                                       | Voy. / an — | Dépôt — |
| 5285  | Desserte : - Villes et lieux desservis : Briis-sous-Forges, Fontenay-lès-Briis et Janvry | | | | | | | | |
| 5285  | Autre : - Zone traversée : 5 - Arrêts non accessibles aux UFR : — - Amplitudes horaires : La ligne est en service du lundi au vendredi en période scolaire de 8 h 20 à 8 h 45 puis de 16 h 10 à 17 h 40 / 12 h 5 à 13 h 35 (le mercredi uniquement). - Date de dernière mise à jour : 3 mars 2025. | | | | | | | | |
| 5285  | Dernière actualisation : — | | | | | | | | |
| 5286  | Fontenay-lès-Briis — Quincapoix (le matin) / Briis-sous-Forges — Le Carmel (le soir) ⥋ Briis-sous-Forges — Collège Jean Monnet | Fontenay-lès-Briis — Quincapoix (le matin) / Briis-sous-Forges — Le Carmel (le soir) ⥋ Briis-sous-Forges — Collège Jean Monnet | Fontenay-lès-Briis — Quincapoix (le matin) / Briis-sous-Forges — Le Carmel (le soir) ⥋ Briis-sous-Forges — Collège Jean Monnet | Fontenay-lès-Briis — Quincapoix (le matin) / Briis-sous-Forges — Le Carmel (le soir) ⥋ Briis-sous-Forges — Collège Jean Monnet | Fontenay-lès-Briis — Quincapoix (le matin) / Briis-sous-Forges — Le Carmel (le soir) ⥋ Briis-sous-Forges — Collège Jean Monnet | Fontenay-lès-Briis — Quincapoix (le matin) / Briis-sous-Forges — Le Carmel (le soir) ⥋ Briis-sous-Forges — Collège Jean Monnet | Fontenay-lès-Briis — Quincapoix (le matin) / Briis-sous-Forges — Le Carmel (le soir) ⥋ Briis-sous-Forges — Collège Jean Monnet | Fontenay-lès-Briis — Quincapoix (le matin) / Briis-sous-Forges — Le Carmel (le soir) ⥋ Briis-sous-Forges — Collège Jean Monnet | Fontenay-lès-Briis — Quincapoix (le matin) / Briis-sous-Forges — Le Carmel (le soir) ⥋ Briis-sous-Forges — Collège Jean Monnet |
| 5286  | Ouverture / Fermeture — / — | Longueur — | Durée 15-30 min | Nb. d’arrêts 14 | Matériel — | Jours de fonctionnement L, Ma, Me, J, V                                                                                        | Jour / Soir / Nuit / Fêtes O / N / N / N                                                                                       | Voy. / an — | Dépôt — |
| 5286  | Desserte : - Villes et lieux desservis : Fontenay-lès-Briis, Janvry et Briis-sous-Forges | | | | | | | | |
| 5286  | Autre : - Zone traversée : 5 - Arrêts non accessibles aux UFR : — - Amplitudes horaires : La ligne est en service du lundi au vendredi en période scolaire de 8 h 20 à 8 h 35 puis de 16 h 10 à 17 h 40 / 12 h 5 à 13 h 35 (le mercredi uniquement). - Date de dernière mise à jour : 3 mars 2025. | | | | | | | | |
| 5286  | Dernière actualisation : — | | | | | | | | |
| 5287  | Limours — Monument ⥋ Briis-sous-Forges — Collège Jean Monnet | Limours — Monument ⥋ Briis-sous-Forges — Collège Jean Monnet                                                                   | Limours — Monument ⥋ Briis-sous-Forges — Collège Jean Monnet                                                                   | Limours — Monument ⥋ Briis-sous-Forges — Collège Jean Monnet                                                                   | Limours — Monument ⥋ Briis-sous-Forges — Collège Jean Monnet                                                                   | Limours — Monument ⥋ Briis-sous-Forges — Collège Jean Monnet                                                                   | Limours — Monument ⥋ Briis-sous-Forges — Collège Jean Monnet                                                                   | Limours — Monument ⥋ Briis-sous-Forges — Collège Jean Monnet                                                                   | Limours — Monument ⥋ Briis-sous-Forges — Collège Jean Monnet                                                                   |
| 5287  | Ouverture / Fermeture — / — | Longueur — | Durée 20-30 min | Nb. d’arrêts 12 | Matériel — | Jours de fonctionnement L, Ma, Me, J, V                                                                                        | Jour / Soir / Nuit / Fêtes O / N / N / N                                                                                       | Voy. / an — | Dépôt — |
| 5287  | Desserte : - Villes et lieux desservis : Limours, Forges-les-Bains, Briis-sous-Forges et Vaugrigneuse | | | | | | | | |
| 5287  | Autre : - Zone traversée : 5 - Arrêts non accessibles aux UFR : — - Amplitudes horaires : La ligne est en service du lundi au vendredi en période scolaire de 8 h 20 à 8 h 50 puis de 16 h 10 à 17 h 30 / 12 h 5 à 13 h 25 (le mercredi uniquement). - Date de dernière mise à jour : 3 mars 2025. | | | | | | | | |
| 5287  | Dernière actualisation : — | | | | | | | | |
| 5288  | Buc — Lycée Franco-Allemand ⥋ Saint-Nom-la-Bretèche — Clos Salibert | Buc — Lycée Franco-Allemand ⥋ Saint-Nom-la-Bretèche — Clos Salibert                                                            | Buc — Lycée Franco-Allemand ⥋ Saint-Nom-la-Bretèche — Clos Salibert                                                            | Buc — Lycée Franco-Allemand ⥋ Saint-Nom-la-Bretèche — Clos Salibert                                                            | Buc — Lycée Franco-Allemand ⥋ Saint-Nom-la-Bretèche — Clos Salibert                                                            | Buc — Lycée Franco-Allemand ⥋ Saint-Nom-la-Bretèche — Clos Salibert                                                            | Buc — Lycée Franco-Allemand ⥋ Saint-Nom-la-Bretèche — Clos Salibert                                                            | Buc — Lycée Franco-Allemand ⥋ Saint-Nom-la-Bretèche — Clos Salibert                                                            | Buc — Lycée Franco-Allemand ⥋ Saint-Nom-la-Bretèche — Clos Salibert                                                            |
| 5288  | Ouverture / Fermeture 4 septembre 2012 / — | Longueur — | Durée 60-65 min | Nb. d’arrêts 26 | Matériel — | Jours de fonctionnement L, Ma, Me, J, V                                                                                        | Jour / Soir / Nuit / Fêtes O / N / N / N                                                                                       | Voy. / an — | Dépôt Plaisir Les Gâtines |
| 5288  | Desserte : - Villes et lieux desservis : Buc, Guyancourt, Saint-Cyr-l'École, Fontenay-le-Fleury, Villepreux et Saint-Nom-la-Bretèche | | | | | | | | |
| 5288  | Autre : - Zones traversées : 4 et 5 - Arrêts non accessibles aux UFR : Lycée Franco-Allemand, Paul Éluard (vers Buc) - Amplitudes horaires : La ligne fonctionne du lundi au vendredi en période scolaire à raison d'un aller le matin, puis d'un retour l'après-midi, et d'un autre le mercredi midi. - Date de dernière mise à jour : 3 mars 2025. | | | | | | | | |
| 5288  | Dernière actualisation : — | | | | | | | | |
| 5289  | Beynes — Collège François-Rabelais ⥋ Montfort-l'Amaury — Notre-Dame-du-Bel-Air | Beynes — Collège François-Rabelais ⥋ Montfort-l'Amaury — Notre-Dame-du-Bel-Air                                                 | Beynes — Collège François-Rabelais ⥋ Montfort-l'Amaury — Notre-Dame-du-Bel-Air                                                 | Beynes — Collège François-Rabelais ⥋ Montfort-l'Amaury — Notre-Dame-du-Bel-Air                                                 | Beynes — Collège François-Rabelais ⥋ Montfort-l'Amaury — Notre-Dame-du-Bel-Air                                                 | Beynes — Collège François-Rabelais ⥋ Montfort-l'Amaury — Notre-Dame-du-Bel-Air                                                 | Beynes — Collège François-Rabelais ⥋ Montfort-l'Amaury — Notre-Dame-du-Bel-Air                                                 | Beynes — Collège François-Rabelais ⥋ Montfort-l'Amaury — Notre-Dame-du-Bel-Air                                                 | Beynes — Collège François-Rabelais ⥋ Montfort-l'Amaury — Notre-Dame-du-Bel-Air                                                 |
| 5289  | Ouverture / Fermeture — / — | Longueur — | Durée 40-60 min | Nb. d’arrêts 61 | Matériel — | Jours de fonctionnement L, Ma, Me, J, V                                                                                        | Jour / Soir / Nuit / Fêtes O / N / N / N                                                                                       | Voy. / an — | Dépôt — |
| 5289  | Desserte : - Villes et lieux desservis : Beynes, Saint-Germain-de-la-Grange, Plaisir, Neauphle-le-Château, Villiers-Saint-Frédéric, Les Clayes-sous-Bois, Élancourt, Jouars-Pontchartrain, Mareil-le-Guyon et Montfort-l'Amaury | | | | | | | | |
| 5289  | Autre : - Zone traversée : 5 - Arrêts non accessibles aux UFR : — - Amplitudes horaires : La ligne fonctionne du lundi au vendredi en période scolaire de 7 h 55 à 8 h 50 puis de 17 h 5 à 18 h / de 12 h 10 à 17 h 10 (le mercredi uniquement). - Date de dernière mise à jour : 3 mars 2025. | | | | | | | | |
| 5289  | Dernière actualisation : — | | | | | | | | |

### Lignes 5290 à 5299
| Ligne | Caractéristiques | Caractéristiques | Caractéristiques | Caractéristiques | Caractéristiques | Caractéristiques | Caractéristiques | Caractéristiques | Caractéristiques |
| 5290  | Montigny-le-Bretonneux — Collège Saint-François d'Assise / Saint-Lambert — La Brosse ⥋ Chevreuse — Collège Pierre de Coubertin | Montigny-le-Bretonneux — Collège Saint-François d'Assise / Saint-Lambert — La Brosse ⥋ Chevreuse — Collège Pierre de Coubertin | Montigny-le-Bretonneux — Collège Saint-François d'Assise / Saint-Lambert — La Brosse ⥋ Chevreuse — Collège Pierre de Coubertin | Montigny-le-Bretonneux — Collège Saint-François d'Assise / Saint-Lambert — La Brosse ⥋ Chevreuse — Collège Pierre de Coubertin | Montigny-le-Bretonneux — Collège Saint-François d'Assise / Saint-Lambert — La Brosse ⥋ Chevreuse — Collège Pierre de Coubertin | Montigny-le-Bretonneux — Collège Saint-François d'Assise / Saint-Lambert — La Brosse ⥋ Chevreuse — Collège Pierre de Coubertin | Montigny-le-Bretonneux — Collège Saint-François d'Assise / Saint-Lambert — La Brosse ⥋ Chevreuse — Collège Pierre de Coubertin | Montigny-le-Bretonneux — Collège Saint-François d'Assise / Saint-Lambert — La Brosse ⥋ Chevreuse — Collège Pierre de Coubertin | Montigny-le-Bretonneux — Collège Saint-François d'Assise / Saint-Lambert — La Brosse ⥋ Chevreuse — Collège Pierre de Coubertin |
| ----- | --- | --- | --- | --- | --- | --- | --- | --- | --- |
| 5290  | Ouverture / Fermeture — / — | Longueur — | Durée 25-40 min | Nb. d’arrêts 23 | Matériel — | Jours de fonctionnement L, Ma, Me, J, V                                                                                        | Jour / Soir / Nuit / Fêtes O / N / N / N                                                                                       | Voy. / an — | Dépôt — |
| 5290  | Desserte : - Villes et lieux desservis : Montigny-le-Bretonneux, Saint-Lambert, Milon-la-Chapelle, Saint-Rémy-lès-Chevreuse et Chevreuse | | | | | | | | |
| 5290  | Autre : - Zone traversée : 5 - Arrêts non accessibles aux UFR : — - Amplitudes horaires : La ligne est en service en période scolaire du lundi au vendredi de 7 h 20 à 9 h 15 puis de 16 h 25 à 17 h 45 / 11 h 40 à 13 h (le mercredi uniquement). - Particularités : Les arrêts entre Écoles et Port Royal sont desservis le matin en direction de Montigny-le-Bretonneux et le soir vers Chevreuse. Les arrêts entre Hauts de Chevreuse et Diderot sont desservis le matin en direction de Chevreuse et le soir vers Montigny-le-Bretonneux. Les arrêts Lycée Descartes et Collège Saint-François d'Assise sont desservis le matin en direction de Montigny-le-Bretonneux et le soir vers Chevreuse. En dehors, les courses sont limitées à La Brosse. - Date de dernière mise à jour : 3 mars 2025. | | | | | | | | |
| 5290  | Dernière actualisation : — | | | | | | | | |
| 5291  | Limours — Les Pavillons ⥋ Limours — Collège Michel-Vignaud | Limours — Les Pavillons ⥋ Limours — Collège Michel-Vignaud                                                                     | Limours — Les Pavillons ⥋ Limours — Collège Michel-Vignaud                                                                     | Limours — Les Pavillons ⥋ Limours — Collège Michel-Vignaud                                                                     | Limours — Les Pavillons ⥋ Limours — Collège Michel-Vignaud                                                                     | Limours — Les Pavillons ⥋ Limours — Collège Michel-Vignaud                                                                     | Limours — Les Pavillons ⥋ Limours — Collège Michel-Vignaud                                                                     | Limours — Les Pavillons ⥋ Limours — Collège Michel-Vignaud                                                                     | Limours — Les Pavillons ⥋ Limours — Collège Michel-Vignaud                                                                     |
| 5291  | Ouverture / Fermeture 1999 / — | Longueur — | Durée 10 min | Nb. d’arrêts 5 | Matériel — | Jours de fonctionnement L, Ma, Me, J, V                                                                                        | Jour / Soir / Nuit / Fêtes O / N / N / N                                                                                       | Voy. / an — | Dépôt — |
| 5291  | Desserte : - Ville et lieux desservis : Limours | | | | | | | | |
| 5291  | Autre : - Zone traversée : 5 - Arrêts non accessibles aux UFR : — - Amplitudes horaires : La ligne est en service du lundi au vendredi en période scolaire de 8 h 35 à 8 h 45. - Particularités : La ligne fonctionne uniquement en direction de Collège Michel-Vignaud. - Date de dernière mise à jour : 3 mars 2025. | | | | | | | | |
| 5291  | Dernière actualisation : — | | | | | | | | |
| 5292  | Limours — La Mare aux Puits ⥋ Limours — Collège Michel Vignaud | Limours — La Mare aux Puits ⥋ Limours — Collège Michel Vignaud                                                                 | Limours — La Mare aux Puits ⥋ Limours — Collège Michel Vignaud                                                                 | Limours — La Mare aux Puits ⥋ Limours — Collège Michel Vignaud                                                                 | Limours — La Mare aux Puits ⥋ Limours — Collège Michel Vignaud                                                                 | Limours — La Mare aux Puits ⥋ Limours — Collège Michel Vignaud                                                                 | Limours — La Mare aux Puits ⥋ Limours — Collège Michel Vignaud                                                                 | Limours — La Mare aux Puits ⥋ Limours — Collège Michel Vignaud                                                                 | Limours — La Mare aux Puits ⥋ Limours — Collège Michel Vignaud                                                                 |
| 5292  | Ouverture / Fermeture 1999 / — | Longueur — | Durée 25 min | Nb. d’arrêts 13 | Matériel — | Jours de fonctionnement L, Ma, Me, J, V                                                                                        | Jour / Soir / Nuit / Fêtes O / N / N / N                                                                                       | Voy. / an — | Dépôt — |
| 5292  | Desserte : - Villes et lieux desservis : Limours, Forges-les-Bains et Pecqueuse | | | | | | | | |
| 5292  | Autre : - Zone traversée : 5 - Arrêts non accessibles aux UFR : — - Amplitudes horaires : La ligne est en service en période scolaire du lundi au vendredi de 8 h 15 à 8 h 40 puis de 16 h 15 à 17 h 40 (lundi, mardi, jeudi et vendredi) / 12 h 15 à 12 h 40 (mercredi uniquement). - Date de dernière mise à jour : 3 mars 2025. | | | | | | | | |
| 5292  | Dernière actualisation : — | | | | | | | | |
| 5293  | Briis-sous-Forges — Collège Jean-Monnet ⥋ Limours — Collège Michel-Vignaud | Briis-sous-Forges — Collège Jean-Monnet ⥋ Limours — Collège Michel-Vignaud                                                     | Briis-sous-Forges — Collège Jean-Monnet ⥋ Limours — Collège Michel-Vignaud                                                     | Briis-sous-Forges — Collège Jean-Monnet ⥋ Limours — Collège Michel-Vignaud                                                     | Briis-sous-Forges — Collège Jean-Monnet ⥋ Limours — Collège Michel-Vignaud                                                     | Briis-sous-Forges — Collège Jean-Monnet ⥋ Limours — Collège Michel-Vignaud                                                     | Briis-sous-Forges — Collège Jean-Monnet ⥋ Limours — Collège Michel-Vignaud                                                     | Briis-sous-Forges — Collège Jean-Monnet ⥋ Limours — Collège Michel-Vignaud                                                     | Briis-sous-Forges — Collège Jean-Monnet ⥋ Limours — Collège Michel-Vignaud                                                     |
| 5293  | Ouverture / Fermeture 1999 / — | Longueur — | Durée 10-25 min | Nb. d’arrêts 10 | Matériel — | Jours de fonctionnement L, Ma, Me, J, V                                                                                        | Jour / Soir / Nuit / Fêtes O / N / N / N                                                                                       | Voy. / an — | Dépôt — |
| 5293  | Desserte : - Villes et lieux desservis : Briis-sous-Forges, Forges-les-Bains et Limours | | | | | | | | |
| 5293  | Autre : - Zone traversée : 5 - Arrêts non accessibles aux UFR : — - Amplitudes horaires : La ligne est en service en période scolaire : - le lundi, mardi, jeudi et vendredi de 8 h 40 à 8 h 55 puis de 16 h 15 à 17 h 40 ; - le mercredi de 7 h 40 à 8 h 55 puis de 12 h 15 à 12 h 40. - Particularités : Les arrêts Rond-Point du Golf et Centre d'accueil sont desservis le mercredi matin. - Date de dernière mise à jour : 3 mars 2025. | | | | | | | | |
| 5293  | Dernière actualisation : — | | | | | | | | |
| 5294  | Forges-les-Bains — Centre d'accueil ⥋ Limours — Collège Michel-Vignaud | Forges-les-Bains — Centre d'accueil ⥋ Limours — Collège Michel-Vignaud                                                         | Forges-les-Bains — Centre d'accueil ⥋ Limours — Collège Michel-Vignaud                                                         | Forges-les-Bains — Centre d'accueil ⥋ Limours — Collège Michel-Vignaud                                                         | Forges-les-Bains — Centre d'accueil ⥋ Limours — Collège Michel-Vignaud                                                         | Forges-les-Bains — Centre d'accueil ⥋ Limours — Collège Michel-Vignaud                                                         | Forges-les-Bains — Centre d'accueil ⥋ Limours — Collège Michel-Vignaud                                                         | Forges-les-Bains — Centre d'accueil ⥋ Limours — Collège Michel-Vignaud                                                         | Forges-les-Bains — Centre d'accueil ⥋ Limours — Collège Michel-Vignaud                                                         |
| 5294  | Ouverture / Fermeture 1999 / — | Longueur — | Durée 10-15 min | Nb. d’arrêts 8 | Matériel — | Jours de fonctionnement L, Ma, Me, J, V                                                                                        | Jour / Soir / Nuit / Fêtes O / N / N / N                                                                                       | Voy. / an — | Dépôt — |
| 5294  | Desserte : - Villes et lieux desservis : Forges-les-Bains et Limours | | | | | | | | |
| 5294  | Autre : - Zone traversée : 5 - Arrêts non accessibles aux UFR : — - Amplitudes horaires : La ligne est en service en période scolaire du lundi au vendredi de 8 h 45 à 8 h 55 puis de 16 h 15 à 17 h 30 (lundi, mardi, jeudi et vendredi) / 12 h 15 à 12 h 25 (mercredi uniquement). - Particularités : L'arrêt Place est desservi le lundi, mardi, jeudi et vendredi l'après-midi à raison d'un passage. - Date de dernière mise à jour : 3 mars 2025. | | | | | | | | |
| 5294  | Dernière actualisation : — | | | | | | | | |
| 5295  | Bailly — Allée du Tillet ⥋ Saint-Germain-en-Laye — Lycée International | Bailly — Allée du Tillet ⥋ Saint-Germain-en-Laye — Lycée International                                                         | Bailly — Allée du Tillet ⥋ Saint-Germain-en-Laye — Lycée International                                                         | Bailly — Allée du Tillet ⥋ Saint-Germain-en-Laye — Lycée International                                                         | Bailly — Allée du Tillet ⥋ Saint-Germain-en-Laye — Lycée International                                                         | Bailly — Allée du Tillet ⥋ Saint-Germain-en-Laye — Lycée International                                                         | Bailly — Allée du Tillet ⥋ Saint-Germain-en-Laye — Lycée International                                                         | Bailly — Allée du Tillet ⥋ Saint-Germain-en-Laye — Lycée International                                                         | Bailly — Allée du Tillet ⥋ Saint-Germain-en-Laye — Lycée International                                                         |
| 5295  | Ouverture / Fermeture — / — | Longueur — | Durée 49-76 min | Nb. d’arrêts 32 | Matériel — | Jours de fonctionnement L, Ma, Me, J, V                                                                                        | Jour / Soir / Nuit / Fêtes O / N / N / N                                                                                       | Voy. / an — | Dépôt Maule ; Noisy-le-Roi |
| 5295  | Desserte : - Villes et lieux desservis : Bailly, Chavenay, Noisy-le-Roi, Plaisir, Saint-Germain-en-Laye, Saint-Nom-la-Bretèche et Thiverval-Grignon | | | | | | | | |
| 5295  | Autre : L'ancienne ligne 27 a été divisée en 3 lignes : 5295, 5296 et 5297 - Zone traversée : 4 et 5 - Arrêts non accessibles aux UFR : — - Amplitudes horaires : La ligne fonctionne du lundi au vendredi en période scolaire à 7 h 1 dans le sens Bailly → Saint Germain en laye et à 17 h 15 de l'autre sens. - Date de dernière mise à jour : 3 mars 2025. | | | | | | | | |
| 5295  | Dernière actualisation : — | | | | | | | | |
| 5296  | Saint-Germain-en-Laye — Lycée International ⥋ Plaisir - Pablo Picasso | Saint-Germain-en-Laye — Lycée International ⥋ Plaisir - Pablo Picasso                                                          | Saint-Germain-en-Laye — Lycée International ⥋ Plaisir - Pablo Picasso                                                          | Saint-Germain-en-Laye — Lycée International ⥋ Plaisir - Pablo Picasso                                                          | Saint-Germain-en-Laye — Lycée International ⥋ Plaisir - Pablo Picasso                                                          | Saint-Germain-en-Laye — Lycée International ⥋ Plaisir - Pablo Picasso                                                          | Saint-Germain-en-Laye — Lycée International ⥋ Plaisir - Pablo Picasso                                                          | Saint-Germain-en-Laye — Lycée International ⥋ Plaisir - Pablo Picasso                                                          | Saint-Germain-en-Laye — Lycée International ⥋ Plaisir - Pablo Picasso                                                          |
| 5296  | Ouverture / Fermeture 3 mars 2025 / — | Longueur — | Durée 69-86 min | Nb. d’arrêts 26 | Matériel — | Jours de fonctionnement L, Ma, Me, J, V                                                                                        | Jour / Soir / Nuit / Fêtes O / N / N / N                                                                                       | Voy. / an — | Dépôt Maule ; Noisy-Le-Roi |
| 5296  | Desserte : - Villes et lieux desservis : Saint-Germain-en-Laye, Saint-Nom-la-Bretèche, Chavenay, Villepreux, Les Clayes-sous-Bois et Plaisir - Gare desservie : Villepreux - Les Clayes | | | | | | | | |
| 5296  | Autre : - Zone traversée : 4 et 5 - Arrêts non accessibles aux UFR : — - Amplitudes horaires : La ligne fonctionne du lundi au vendredi en période scolaire à 7 h 15 dans le sens Plaisir → Saint Germain et à 12 h 50 [Mercredi uniquement] , 16 h 0 et 17 h 0 dans le sens inverse. - Date de dernière mise à jour : 3 mars 2025. | | | | | | | | |
| 5296  | Dernière actualisation : — | | | | | | | | |
| 5297  | Saint-Germain-en-Laye — Lycée International ⥋ Chavenay - Sucrerie | Saint-Germain-en-Laye — Lycée International ⥋ Chavenay - Sucrerie                                                              | Saint-Germain-en-Laye — Lycée International ⥋ Chavenay - Sucrerie                                                              | Saint-Germain-en-Laye — Lycée International ⥋ Chavenay - Sucrerie                                                              | Saint-Germain-en-Laye — Lycée International ⥋ Chavenay - Sucrerie                                                              | Saint-Germain-en-Laye — Lycée International ⥋ Chavenay - Sucrerie                                                              | Saint-Germain-en-Laye — Lycée International ⥋ Chavenay - Sucrerie                                                              | Saint-Germain-en-Laye — Lycée International ⥋ Chavenay - Sucrerie                                                              | Saint-Germain-en-Laye — Lycée International ⥋ Chavenay - Sucrerie                                                              |
| 5297  | Ouverture / Fermeture 3 mars 2025 / — | Longueur — | Durée 19-40 min | Nb. d’arrêts 17 | Matériel — | Jours de fonctionnement L, Ma, Me, J, V                                                                                        | Jour / Soir / Nuit / Fêtes O / N / N / N                                                                                       | Voy. / an — | Dépôt Maule ; Noisy-Le-Roi |
| 5297  | Desserte : - Villes et lieux desservis : Saint-Germain-en-Laye, Saint-Nom-la-Bretèche, et Chavenay - Gare desservie : - | | | | | | | | |
| 5297  | Autre : - Zone traversée : 4 et 5 - Arrêts non accessibles aux UFR : — - Amplitudes horaires : La ligne fonctionne du lundi au vendredi en période scolaire à 7 h 49 dans le sens Chavenay → Saint Germain et à 16 h 25 dans l'autre sens. - Date de dernière mise à jour : 3 mars 2025. | | | | | | | | |
| 5297  | Dernière actualisation : — | | | | | | | | |
| 5298  | Montfort-l'Amaury ⥋ Coignières— La Verrière | Montfort-l'Amaury ⥋ Coignières— La Verrière                                                                                    | Montfort-l'Amaury ⥋ Coignières— La Verrière                                                                                    | Montfort-l'Amaury ⥋ Coignières— La Verrière                                                                                    | Montfort-l'Amaury ⥋ Coignières— La Verrière                                                                                    | Montfort-l'Amaury ⥋ Coignières— La Verrière                                                                                    | Montfort-l'Amaury ⥋ Coignières— La Verrière                                                                                    | Montfort-l'Amaury ⥋ Coignières— La Verrière                                                                                    | Montfort-l'Amaury ⥋ Coignières— La Verrière                                                                                    |
| 5298  | Ouverture / Fermeture 29 août 2016 / — | Longueur — | Durée 30-35 min | Nb. d’arrêts 28 | Matériel — | Jours de fonctionnement L, Ma, Me, J, V                                                                                        | Jour / Soir / Nuit / Fêtes O / N / N / N                                                                                       | Voy. / an — | Dépôt Houdan |
| 5298  | Desserte : - Villes et lieux desservis : Coignières, La Verrière, Maurepas, Élancourt, Jouars-Pontchartrain, Le Tremblay-sur-Mauldre, Bazoches-sur-Guyonne, Mareil-le-Guyon et Montfort-l'Amaury - Gare desservie : La Verrière | | | | | | | | |
| 5298  | Autre : - Zone traversée : 5 - Arrêts non accessibles aux UFR : — - Amplitudes horaires : La ligne fonctionne du lundi au vendredi en période scolaire de 7 h 13 à 8 h 42 puis de 17 h 8 à 17 h 40 / de 12 h 5 à 12 h 45 (le mercredi uniquement). - Date de dernière mise à jour : 3 mars 2025. | | | | | | | | |
| 5298  | Dernière actualisation : — | | | | | | | | |
| 5299  | Noisy-le-Roi — Collège La Quintinie ou Villepreux — Lycée Sonia Delaunay ⥋ Crespières ou Rennemoulin — Lavoir | Noisy-le-Roi — Collège La Quintinie ou Villepreux — Lycée Sonia Delaunay ⥋ Crespières ou Rennemoulin — Lavoir                  | Noisy-le-Roi — Collège La Quintinie ou Villepreux — Lycée Sonia Delaunay ⥋ Crespières ou Rennemoulin — Lavoir                  | Noisy-le-Roi — Collège La Quintinie ou Villepreux — Lycée Sonia Delaunay ⥋ Crespières ou Rennemoulin — Lavoir                  | Noisy-le-Roi — Collège La Quintinie ou Villepreux — Lycée Sonia Delaunay ⥋ Crespières ou Rennemoulin — Lavoir                  | Noisy-le-Roi — Collège La Quintinie ou Villepreux — Lycée Sonia Delaunay ⥋ Crespières ou Rennemoulin — Lavoir                  | Noisy-le-Roi — Collège La Quintinie ou Villepreux — Lycée Sonia Delaunay ⥋ Crespières ou Rennemoulin — Lavoir                  | Noisy-le-Roi — Collège La Quintinie ou Villepreux — Lycée Sonia Delaunay ⥋ Crespières ou Rennemoulin — Lavoir                  | Noisy-le-Roi — Collège La Quintinie ou Villepreux — Lycée Sonia Delaunay ⥋ Crespières ou Rennemoulin — Lavoir                  |
| 5299  | Ouverture / Fermeture 1998 / — | Longueur — | Durée 10 à 40 min | Nb. d’arrêts 28 | Matériel — | Jours de fonctionnement L, Ma, Me, J, V                                                                                        | Jour / Soir / Nuit / Fêtes O / N / N / N                                                                                       | Voy. / an — | Dépôt Maule |
| 5299  | Desserte : - Villes et lieux desservis : Noisy-le-Roi (collège La Quintinie, mairie), Rennemoulin, Villepreux (lycée Sonia Delaunay), Saint-Nom-la-Bretèche, Chavenay, Feucherolles (mairie), Davron et Crespières - Gare desservie : Noisy-le-Roi | | | | | | | | |
| 5299  | Autre : - Zone traversée : 5 - Arrêts non accessibles aux UFR : — - Amplitudes horaires : La ligne est en service du lundi au vendredi en période scolaire de 7 h 20 à 9 h 15 puis de 16 h 15 à 18 h 45, avancé le mercredi de 12 h 25 à 13 h 50. - Particularités : - La ligne est composée de deux types de trajets distincts : un tronçon entre Rennemoulin et le collège La Quintinie et un autre entre Crespières et le lycée Sonia Delaunay. - Il existe un aller-retour, réduit à un aller le mercredi, ne desservant pas Rennemoulin et limité à Prés de Renneuil. - ** À Crespières, le départ se fait à Croix Marie et le terminus à Chemin aux Bœufs. - Date de dernière mise à jour : 3 mars 2025.                                                                                         | | | | | | | | |
| 5299  | Dernière actualisation : — | | | | | | | | |

### Lignes 5301 à 5309
| Ligne | Caractéristiques | Caractéristiques                                                                                          | Caractéristiques                                                                                          | Caractéristiques                                                                                          | Caractéristiques                                                                                          | Caractéristiques                                                                                          | Caractéristiques                                                                                          | Caractéristiques                                                                                          | Caractéristiques                                                                                          |
| 5301  | Rouget de Lisle ⥋ Groussay | Rouget de Lisle ⥋ Groussay                                                                                | Rouget de Lisle ⥋ Groussay                                                                                | Rouget de Lisle ⥋ Groussay                                                                                | Rouget de Lisle ⥋ Groussay                                                                                | Rouget de Lisle ⥋ Groussay                                                                                | Rouget de Lisle ⥋ Groussay                                                                                | Rouget de Lisle ⥋ Groussay                                                                                | Rouget de Lisle ⥋ Groussay                                                                                |
| ----- | --- | --- | --- | --- | --- | --- | --- | --- | --- |
| 5301  | Ouverture / Fermeture — / — | Longueur —                                                                                                | Durée 30 min                                                                                              | Nb. d’arrêts 25                                                                                           | Matériel —                                                                                                | Jours de fonctionnement L, Ma, Me, J, V, S                                                                | Jour / Soir / Nuit / Fêtes O / N / N / N                                                                  | Voy. / an —                                                                                               | Dépôt Rambouillet Grenonvilliers                                                                          |
| 5301  | Desserte : - Ville et lieux desservis : Rambouillet (collège Catherine de Vivonne, zone industrielle Le Pâtis, gymnase La Louvière, mosquée, église Sainte-Bernadette, sous-préfecture, église Saint-Lubin-et-Saint-Jean-Baptiste, centre culturel La Lanterne, musée Rambolitrain, palais du Roi de Rome, hôtel de ville, institution Sainte-Thérèse, tribunal de proximité, conseil de prud'hommes, centre des finances publiques, commissariat, gendarmerie, salle Raymond Patenôtre, hôpital, quartier militaire Estienne, parc de Groussay) - Gare desservie : Rambouillet                          | | | | | | | | |
| 5301  | Autre : - Zone traversée : 5 - Arrêts non accessibles aux UFR : Rouget de Lisle, Clos Batant, de Paul Demange à Muguet, Louvière (vers Groussay), Prairie, Prud'homme, Gambetta, Faure, Dubuc, Passage Fleuri et Groussay - Amplitudes horaires : La ligne est en service du lundi au vendredi de 5 h 40 à 22 h 30 et le samedi de 6 h 55 à 21 h. - Date de dernière mise à jour : 3 mars 2025. | | | | | | | | |
| 5301  | Dernière actualisation : — | | | | | | | | |
| 5302  | Rambouillet - Clairbois ⥋ Gazeran - Marcel Dassault | Rambouillet - Clairbois ⥋ Gazeran - Marcel Dassault                                                       | Rambouillet - Clairbois ⥋ Gazeran - Marcel Dassault                                                       | Rambouillet - Clairbois ⥋ Gazeran - Marcel Dassault                                                       | Rambouillet - Clairbois ⥋ Gazeran - Marcel Dassault                                                       | Rambouillet - Clairbois ⥋ Gazeran - Marcel Dassault                                                       | Rambouillet - Clairbois ⥋ Gazeran - Marcel Dassault                                                       | Rambouillet - Clairbois ⥋ Gazeran - Marcel Dassault                                                       | Rambouillet - Clairbois ⥋ Gazeran - Marcel Dassault                                                       |
| 5302  | Ouverture / Fermeture — / — | Longueur —                                                                                                | Durée 30 min                                                                                              | Nb. d’arrêts 22                                                                                           | Matériel —                                                                                                | Jours de fonctionnement L, Ma, Me, J, V, S                                                                | Jour / Soir / Nuit / Fêtes O / N / N / N                                                                  | Voy. / an —                                                                                               | Dépôt Rambouillet Grenonvilliers                                                                          |
| 5302  | Desserte : - Villes et lieux desservis : Rambouillet et Gazeran - Gare desservie : Rambouillet | | | | | | | | |
| 5302  | Autre : - Zone traversée : 5 - Arrêts non accessibles aux UFR : — - Amplitudes horaires : La ligne est en service du lundi au vendredi de 5 h 40 à 22 h 30 et le samedi de 6 h 55 à 21 h. - Date de dernière mise à jour : 3 mars 2025. | | | | | | | | |
| 5302  | Dernière actualisation : — | | | | | | | | |
| 5303  | Le CERRSY ⥋ Arbouville | Le CERRSY ⥋ Arbouville                                                                                    | Le CERRSY ⥋ Arbouville                                                                                    | Le CERRSY ⥋ Arbouville                                                                                    | Le CERRSY ⥋ Arbouville                                                                                    | Le CERRSY ⥋ Arbouville                                                                                    | Le CERRSY ⥋ Arbouville                                                                                    | Le CERRSY ⥋ Arbouville                                                                                    | Le CERRSY ⥋ Arbouville                                                                                    |
| 5303  | Ouverture / Fermeture — / — | Longueur —                                                                                                | Durée 25-30 min                                                                                           | Nb. d’arrêts 23                                                                                           | Matériel —                                                                                                | Jours de fonctionnement L, Ma, Me, J, V, S                                                                | Jour / Soir / Nuit / Fêtes O / N / N / N                                                                  | Voy. / an —                                                                                               | Dépôt Rambouillet Grenonvilliers                                                                          |
| 5303  | Desserte : - Ville et lieux desservis : Rambouillet (centre de rééducation et réadaptation sud Yvelines, zone commerciale de la Clairière, centre commercial La Louvière, église Sainte-Bernadette, lycée Louis-Bascan, cimetière du Centre, collège Le Racinay, complexe sportif du Racinay) - Gare desservie : Rambouillet | | | | | | | | |
| 5303  | Autre : - Zone traversée : 5 - Arrêts non accessibles aux UFR : Étang de la Tour, Vieil Orme (vers Arbouville), de Lac (vers Le CERSSY), Europe (vers Le CERSSY), Jonquilles, 3 Seigneurs (vers Le CERSSY), de Giroderie à Sainte-Bernadette, Gare de Rambouillet (Prairie), Sécurité Sociale, Faure, de Racinay à Leclerc - Amplitudes horaires : La ligne est en service du lundi au vendredi de 5 h 40 à 21 h et le samedi de 6 h 55 à 19 h. - Particularités : Du lundi au vendredi, les premiers et derniers services partent ou terminent à Mansart. - Date de dernière mise à jour : 3 mars 2025. | | | | | | | | |
| 5303  | Dernière actualisation : — | | | | | | | | |
| 5304  | Gazeran - Bernard Bataille ⥋ Rambouillet Groussay | Gazeran - Bernard Bataille ⥋ Rambouillet Groussay                                                         | Gazeran - Bernard Bataille ⥋ Rambouillet Groussay                                                         | Gazeran - Bernard Bataille ⥋ Rambouillet Groussay                                                         | Gazeran - Bernard Bataille ⥋ Rambouillet Groussay                                                         | Gazeran - Bernard Bataille ⥋ Rambouillet Groussay                                                         | Gazeran - Bernard Bataille ⥋ Rambouillet Groussay                                                         | Gazeran - Bernard Bataille ⥋ Rambouillet Groussay                                                         | Gazeran - Bernard Bataille ⥋ Rambouillet Groussay                                                         |
| 5304  | Ouverture / Fermeture 3 mars 2025 / — | Longueur —                                                                                                | Durée 25-30 min                                                                                           | Nb. d’arrêts 30                                                                                           | Matériel —                                                                                                | Jours de fonctionnement L, Ma, Me, J, V, S                                                                | Jour / Soir / Nuit / Fêtes O / N / N / N                                                                  | Voy. / an —                                                                                               | Dépôt Rambouillet Grenonvilliers                                                                          |
| 5304  | Desserte : - Villes desservis: Rambouillet, Gazeran - Gare desservie : Rambouillet | | | | | | | | |
| 5304  | Autre : - Zone traversée : 5 - Date de dernière mise à jour : 3 mars 2025. | | | | | | | | |
| 5304  | Dernière actualisation : — | | | | | | | | |
| 5307  | Orsay Gare RER ⥋ Limours — Monument / Saint-Arnoult-en-Yvelines — La Poste - Leclerc (à certaines heures) | Orsay Gare RER ⥋ Limours — Monument / Saint-Arnoult-en-Yvelines — La Poste - Leclerc (à certaines heures) | Orsay Gare RER ⥋ Limours — Monument / Saint-Arnoult-en-Yvelines — La Poste - Leclerc (à certaines heures) | Orsay Gare RER ⥋ Limours — Monument / Saint-Arnoult-en-Yvelines — La Poste - Leclerc (à certaines heures) | Orsay Gare RER ⥋ Limours — Monument / Saint-Arnoult-en-Yvelines — La Poste - Leclerc (à certaines heures) | Orsay Gare RER ⥋ Limours — Monument / Saint-Arnoult-en-Yvelines — La Poste - Leclerc (à certaines heures) | Orsay Gare RER ⥋ Limours — Monument / Saint-Arnoult-en-Yvelines — La Poste - Leclerc (à certaines heures) | Orsay Gare RER ⥋ Limours — Monument / Saint-Arnoult-en-Yvelines — La Poste - Leclerc (à certaines heures) | Orsay Gare RER ⥋ Limours — Monument / Saint-Arnoult-en-Yvelines — La Poste - Leclerc (à certaines heures) |
| 5307  | Ouverture / Fermeture — / — | Longueur —                                                                                                | Durée 20-60 min                                                                                           | Nb. d’arrêts 60                                                                                           | Matériel Crossway Intouro                                                                                 | Jours de fonctionnement L, Ma, Me, J, V, S, D                                                             | Jour / Soir / Nuit / Fêtes O / N / N / O                                                                  | Voy. / an —                                                                                               | Dépôt Saint-Arnoult-en-Yvelines                                                                           |
| 5307  | Desserte : - Villes et lieux desservis : Orsay, Bures-sur-Yvette, Gometz-le-Châtel, Gometz-la-Ville, Limours, Forges-les-Bains, Bonnelles, Bullion, Rochefort-en-Yvelines et Saint-Arnoult-en-Yvelines - Gare desservie : Orsay-Ville | | | | | | | | |
| 5307  | Autre : - Zone traversée : 5 - Arrêts non accessibles aux UFR : — - Amplitudes horaires : La ligne est en service du lundi au vendredi de 6 h à 22 h 40 et le samedi de 6 h 30 à 22 h 55 et les dimanches et fêtes à partir de 7 h 20. - Particularités : Il existe des services à certaines heures entre Bullion — Clairière et Orsay Gare RER et du lundi au vendredi entre Place du Presbytère et Orsay Gare RER. - Date de dernière mise à jour : 3 mars 2025. | | | | | | | | |
| 5307  | Dernière actualisation : — | | | | | | | | |

### Lignes 5310 à 5319
| Ligne | Caractéristiques | Caractéristiques                                                                                | Caractéristiques                                                                                | Caractéristiques                                                                                | Caractéristiques                                                                                | Caractéristiques                                                                                | Caractéristiques                                                                                | Caractéristiques                                                                                | Caractéristiques                                                                                |
| 5310  | Gare de Plaisir - Grignon ⥋ Gare de Saint-Nom-la-Bretèche - Forêt de Marly | Gare de Plaisir - Grignon ⥋ Gare de Saint-Nom-la-Bretèche - Forêt de Marly                      | Gare de Plaisir - Grignon ⥋ Gare de Saint-Nom-la-Bretèche - Forêt de Marly                      | Gare de Plaisir - Grignon ⥋ Gare de Saint-Nom-la-Bretèche - Forêt de Marly                      | Gare de Plaisir - Grignon ⥋ Gare de Saint-Nom-la-Bretèche - Forêt de Marly                      | Gare de Plaisir - Grignon ⥋ Gare de Saint-Nom-la-Bretèche - Forêt de Marly                      | Gare de Plaisir - Grignon ⥋ Gare de Saint-Nom-la-Bretèche - Forêt de Marly                      | Gare de Plaisir - Grignon ⥋ Gare de Saint-Nom-la-Bretèche - Forêt de Marly                      | Gare de Plaisir - Grignon ⥋ Gare de Saint-Nom-la-Bretèche - Forêt de Marly                      |
| ----- | --- | ----------------------------------------------------------------------------------------------- | ----------------------------------------------------------------------------------------------- | ----------------------------------------------------------------------------------------------- | ----------------------------------------------------------------------------------------------- | ----------------------------------------------------------------------------------------------- | ----------------------------------------------------------------------------------------------- | ----------------------------------------------------------------------------------------------- | ----------------------------------------------------------------------------------------------- |
| 5310  | Ouverture / Fermeture — / — | Longueur —                                                                                      | Durée 28 min                                                                                    | Nb. d’arrêts 12                                                                                 | Matériel —                                                                                      | Jours de fonctionnement L, Ma, Me, J, V                                                         | Jour / Soir / Nuit / Fêtes O / N / N / N                                                        | Voy. / an —                                                                                     | Dépôt Noisy-le-Roi                                                                              |
| 5310  | Desserte : - Villes et lieux desservis : Plaisir, Chavenay, Saint-Nom-la-Bretèche et L'Étang-la-Ville - Gares desservies : Plaisir - Grignon et Saint-Nom-la-Bretèche - Forêt de Marly |                                                                                                 |                                                                                                 |                                                                                                 |                                                                                                 |                                                                                                 |                                                                                                 |                                                                                                 |                                                                                                 |
| 5310  | Autre : - Zone traversée : 5 - Arrêts non accessibles aux UFR : — - Amplitudes horaires : La ligne fonctionne du lundi au vendredi de 6 h 15 à 21 h 15 environ. - Modification : Le 11 juillet 2022, la ligne est prolongée de Champ du Caillou à la gare de Plaisir - Grignon en desservant deux nouveaux arrêts. - Date de dernière mise à jour : 3 mars 2025. |                                                                                                 |                                                                                                 |                                                                                                 |                                                                                                 |                                                                                                 |                                                                                                 |                                                                                                 |                                                                                                 |
| 5310  | Dernière actualisation : — |                                                                                                 |                                                                                                 |                                                                                                 |                                                                                                 |                                                                                                 |                                                                                                 |                                                                                                 |                                                                                                 |
| 5311  | Rambouillet — Collège de Vivonne ou Collège Racinay ⥋ La Queue-les-Yvelines — Lycée Jean Monnet | Rambouillet — Collège de Vivonne ou Collège Racinay ⥋ La Queue-les-Yvelines — Lycée Jean Monnet | Rambouillet — Collège de Vivonne ou Collège Racinay ⥋ La Queue-les-Yvelines — Lycée Jean Monnet | Rambouillet — Collège de Vivonne ou Collège Racinay ⥋ La Queue-les-Yvelines — Lycée Jean Monnet | Rambouillet — Collège de Vivonne ou Collège Racinay ⥋ La Queue-les-Yvelines — Lycée Jean Monnet | Rambouillet — Collège de Vivonne ou Collège Racinay ⥋ La Queue-les-Yvelines — Lycée Jean Monnet | Rambouillet — Collège de Vivonne ou Collège Racinay ⥋ La Queue-les-Yvelines — Lycée Jean Monnet | Rambouillet — Collège de Vivonne ou Collège Racinay ⥋ La Queue-les-Yvelines — Lycée Jean Monnet | Rambouillet — Collège de Vivonne ou Collège Racinay ⥋ La Queue-les-Yvelines — Lycée Jean Monnet |
| 5311  | Ouverture / Fermeture — / — | Longueur —                                                                                      | Durée 15-70 min                                                                                 | Nb. d’arrêts 20                                                                                 | Matériel —                                                                                      | Jours de fonctionnement L, Ma, Me, J, V                                                         | Jour / Soir / Nuit / Fêtes O / N / N / N                                                        | Voy. / an —                                                                                     | Dépôt Boinville-le-Gaillard                                                                     |
| 5311  | Desserte : - Villes et lieux desservis : Rambouillet (collège Le Racinay, gymnase Le Racinay, lycée Sainte-Thérèse, collège Catherine de Vivonne), Poigny-la-Forêt (mairie, cimetière), Saint-Léger-en-Yvelines (mairie), Montfort-l'Amaury (groupe scolaire Saint-Louis Notre-Dame-du-Bel-Air, collège Maurice Ravel), Méré (mairie, église Saint-Louis) et La Queue-les-Yvelines (lycée Viollet le Duc, déchetterie intercommunale) - Gares desservies : Rambouillet, Montfort-l'Amaury - Méré et Villiers - Neauphle - Pontchartrain |                                                                                                 |                                                                                                 |                                                                                                 |                                                                                                 |                                                                                                 |                                                                                                 |                                                                                                 |                                                                                                 |
| 5311  | Autre : - Zone traversée : 5 - Arrêts non accessibles aux UFR : Aucun - Amplitudes horaires : La ligne fonctionne : - du lundi au vendredi en période scolaire de 6 h 30 à 9 h 10 puis le mercredi uniquement de 11 h 40 à 14 h 30, et enfin de 15 h 40 à 19 h 30 ; - du lundi au vendredi en période de vacances scolaires à raison de deux allers de 6 h 30 à 7 h 55 puis de deux retours de 18 h 5 à 19 h 30. - Particularités : - Les parcours de la ligne se décomposent comme suit : - la desserte du collège Le Racinay depuis ou vers Méré ; - la desserte du collège Catherine de Vivonne depuis ou vers Poigny-la-Forêt, voire Saint-Léger-en-Yvelines, sans desservir la gare de Rambouillet ; - la desserte du lycée Jean Monnet depuis ou vers la gare de Rambouillet, et - la desserte restreinte entre la gare de Rambouillet et Gros Billot, qui est la seule à être en service durant les vacances scolaires. - Les arrêts Collège Maurice Ravel et Notre Dame du Bel Air sont uniquement desservis aux heures d'entrée et sortie des établissements scolaires avoisinants, en arrivant de puis en partant à Rabouillet. - Date de dernière mise à jour : 3 mars 2025. |                                                                                                 |                                                                                                 |                                                                                                 |                                                                                                 |                                                                                                 |                                                                                                 |                                                                                                 |                                                                                                 |
| 5311  | Dernière actualisation : — |                                                                                                 |                                                                                                 |                                                                                                 |                                                                                                 |                                                                                                 |                                                                                                 |                                                                                                 |                                                                                                 |
| 5312  | Plaisir - Grignon — Gare ⥋ Beynes — Mairie (La Poste) | Plaisir - Grignon — Gare ⥋ Beynes — Mairie (La Poste)                                           | Plaisir - Grignon — Gare ⥋ Beynes — Mairie (La Poste)                                           | Plaisir - Grignon — Gare ⥋ Beynes — Mairie (La Poste)                                           | Plaisir - Grignon — Gare ⥋ Beynes — Mairie (La Poste)                                           | Plaisir - Grignon — Gare ⥋ Beynes — Mairie (La Poste)                                           | Plaisir - Grignon — Gare ⥋ Beynes — Mairie (La Poste)                                           | Plaisir - Grignon — Gare ⥋ Beynes — Mairie (La Poste)                                           | Plaisir - Grignon — Gare ⥋ Beynes — Mairie (La Poste)                                           |
| 5312  | Ouverture / Fermeture 1988 / — | Longueur —                                                                                      | Durée 10-30 min                                                                                 | Nb. d’arrêts 21                                                                                 | Matériel S 415 ÜL                                                                               | Jours de fonctionnement L, Ma, Me, J, V, S                                                      | Jour / Soir / Nuit / Fêtes O / N / N / N                                                        | Voy. / an —                                                                                     | Dépôt Méré                                                                                      |
| 5312  | Desserte : - Villes et lieux desservis : Plaisir, Thiverval-Grignon, Beynes et Saint-Germain-de-la-Grange - Gare desservie : Plaisir - Grignon |                                                                                                 |                                                                                                 |                                                                                                 |                                                                                                 |                                                                                                 |                                                                                                 |                                                                                                 |                                                                                                 |
| 5312  | Autre : - Zone traversée : 5 - Arrêts non accessibles aux UFR : — - Amplitudes horaires : La ligne fonctionne du lundi au vendredi de 5 h 30 à 20 h 55 et le samedi de 6 h 50 à 14 h 5. - Particularités : - Il existe, du lundi au vendredi, des services directs entre Plaisir - Grignon — Gare et Beynes — Marronniers le matin en direction de Beynes et le soir dans le sens inverse ; - La ligne est prolongée, du lundi au vendredi, jusqu'à Saint-Germain-de-la-Grange — Chartron le matin en direction de Plaisir et le soir dans le sens inverse. - Date de dernière mise à jour : 3 mars 2025. |                                                                                                 |                                                                                                 |                                                                                                 |                                                                                                 |                                                                                                 |                                                                                                 |                                                                                                 |                                                                                                 |
| 5312  | Dernière actualisation : — |                                                                                                 |                                                                                                 |                                                                                                 |                                                                                                 |                                                                                                 |                                                                                                 |                                                                                                 |                                                                                                 |
| 5313  | Gare de Saint-Rémy-lès-Chevreuse ⥋ Rambouillet — Collège Racinay | Gare de Saint-Rémy-lès-Chevreuse ⥋ Rambouillet — Collège Racinay                                | Gare de Saint-Rémy-lès-Chevreuse ⥋ Rambouillet — Collège Racinay                                | Gare de Saint-Rémy-lès-Chevreuse ⥋ Rambouillet — Collège Racinay                                | Gare de Saint-Rémy-lès-Chevreuse ⥋ Rambouillet — Collège Racinay                                | Gare de Saint-Rémy-lès-Chevreuse ⥋ Rambouillet — Collège Racinay                                | Gare de Saint-Rémy-lès-Chevreuse ⥋ Rambouillet — Collège Racinay                                | Gare de Saint-Rémy-lès-Chevreuse ⥋ Rambouillet — Collège Racinay                                | Gare de Saint-Rémy-lès-Chevreuse ⥋ Rambouillet — Collège Racinay                                |
| 5313  | Ouverture / Fermeture — / — | Longueur —                                                                                      | Durée 50-65 min                                                                                 | Nb. d’arrêts 20                                                                                 | Matériel —                                                                                      | Jours de fonctionnement L, Ma, Me, J, V                                                         | Jour / Soir / Nuit / Fêtes O / N / N / N                                                        | Voy. / an —                                                                                     | Dépôt Saint-Arnoult-en-Yvelines                                                                 |
| 5313  | Desserte : - Villes et lieux desservis : Saint-Rémy-lès-Chevreuse, Chevreuse, Saint-Forget, Dampierre-en-Yvelines, Senlisse, Cernay-la-Ville, Auffargis, Vieille-Église-en-Yvelines et Rambouillet - Gares desservies : Saint-Rémy-lès-Chevreuse et Rambouillet |                                                                                                 |                                                                                                 |                                                                                                 |                                                                                                 |                                                                                                 |                                                                                                 |                                                                                                 |                                                                                                 |
| 5313  | Autre : - Zone traversée : 5 - Arrêts non accessibles aux UFR : — - Amplitudes horaires : La ligne est en service du lundi au vendredi de 7 h 30 à 9 h 30 puis de 17 h 55 à 18 h 55. En période scolaire des services supplémentaires sont effectués le mercredi entre 12 h 40 et 14 h 40 et les autres jours à partir de 16 h 50. - Particularités : L'arrêt Collège Le Racinay est desservi uniquement le mercredi après-midi en période scolaire à raison d'un passage. - Date de dernière mise à jour : 3 mars 2025. |                                                                                                 |                                                                                                 |                                                                                                 |                                                                                                 |                                                                                                 |                                                                                                 |                                                                                                 |                                                                                                 |
| 5313  | Dernière actualisation : — |                                                                                                 |                                                                                                 |                                                                                                 |                                                                                                 |                                                                                                 |                                                                                                 |                                                                                                 |                                                                                                 |
| 5314  | Gare de Maule ⥋ Saint-Germain-en-Laye — Place Lamant | Gare de Maule ⥋ Saint-Germain-en-Laye — Place Lamant                                            | Gare de Maule ⥋ Saint-Germain-en-Laye — Place Lamant                                            | Gare de Maule ⥋ Saint-Germain-en-Laye — Place Lamant                                            | Gare de Maule ⥋ Saint-Germain-en-Laye — Place Lamant                                            | Gare de Maule ⥋ Saint-Germain-en-Laye — Place Lamant                                            | Gare de Maule ⥋ Saint-Germain-en-Laye — Place Lamant                                            | Gare de Maule ⥋ Saint-Germain-en-Laye — Place Lamant                                            | Gare de Maule ⥋ Saint-Germain-en-Laye — Place Lamant                                            |
| 5314  | Ouverture / Fermeture — / — | Longueur —                                                                                      | Durée 30 à 90 min                                                                               | Nb. d’arrêts 34                                                                                 | Matériel —                                                                                      | Jours de fonctionnement L, Ma, Me, J, V                                                         | Jour / Soir / Nuit / Fêtes O / N / N / N                                                        | Voy. / an —                                                                                     | Dépôt Maule                                                                                     |
| 5314  | Desserte : - Villes et lieux desservis : Maule, Bazemont, Beulle, Les Alluets-le-Roi, Orgeval, Poissy et Saint-Germain-en-Laye - Gares desservies : Maule et Poissy |                                                                                                 |                                                                                                 |                                                                                                 |                                                                                                 |                                                                                                 |                                                                                                 |                                                                                                 |                                                                                                 |
| 5314  | Autre : - Zones traversées : 4 et 5 - Arrêts non accessibles aux UFR : — - Amplitudes horaires : La ligne est en service du lundi au vendredi de 6 h 25 à 8 h 30, avancé à 8 h 15 puis le mercredi en période scolaire de 12 h 50 à 14 h 5 et enfin de 15 h 40 à 19 h 45. - Particularités : - La desserte de Saint-Germain-en-Laye ne se fait qu'en période scolaire, et nombre de courses sont limités à la gare de Poissy. - Un aller-retour est direct de Transformateur à la gare de Maule, et un autre est limité au parcours entre Cauchoiserie - Pain Perdu et la gare de Poissy. - Une course aller est limitée à Nicot — Institut Notre-Dame. - Date de dernière mise à jour : 3 mars 2025. |                                                                                                 |                                                                                                 |                                                                                                 |                                                                                                 |                                                                                                 |                                                                                                 |                                                                                                 |                                                                                                 |
| 5314  | Dernière actualisation : — |                                                                                                 |                                                                                                 |                                                                                                 |                                                                                                 |                                                                                                 |                                                                                                 |                                                                                                 |                                                                                                 |
| 5315  | Saint-Quentin-en-Yvelines — Gare Paul Delouvrier ⥋ Les Mesnuls — Château | Saint-Quentin-en-Yvelines — Gare Paul Delouvrier ⥋ Les Mesnuls — Château                        | Saint-Quentin-en-Yvelines — Gare Paul Delouvrier ⥋ Les Mesnuls — Château                        | Saint-Quentin-en-Yvelines — Gare Paul Delouvrier ⥋ Les Mesnuls — Château                        | Saint-Quentin-en-Yvelines — Gare Paul Delouvrier ⥋ Les Mesnuls — Château                        | Saint-Quentin-en-Yvelines — Gare Paul Delouvrier ⥋ Les Mesnuls — Château                        | Saint-Quentin-en-Yvelines — Gare Paul Delouvrier ⥋ Les Mesnuls — Château                        | Saint-Quentin-en-Yvelines — Gare Paul Delouvrier ⥋ Les Mesnuls — Château                        | Saint-Quentin-en-Yvelines — Gare Paul Delouvrier ⥋ Les Mesnuls — Château                        |
| 5315  | Ouverture / Fermeture 1er février 2006 / — | Longueur —                                                                                      | Durée 50 min                                                                                    | Nb. d’arrêts 35                                                                                 | Matériel S 415 ÜL                                                                               | Jours de fonctionnement L, Ma, Me, J, V, S                                                      | Jour / Soir / Nuit / Fêtes O / N / N / N                                                        | Voy. / an —                                                                                     | Dépôt Méré                                                                                      |
| 5315  | Desserte : - Villes et lieux desservis : Montigny-le-Bretonneux, Trappes, Élancourt, Jouars-Pontchartrain, Le Tremblay-sur-Mauldre, Bazoches-sur-Guyonne, Mareil-le-Guyon, Méré, Montfort-l'Amaury et Les Mesnuls - Gare desservie : Saint-Quentin-en-Yvelines - Montigny-le-Bretonneux |                                                                                                 |                                                                                                 |                                                                                                 |                                                                                                 |                                                                                                 |                                                                                                 |                                                                                                 |                                                                                                 |
| 5315  | Autre : - Zone traversée : 5 - Arrêts non accessibles aux UFR : — - Amplitudes horaires : La ligne fonctionne du lundi au vendredi de 5 h 25 à 20 h 35 et le samedi de 7 h à 20 h 50. - Date de dernière mise à jour : 3 mars 2025. |                                                                                                 |                                                                                                 |                                                                                                 |                                                                                                 |                                                                                                 |                                                                                                 |                                                                                                 |                                                                                                 |
| 5315  | Dernière actualisation : — |                                                                                                 |                                                                                                 |                                                                                                 |                                                                                                 |                                                                                                 |                                                                                                 |                                                                                                 |                                                                                                 |
| 5317  | Montfort-l'Amaury ⥋ La Queue-les-Yvelines | Montfort-l'Amaury ⥋ La Queue-les-Yvelines                                                       | Montfort-l'Amaury ⥋ La Queue-les-Yvelines                                                       | Montfort-l'Amaury ⥋ La Queue-les-Yvelines                                                       | Montfort-l'Amaury ⥋ La Queue-les-Yvelines                                                       | Montfort-l'Amaury ⥋ La Queue-les-Yvelines                                                       | Montfort-l'Amaury ⥋ La Queue-les-Yvelines                                                       | Montfort-l'Amaury ⥋ La Queue-les-Yvelines                                                       | Montfort-l'Amaury ⥋ La Queue-les-Yvelines                                                       |
| 5317  | Ouverture / Fermeture 29 août 2016 / — | Longueur —                                                                                      | Durée 10-25 min                                                                                 | Nb. d’arrêts 11                                                                                 | Matériel —                                                                                      | Jours de fonctionnement L, Ma, Me, J, V                                                         | Jour / Soir / Nuit / Fêtes O / N / N / N                                                        | Voy. / an —                                                                                     | Dépôt —                                                                                         |
| 5317  | Desserte : - Villes et lieux desservis : Montfort-l'Amaury, Méré et La Queue-les-Yvelines - Gare desservie : Montfort-l'Amaury - Méré |                                                                                                 |                                                                                                 |                                                                                                 |                                                                                                 |                                                                                                 |                                                                                                 |                                                                                                 |                                                                                                 |
| 5317  | Autre : - Zone traversée : 5 - Arrêts non accessibles aux UFR : — - Amplitudes horaires : La ligne fonctionne : - du lundi au vendredi en période scolaire de 6 h à 9 h 16 puis de 15 h 40 à 20 h ; - du lundi au vendredi en période de vacances scolaires de 6 h à 9 h 5 puis de 16 h 45 à 20 h. - Date de dernière mise à jour : 3 mars 2025. |                                                                                                 |                                                                                                 |                                                                                                 |                                                                                                 |                                                                                                 |                                                                                                 |                                                                                                 |                                                                                                 |
| 5317  | Dernière actualisation : — |                                                                                                 |                                                                                                 |                                                                                                 |                                                                                                 |                                                                                                 |                                                                                                 |                                                                                                 |                                                                                                 |
| 5318  | Ablis / Orsonville ⥋ Gare de Dourdan | Ablis / Orsonville ⥋ Gare de Dourdan                                                            | Ablis / Orsonville ⥋ Gare de Dourdan                                                            | Ablis / Orsonville ⥋ Gare de Dourdan                                                            | Ablis / Orsonville ⥋ Gare de Dourdan                                                            | Ablis / Orsonville ⥋ Gare de Dourdan                                                            | Ablis / Orsonville ⥋ Gare de Dourdan                                                            | Ablis / Orsonville ⥋ Gare de Dourdan                                                            | Ablis / Orsonville ⥋ Gare de Dourdan                                                            |
| 5318  | Ouverture / Fermeture — / — | Longueur —                                                                                      | Durée 20-40 min                                                                                 | Nb. d’arrêts 27                                                                                 | Matériel —                                                                                      | Jours de fonctionnement L, Ma, Me, J, V                                                         | Jour / Soir / Nuit / Fêtes O / N / N / N                                                        | Voy. / an —                                                                                     | Dépôt Boinville-le-Gaillard                                                                     |
| 5318  | Desserte : - Villes et lieux desservis : Orsonville, Paray-Douaville, Allainville, Ablis, Boinville-le-Gaillard, Saint-Martin-de-Bréthencourt, Sainte-Mesme et Dourdan - Gares desservies : Dourdan et Dourdan - La Forêt |                                                                                                 |                                                                                                 |                                                                                                 |                                                                                                 |                                                                                                 |                                                                                                 |                                                                                                 |                                                                                                 |
| 5318  | Autre : - Zone traversée : 5 - Arrêts non accessibles aux UFR : — - Amplitudes horaires : La ligne fonctionne : - du lundi au vendredi en période scolaire de 6 h 35 à 9 h 20 puis de 15 h 40 à 19 h 50 / de 11 h 40 à 19 h 50 (le mercredi uniquement) ; - du lundi au vendredi en période de vacances scolaires de 6 h 35 à 8 h 10 puis de 16 h 25 à 16 h 45. - Particularités : Il existe un aller-retour par jour entre Parc Activité Nord et Gare de Dourdan. - Date de dernière mise à jour : 3 mars 2025. |                                                                                                 |                                                                                                 |                                                                                                 |                                                                                                 |                                                                                                 |                                                                                                 |                                                                                                 |                                                                                                 |
| 5318  | Dernière actualisation : — |                                                                                                 |                                                                                                 |                                                                                                 |                                                                                                 |                                                                                                 |                                                                                                 |                                                                                                 |                                                                                                 |

### Lignes 5320 à 5329
| Ligne | Caractéristiques | Caractéristiques | Caractéristiques | Caractéristiques | Caractéristiques | Caractéristiques | Caractéristiques | Caractéristiques | Caractéristiques |
| 5320  | Gare de Rambouillet - Prud'homme ⥋ Nogent-le-Roi — Haut de Nogent | Gare de Rambouillet - Prud'homme ⥋ Nogent-le-Roi — Haut de Nogent                                                                              | Gare de Rambouillet - Prud'homme ⥋ Nogent-le-Roi — Haut de Nogent                                                                              | Gare de Rambouillet - Prud'homme ⥋ Nogent-le-Roi — Haut de Nogent                                                                              | Gare de Rambouillet - Prud'homme ⥋ Nogent-le-Roi — Haut de Nogent                                                                              | Gare de Rambouillet - Prud'homme ⥋ Nogent-le-Roi — Haut de Nogent                                                                              | Gare de Rambouillet - Prud'homme ⥋ Nogent-le-Roi — Haut de Nogent                                                                              | Gare de Rambouillet - Prud'homme ⥋ Nogent-le-Roi — Haut de Nogent                                                                              | Gare de Rambouillet - Prud'homme ⥋ Nogent-le-Roi — Haut de Nogent                                                                              |
| ----- | --- | --- | --- | --- | --- | --- | --- | --- | --- |
| 5320  | Ouverture / Fermeture — / — | Longueur — | Durée 30-50 min | Nb. d’arrêts 32 | Matériel — | Jours de fonctionnement L, Ma, Me, J, V | Jour / Soir / Nuit / Fêtes O / N / N / N | Voy. / an — | Dépôt — |
| 5320  | Desserte : - Villes et lieux desservis : Rambouillet, Gazeran, Hermeray, Raizeux, La Boissière-École, Mittainville, Faverolles, Coulombs, Lormaye et Nogent-le-Roi - Gare desservie : Rambouillet | | | | | | | | |
| 5320  | Autre : - Zones traversées : 5 et hors zone tarifaire - Arrêts non accessibles aux UFR : — - Amplitudes horaires : La ligne fonctionne : - du lundi au vendredi en période scolaire de 6 h 5 à 9 h 15 puis de 15 h 45 à 20 h 25 / de 12 h 40 à 20 h 25 (le mercredi uniquement) ; - du lundi au vendredi en période de vacances scolaires de 6 h 5 à 7 h 45 puis de 17 h 50 à 20 h 25. - Date de dernière mise à jour : 3 mars 2025. | | | | | | | | |
| 5320  | Dernière actualisation : — | | | | | | | | |
| 5322  | Crespières — Croix-Marie ⥋ Gare de Saint-Nom-la-Bretèche - Forêt de Marly | Crespières — Croix-Marie ⥋ Gare de Saint-Nom-la-Bretèche - Forêt de Marly                                                                      | Crespières — Croix-Marie ⥋ Gare de Saint-Nom-la-Bretèche - Forêt de Marly                                                                      | Crespières — Croix-Marie ⥋ Gare de Saint-Nom-la-Bretèche - Forêt de Marly                                                                      | Crespières — Croix-Marie ⥋ Gare de Saint-Nom-la-Bretèche - Forêt de Marly                                                                      | Crespières — Croix-Marie ⥋ Gare de Saint-Nom-la-Bretèche - Forêt de Marly                                                                      | Crespières — Croix-Marie ⥋ Gare de Saint-Nom-la-Bretèche - Forêt de Marly                                                                      | Crespières — Croix-Marie ⥋ Gare de Saint-Nom-la-Bretèche - Forêt de Marly                                                                      | Crespières — Croix-Marie ⥋ Gare de Saint-Nom-la-Bretèche - Forêt de Marly                                                                      |
| 5322  | Ouverture / Fermeture 11 juillet 2022 / — | Longueur — | Durée 40 min | Nb. d’arrêts 15 | Matériel — | Jours de fonctionnement L, Ma, Me, J, V | Jour / Soir / Nuit / Fêtes O / N / N / N | Voy. / an — | Dépôt Noisy-le-Roi |
| 5322  | Desserte : - Villes et lieux desservis : Crespières, Davron (mairie, église Sainte-Madeleine), Feucherolles (mairie, salle Raymond-Dumay, église Sainte-Geneviève de Feucherolles, centre culturel), Saint-Nom-la-Bretèche (forêt de Marly) et L'Étang-la-Ville - Gare et station desservie : Saint-Nom-la-Bretèche - Forêt de Marly | | | | | | | | |
| 5322  | Autre : - Zone traversée : 5 - Arrêts non accessibles aux UFR : Croix Marie, de Carrefour 307 à Prés des Coulons, Mairie (vers Crespières), de Goudval à Gare de Saint-Nom-la-Bretèche - Forêt de Marly - Amplitudes horaires : La ligne fonctionne du lundi au vendredi de 6 h 5 à 9 h 15, puis de 17 h 50 à 21 h 25, à raison d'une course toutes les demi-heures. - Particuatités : La ligne fonctionne le matin vers la gare, et le soir depuis celle-ci. - Date de dernière mise à jour : 3 mars 2025. | | | | | | | | |
| 5322  | Dernière actualisation : — | | | | | | | | |
| 5323  | Saint-Germain-en-Laye — Rue Thiers ⥋ Les Clayes-sous-Bois — Gare routière | Saint-Germain-en-Laye — Rue Thiers ⥋ Les Clayes-sous-Bois — Gare routière                                                                      | Saint-Germain-en-Laye — Rue Thiers ⥋ Les Clayes-sous-Bois — Gare routière                                                                      | Saint-Germain-en-Laye — Rue Thiers ⥋ Les Clayes-sous-Bois — Gare routière                                                                      | Saint-Germain-en-Laye — Rue Thiers ⥋ Les Clayes-sous-Bois — Gare routière                                                                      | Saint-Germain-en-Laye — Rue Thiers ⥋ Les Clayes-sous-Bois — Gare routière                                                                      | Saint-Germain-en-Laye — Rue Thiers ⥋ Les Clayes-sous-Bois — Gare routière                                                                      | Saint-Germain-en-Laye — Rue Thiers ⥋ Les Clayes-sous-Bois — Gare routière                                                                      | Saint-Germain-en-Laye — Rue Thiers ⥋ Les Clayes-sous-Bois — Gare routière                                                                      |
| 5323  | Ouverture / Fermeture — / — | Longueur — | Durée 35 à 50 min | Nb. d’arrêts 24 | Matériel — | Jours de fonctionnement L, Ma, Me, J, V, S | Jour / Soir / Nuit / Fêtes O / N / N / N | Voy. / an — | Dépôt Noisy-le-Roi |
| 5323  | Desserte : - Villes et lieux desservis : Saint-Germain-en-Laye (château, église Saint-Germain, théâtre Alexandre-Dumas, médiathèque Marc-Ferro, espace Paul et André Vera, établissement scolaire Saint-Érembert, service de la documentation nationale du cadastre, lycée Jeanne-d'Albret, collège Claude-Debussy), Le Pecq (gymnase Général-Leclerc), Saint-Nom-la-Bretèche (maison des associations, mairie, église Saint-Nom), Villepreux (maison Saint-Vincent, église Saint-Germain-l'Auxerrois, hôtel de ville, piscine, gymnase Alain Mimoun, église Saint-Vincent-Saint-Paul) et Les Clayes-sous-Bois (mairie, espace sportif Thierry Gilardi, église et cimetière Saint-Martin) - Gares desservies : Saint-Germain-en-Laye et Villepreux - Les Clayes | | | | | | | | |
| 5323  | Autre : - Zones traversées : 4 et 5 - Arrêts non accessibles aux UFR : Rue Thiers, Gambetta, Giraud Teulon, Alexandre Bertrand, Maisons des Associations (vers Les Clayes-sous-Bois), Village (vers Saint-Germain-en-Laye), de Fontaine aux Dames à Croix Blanche, Jules Ferry, République (vers Saint-Germain-en-Laye) et Gare routière - Amplitudes horaires : La ligne fonctionne du lundi au vendredi de 6 h 50 à 20 h 25 et le samedi de 7 h 30 à 15 h 15. - Date de dernière mise à jour : 3 mars 2025. | | | | | | | | |
| 5323  | Dernière actualisation : — | | | | | | | | |
| 5324  | Villiers-Saint-Frédéric — Place de la Gare ⥋ Jouars-Pontchartrain — Gouttière (matin) ou Gendarmerie (soir) | Villiers-Saint-Frédéric — Place de la Gare ⥋ Jouars-Pontchartrain — Gouttière (matin) ou Gendarmerie (soir)                                    | Villiers-Saint-Frédéric — Place de la Gare ⥋ Jouars-Pontchartrain — Gouttière (matin) ou Gendarmerie (soir)                                    | Villiers-Saint-Frédéric — Place de la Gare ⥋ Jouars-Pontchartrain — Gouttière (matin) ou Gendarmerie (soir)                                    | Villiers-Saint-Frédéric — Place de la Gare ⥋ Jouars-Pontchartrain — Gouttière (matin) ou Gendarmerie (soir)                                    | Villiers-Saint-Frédéric — Place de la Gare ⥋ Jouars-Pontchartrain — Gouttière (matin) ou Gendarmerie (soir)                                    | Villiers-Saint-Frédéric — Place de la Gare ⥋ Jouars-Pontchartrain — Gouttière (matin) ou Gendarmerie (soir)                                    | Villiers-Saint-Frédéric — Place de la Gare ⥋ Jouars-Pontchartrain — Gouttière (matin) ou Gendarmerie (soir)                                    | Villiers-Saint-Frédéric — Place de la Gare ⥋ Jouars-Pontchartrain — Gouttière (matin) ou Gendarmerie (soir)                                    |
| 5324  | Ouverture / Fermeture 1989 / — | Longueur 4,9 km | Durée 10 min | Nb. d’arrêts 9 | Matériel S 415 ÜL | Jours de fonctionnement L, Ma, Me, J, V | Jour / Soir / Nuit / Fêtes O / N / N / N | Voy. / an — | Dépôt Houdan |
| 5324  | Desserte : - Villes et lieux desservis : Villiers-Saint-Frédéric (Ingénierie Division Véhicules Utilitaires Renault, déchetterie intercommunale, lycée Viollet-le-Duc, stade Jean-Charles-Robillard) et Jouars-Pontchartrain (centre hospitalier de la Mauldre - site Saint-Louis, mairie, médiathèque de Frontenac, église Saint-Lin, gymnase Phélypeaux, gendarmerie) - Gare desservie : Villiers - Neauphle - Pontchartrain | | | | | | | | |
| 5324  | Autre : - Zone traversée : 5 - Arrêts non accessibles aux UFR : Place de la Gare, Vierge, Saint Louis, Place Foch - Amplitudes horaires : La ligne fonctionne du lundi au vendredi à raison de trois allers le matin et de quatre retours le soir, excepté durant une partie de l'été. - Particularités : La ligne fonctionne le matin vers la gare, et le soir depuis celle-ci. - Date de dernière mise à jour : 3 mars 2025. | | | | | | | | |
| 5324  | Dernière actualisation : — | | | | | | | | |
| 5325  | Gare de Rambouillet - Prairie ⥋ Prunay-en-Yvelines — Gourville | Gare de Rambouillet - Prairie ⥋ Prunay-en-Yvelines — Gourville                                                                                 | Gare de Rambouillet - Prairie ⥋ Prunay-en-Yvelines — Gourville                                                                                 | Gare de Rambouillet - Prairie ⥋ Prunay-en-Yvelines — Gourville                                                                                 | Gare de Rambouillet - Prairie ⥋ Prunay-en-Yvelines — Gourville                                                                                 | Gare de Rambouillet - Prairie ⥋ Prunay-en-Yvelines — Gourville                                                                                 | Gare de Rambouillet - Prairie ⥋ Prunay-en-Yvelines — Gourville                                                                                 | Gare de Rambouillet - Prairie ⥋ Prunay-en-Yvelines — Gourville                                                                                 | Gare de Rambouillet - Prairie ⥋ Prunay-en-Yvelines — Gourville                                                                                 |
| 5325  | Ouverture / Fermeture 1925 / — | Longueur — | Durée 15-55 min | Nb. d’arrêts 18 | Matériel — | Jours de fonctionnement L, Ma, Me, J, V | Jour / Soir / Nuit / Fêtes O / N / N / N | Voy. / an — | Dépôt Boinville-le-Gaillard, Rambouillet Ampère                                                                                                |
| 5325  | Desserte : - Villes et lieux desservis : Rambouillet, Orcemont, Orphin et Prunay-en-Yvelines - Gare desservie : Rambouillet | | | | | | | | |
| 5325  | Autre : - Zone traversée : 5 - Arrêts non accessibles aux UFR : — - Amplitudes horaires : La ligne fonctionne : - du lundi au vendredi en période scolaire de 6 h 15 à 9 h 20 puis de 15 h 50 à 20 h 10 / de 12 h 40 à 20 h 10 (le mercredi uniquement) ; - du lundi au vendredi en période de vacances scolaires de 6 h 15 à 9 h 5 puis de 17 h 45 à 20 h 10. - Particularités : Il existe des services entre Gare de Rambouillet - Prairie et Avenue qui sont effectués le matin en direction de Prunay-en-Yvelines et le soir dans le sens inverse. - Date de dernière mise à jour : 3 mars 2025. | | | | | | | | |
| 5325  | Dernière actualisation : — | | | | | | | | |
| 5327  | Gare de Plaisir - Grignon ⥋ Pontchartrain — Place Foch / Pontchartrain — Les Mousseaux (du lundi au vendredi à certaines heures) / La Verrière | Gare de Plaisir - Grignon ⥋ Pontchartrain — Place Foch / Pontchartrain — Les Mousseaux (du lundi au vendredi à certaines heures) / La Verrière | Gare de Plaisir - Grignon ⥋ Pontchartrain — Place Foch / Pontchartrain — Les Mousseaux (du lundi au vendredi à certaines heures) / La Verrière | Gare de Plaisir - Grignon ⥋ Pontchartrain — Place Foch / Pontchartrain — Les Mousseaux (du lundi au vendredi à certaines heures) / La Verrière | Gare de Plaisir - Grignon ⥋ Pontchartrain — Place Foch / Pontchartrain — Les Mousseaux (du lundi au vendredi à certaines heures) / La Verrière | Gare de Plaisir - Grignon ⥋ Pontchartrain — Place Foch / Pontchartrain — Les Mousseaux (du lundi au vendredi à certaines heures) / La Verrière | Gare de Plaisir - Grignon ⥋ Pontchartrain — Place Foch / Pontchartrain — Les Mousseaux (du lundi au vendredi à certaines heures) / La Verrière | Gare de Plaisir - Grignon ⥋ Pontchartrain — Place Foch / Pontchartrain — Les Mousseaux (du lundi au vendredi à certaines heures) / La Verrière | Gare de Plaisir - Grignon ⥋ Pontchartrain — Place Foch / Pontchartrain — Les Mousseaux (du lundi au vendredi à certaines heures) / La Verrière |
| 5327  | Ouverture / Fermeture 15 décembre 2008 / — | Longueur — | Durée 10-35 min | Nb. d’arrêts 22 | Matériel Citaro C2 S 315 NF S 415 NF | Jours de fonctionnement L, Ma, Me, J, V, S, D                                                                                                  | Jour / Soir / Nuit / Fêtes O / N / N / O | Voy. / an — | Dépôt Méré ; Plaisirs les Gâtines |
| 5327  | Desserte : - Villes et lieux desservis : Plaisir, Neauphle-le-Château, Jouars-Pontchartrain, Maurepas et La Verrière - Gare desservie : Plaisir - Grignon et La Verrière | | | | | | | | |
| 5327  | Autre : - Zone traversée : 5 - Arrêts non accessibles aux UFR : — - Amplitudes horaires : La ligne fonctionne du lundi au vendredi de 5 h 35 à 21 h 30, le samedi de 7 h à 21 h et les dimanches et fêtes jusqu'à 19 h 20. - Particularités : - Il existe, du lundi au vendredi, des services directs entre Plaisir - Grignon — Gare et Place Mancest le matin vers Neauphle-le-Château et le soir dans le sens inverse ; - Il existe, du lundi au vendredi, de nombreux services partiels entre Plaisir - Grignon — Gare et Place Mancest le matin vers Plaisir et le soir dans le sens inverse ; - L'arrêt Collège Saint-Simon est desservi du lundi au vendredi en période scolaire. - Date de dernière mise à jour : 3 mars 2025. | | | | | | | | |
| 5327  | Dernière actualisation : — | | | | | | | | |
| 5328  | Meulan-en-Yvelines — Arquebuse ⥋ Andelu — Lavoir | Meulan-en-Yvelines — Arquebuse ⥋ Andelu — Lavoir                                                                                               | Meulan-en-Yvelines — Arquebuse ⥋ Andelu — Lavoir                                                                                               | Meulan-en-Yvelines — Arquebuse ⥋ Andelu — Lavoir                                                                                               | Meulan-en-Yvelines — Arquebuse ⥋ Andelu — Lavoir                                                                                               | Meulan-en-Yvelines — Arquebuse ⥋ Andelu — Lavoir                                                                                               | Meulan-en-Yvelines — Arquebuse ⥋ Andelu — Lavoir                                                                                               | Meulan-en-Yvelines — Arquebuse ⥋ Andelu — Lavoir                                                                                               | Meulan-en-Yvelines — Arquebuse ⥋ Andelu — Lavoir                                                                                               |
| 5328  | Ouverture / Fermeture 1er août 2021 / — | Longueur — | Durée — | Nb. d’arrêts 44 | Matériel — | Jours de fonctionnement L, Ma, Me, J, V | Jour / Soir / Nuit / Fêtes O / N / N / N | Voy. / an — | Dépôt Méré |
| 5328  | Desserte : - Villes et lieux desservis : Meulan-en-Yvelines (centre hospitalier intercommunal de Meulan-Les Mureaux - site Henri IV, mairie), Les Mureaux (mairie, lycée Vaucanson, collège Jules Verne, commissariat, centre commercial des Bougimonts), Bouafle (église Saint-Martin, mairie), Flins-sur-Seine (mairie, zone d'activité commerciale), Aubergenville (zone d'activité commerciale, mairie annexe, salle du Bout du Monde, mairie, église Saint-Ouen, centre commercial d'Acosta, lycée Vincent Van Gogh) Épône (mairie, église Saint-Béat, collège Benjamin Franklin, ZAC des Beurrons), Mézières-sur-Seine, Nézel (mairie), Aulnay-sur-Mauldre (mairie), Maule, Mareil-sur-Mauldre (mairie), Montainville (mairie, église de l'Assomption de la Très Sainte Vierge, cimetière) et Andelu (mairie) - Gares desservies : Les Mureaux, Aubergenville-Élizabethville, Nézel - Aulnay, Maule et Mareil-sur-Mauldre | | | | | | | | |
| 5328  | Autre : - Zone traversée : 5 - Arrêts non accessibles aux UFR : - Amplitudes horaires : La ligne est en service du lundi au vendredi de 6 h à 9 h 15, puis le mercredi en période scolaire uniquement de 11 h 10 à 14 h 20 et enfin de 15 h 40 à 19 h 55, reporté le mercredi ainsi que durant les vacances scolaires à 16 h 50. - Particularités : - Les parcours de la ligne se décomposent comme suit : - La desserte de l'arrêt Arquebuse est observée par des courses ayant pour origine-destination la gare de Maule, excepté un aller-retour limité à la gare des Mureaux. Parmi elles, deux allers et un retour desservent le lycée Vaucanson, d'autres n'observent pas le détour par la gare d'Aubergenville - Élisabethville, ni par le quartier d'Élisabethville, ni par le centre-ville d'Épône. - Les courses desservant les arrêts entre la gare de Maule et Lavoir ont pour origine-destination Lycée Van Gogh, et seule la première course aller n'observe pas l'arrêt Poteau. - Date de dernière mise à jour : 3 mars 2025. | | | | | | | | |
| 5328  | Dernière actualisation : — | | | | | | | | |

### Lignes 5330 à 5339
| Ligne | Caractéristiques | Caractéristiques                                                                                     | Caractéristiques                                                                                     | Caractéristiques                                                                                     | Caractéristiques                                                                                     | Caractéristiques                                                                                     | Caractéristiques                                                                                     | Caractéristiques                                                                                     | Caractéristiques                                                                                     |
| 5330  | Gare de Saint-Rémy-lès-Chevreuse ⥋ Gare de Rambouillet | Gare de Saint-Rémy-lès-Chevreuse ⥋ Gare de Rambouillet                                               | Gare de Saint-Rémy-lès-Chevreuse ⥋ Gare de Rambouillet                                               | Gare de Saint-Rémy-lès-Chevreuse ⥋ Gare de Rambouillet                                               | Gare de Saint-Rémy-lès-Chevreuse ⥋ Gare de Rambouillet                                               | Gare de Saint-Rémy-lès-Chevreuse ⥋ Gare de Rambouillet                                               | Gare de Saint-Rémy-lès-Chevreuse ⥋ Gare de Rambouillet                                               | Gare de Saint-Rémy-lès-Chevreuse ⥋ Gare de Rambouillet                                               | Gare de Saint-Rémy-lès-Chevreuse ⥋ Gare de Rambouillet                                               |
| ----- | --- | --- | --- | --- | --- | --- | --- | --- | --- |
| 5330  | Ouverture / Fermeture — / — | Longueur —                                                                                           | Durée 25-30 min                                                                                      | Nb. d’arrêts 16                                                                                      | Matériel —                                                                                           | Jours de fonctionnement L, Ma, Me, J, V                                                              | Jour / Soir / Nuit / Fêtes O / N / N / N                                                             | Voy. / an —                                                                                          | Dépôt Saint-Arnoult-en-Yvelines ; Rambouillet Ampère                                                 |
| 5330  | Desserte : - Villes et lieux desservis : Saint-Rémy-lès-Chevreuse, Chevreuse, Choisel, Cernay-la-Ville, Auffargis et Rambouillet - Gares desservies : Saint-Rémy-lès-Chevreuse et Rambouillet | | | | | | | | |
| 5330  | Autre : - Zone traversée : 5 - Arrêts non accessibles aux UFR : — - Amplitudes horaires : La ligne est en service du lundi au vendredi de 6 h 50 à 8 h 20 puis de 16 h 20 à 19 h 10. - Date de dernière mise à jour : 3 mars 2025. | | | | | | | | |
| 5330  | Dernière actualisation : — | | | | | | | | |
| 5331  | Gare de Saint-Rémy-lès-Chevreuse ⥋ Cernay-la-Ville — Place | Gare de Saint-Rémy-lès-Chevreuse ⥋ Cernay-la-Ville — Place                                           | Gare de Saint-Rémy-lès-Chevreuse ⥋ Cernay-la-Ville — Place                                           | Gare de Saint-Rémy-lès-Chevreuse ⥋ Cernay-la-Ville — Place                                           | Gare de Saint-Rémy-lès-Chevreuse ⥋ Cernay-la-Ville — Place                                           | Gare de Saint-Rémy-lès-Chevreuse ⥋ Cernay-la-Ville — Place                                           | Gare de Saint-Rémy-lès-Chevreuse ⥋ Cernay-la-Ville — Place                                           | Gare de Saint-Rémy-lès-Chevreuse ⥋ Cernay-la-Ville — Place                                           | Gare de Saint-Rémy-lès-Chevreuse ⥋ Cernay-la-Ville — Place                                           |
| 5331  | Ouverture / Fermeture — / — | Longueur —                                                                                           | Durée 25-35 min                                                                                      | Nb. d’arrêts 30                                                                                      | Matériel —                                                                                           | Jours de fonctionnement L, Ma, Me, J, V, S                                                           | Jour / Soir / Nuit / Fêtes O / N / N / N                                                             | Voy. / an —                                                                                          | Dépôt Saint-Arnoult-en-Yvelines                                                                      |
| 5331  | Desserte : - Villes et lieux desservis : Saint-Rémy-lès-Chevreuse, Chevreuse, Saint-Forget, Dampierre-en-Yvelines, Senlisse, Cernay-la-Ville - Gare desservie : Saint-Rémy-lès-Chevreuse | | | | | | | | |
| 5331  | Autre : - Zone traversée : 5 - Arrêts non accessibles aux UFR : — - Amplitudes horaires : La ligne est en service : - En période scolaire du lundi au vendredi de 6 h 40 à 9 h 45 puis de 14 h 20 à 20 h. Le midi, des passages sont effectués de 13 h 15 à 13 h 45 / 12 h 25 à 13 h 55 (le mercredi uniquement). Le samedi, elle circule de 6 h 50 à 9 h 45 puis de 12 h 25 à 14 h 25. - En période de vacances scolaires du lundi au vendredi de 6 h 40 à 8 h 5 puis de 14 h à 20 h et le samedi, elle circule de 6 h 50 à 8 h 5 puis de 14 h à 14 h 25. - Particularités : Les arrêts entre Ecoles et Hauts de Chevreuse sont desservis à certaines heures. Les arrêts Collège Coubertin et Chemin des Regains sont desservis du lundi au vendredi en période scolaire l'après-midi à raison d'un passage. - Date de dernière mise à jour : 3 mars 2025. | | | | | | | | |
| 5331  | Dernière actualisation : — | | | | | | | | |
| 5332  | Dammartin-en-Serve — Mairie Septeuil — Mairie ⥋ Orgerus — Gare d'Orgerus - Béhoust Montfort-l'Amaury | Dammartin-en-Serve — Mairie Septeuil — Mairie ⥋ Orgerus — Gare d'Orgerus - Béhoust Montfort-l'Amaury | Dammartin-en-Serve — Mairie Septeuil — Mairie ⥋ Orgerus — Gare d'Orgerus - Béhoust Montfort-l'Amaury | Dammartin-en-Serve — Mairie Septeuil — Mairie ⥋ Orgerus — Gare d'Orgerus - Béhoust Montfort-l'Amaury | Dammartin-en-Serve — Mairie Septeuil — Mairie ⥋ Orgerus — Gare d'Orgerus - Béhoust Montfort-l'Amaury | Dammartin-en-Serve — Mairie Septeuil — Mairie ⥋ Orgerus — Gare d'Orgerus - Béhoust Montfort-l'Amaury | Dammartin-en-Serve — Mairie Septeuil — Mairie ⥋ Orgerus — Gare d'Orgerus - Béhoust Montfort-l'Amaury | Dammartin-en-Serve — Mairie Septeuil — Mairie ⥋ Orgerus — Gare d'Orgerus - Béhoust Montfort-l'Amaury | Dammartin-en-Serve — Mairie Septeuil — Mairie ⥋ Orgerus — Gare d'Orgerus - Béhoust Montfort-l'Amaury |
| 5332  | Ouverture / Fermeture — / — | Longueur —                                                                                           | Durée 20-75 min                                                                                      | Nb. d’arrêts 36                                                                                      | Matériel —                                                                                           | Jours de fonctionnement L, Ma, Me, J, V                                                              | Jour / Soir / Nuit / Fêtes O / N / N / N                                                             | Voy. / an —                                                                                          | Dépôt Houdan                                                                                         |
| 5332  | Desserte : - Villes et lieux desservis : Dammartin-en-Serve, Montchauvet, Mulcent, Courgent, Septeuil, Saint-Martin-des-Champs, Osmoy, Prunay-le-Temple, Orgerus, Béhoust, Garancières, La Queue-les-Yvelines, Galluis, Méré et Montfort-l'Amaury - Gares desservies : Orgerus - Béhoust et Garancières - La Queue | | | | | | | | |
| 5332  | Autre : - Zone traversée : 5 - Arrêts non accessibles aux UFR : — - Amplitudes horaires : La ligne fonctionne : - du lundi au vendredi en période scolaire de 6 h 47 à 9 h 12 puis de 15 h 40 à 19 h 10 / de 11 h 38 à 19 h 10 (le mercredi uniquement) ; - du lundi au vendredi en période de vacances scolaires de 6 h 47 à 7 h 35 puis de 17 h 50 à 19 h 10. - Date de dernière mise à jour : 3 mars 2025. | | | | | | | | |
| 5332  | Dernière actualisation : — | | | | | | | | |
| 5333  | Ablis — Rue de Boinville ⥋ Rochefort-en-Yvelines — École | Ablis — Rue de Boinville ⥋ Rochefort-en-Yvelines — École                                             | Ablis — Rue de Boinville ⥋ Rochefort-en-Yvelines — École                                             | Ablis — Rue de Boinville ⥋ Rochefort-en-Yvelines — École                                             | Ablis — Rue de Boinville ⥋ Rochefort-en-Yvelines — École                                             | Ablis — Rue de Boinville ⥋ Rochefort-en-Yvelines — École                                             | Ablis — Rue de Boinville ⥋ Rochefort-en-Yvelines — École                                             | Ablis — Rue de Boinville ⥋ Rochefort-en-Yvelines — École                                             | Ablis — Rue de Boinville ⥋ Rochefort-en-Yvelines — École                                             |
| 5333  | Ouverture / Fermeture — / — | Longueur 25,3 km                                                                                     | Durée 30 min                                                                                         | Nb. d’arrêts 11                                                                                      | Matériel —                                                                                           | Jours de fonctionnement L, Ma, Me, J, V                                                              | Jour / Soir / Nuit / Fêtes O / N / N / N                                                             | Voy. / an —                                                                                          | Dépôt Boinville-le-Gaillard                                                                          |
| 5333  | Desserte : - Villes et lieux desservis : Ablis (église Saint-Pierre Saint-Paul, mairie, cimetière), Saint-Arnoult-en-Yvelines (zone industrielle des Carroyes), Longvilliers (parc multimodal, mairie, église Saint-Pierre, cimetière) et Rochefort-en-Yvelines | | | | | | | | |
| 5333  | Autre : - Zone traversée : 5 - Arrêts non accessibles aux UFR : Tous à l'exception de Plessis Mornay et Village. - Amplitudes horaires : La ligne fonctionne du lundi au vendredi de 6 h à 9 h puis de 17 h à 20 h, à raison de trois allers-retours. - Date de dernière mise à jour : 3 mars 2025. | | | | | | | | |
| 5333  | Dernière actualisation : — | | | | | | | | |
| 5334  | Gare de Rambouillet - Prairie ⥋ Bonnelles — Les Ateliers | Gare de Rambouillet - Prairie ⥋ Bonnelles — Les Ateliers                                             | Gare de Rambouillet - Prairie ⥋ Bonnelles — Les Ateliers                                             | Gare de Rambouillet - Prairie ⥋ Bonnelles — Les Ateliers                                             | Gare de Rambouillet - Prairie ⥋ Bonnelles — Les Ateliers                                             | Gare de Rambouillet - Prairie ⥋ Bonnelles — Les Ateliers                                             | Gare de Rambouillet - Prairie ⥋ Bonnelles — Les Ateliers                                             | Gare de Rambouillet - Prairie ⥋ Bonnelles — Les Ateliers                                             | Gare de Rambouillet - Prairie ⥋ Bonnelles — Les Ateliers                                             |
| 5334  | Ouverture / Fermeture 1925 / — | Longueur —                                                                                           | Durée 20-50 min                                                                                      | Nb. d’arrêts 24                                                                                      | Matériel —                                                                                           | Jours de fonctionnement L, Ma, Me, J, V                                                              | Jour / Soir / Nuit / Fêtes O / N / N / N                                                             | Voy. / an —                                                                                          | Dépôt Boinville-le-Gaillard                                                                          |
| 5334  | Desserte : - Villes et lieux desservis : Rambouillet, Clairefontaine-en-Yvelines, La Celle-les-Bordes, Bullion, Bonnelles et Limours - Gare desservie : Rambouillet | | | | | | | | |
| 5334  | Autre : - Zone traversée : 5 - Arrêts non accessibles aux UFR : — - Amplitudes horaires : La ligne fonctionne : - du lundi au vendredi en période scolaire de 6 h à 9 h puis de 15 h 35 à 20 h 55 / de 11 h 5 à 20 h 55 (le mercredi uniquement) ; - du lundi au vendredi en période de vacances scolaires de 6 h à 8 h 50 puis de 17 h 20 à 20 h 55. - Date de dernière mise à jour : 3 mars 2025. | | | | | | | | |
| 5334  | Dernière actualisation : — | | | | | | | | |
| 5337  | Saint-Rémy-lès-Chevreuse — Gare RER ⥋ Les Essarts-le-Roi — Gare SNCF | Saint-Rémy-lès-Chevreuse — Gare RER ⥋ Les Essarts-le-Roi — Gare SNCF                                 | Saint-Rémy-lès-Chevreuse — Gare RER ⥋ Les Essarts-le-Roi — Gare SNCF                                 | Saint-Rémy-lès-Chevreuse — Gare RER ⥋ Les Essarts-le-Roi — Gare SNCF                                 | Saint-Rémy-lès-Chevreuse — Gare RER ⥋ Les Essarts-le-Roi — Gare SNCF                                 | Saint-Rémy-lès-Chevreuse — Gare RER ⥋ Les Essarts-le-Roi — Gare SNCF                                 | Saint-Rémy-lès-Chevreuse — Gare RER ⥋ Les Essarts-le-Roi — Gare SNCF                                 | Saint-Rémy-lès-Chevreuse — Gare RER ⥋ Les Essarts-le-Roi — Gare SNCF                                 | Saint-Rémy-lès-Chevreuse — Gare RER ⥋ Les Essarts-le-Roi — Gare SNCF                                 |
| 5337  | Ouverture / Fermeture 1998 / — | Longueur —                                                                                           | Durée 20-35 min                                                                                      | Nb. d’arrêts 23                                                                                      | Matériel MD 9 LE                                                                                     | Jours de fonctionnement L, Ma, Me, J, V                                                              | Jour / Soir / Nuit / Fêtes O / N / N / N                                                             | Voy. / an —                                                                                          | Dépôt Chevreuse-Trottigny                                                                            |
| 5337  | Desserte : - Villes et lieux desservis : Saint-Rémy-lès-Chevreuse, Chevreuse, Saint-Forget, Dampierre-en-Yvelines, Lévis-Saint-Nom et Les Essarts-le-Roi - Gares desservies : Saint-Rémy-lès-Chevreuse et Les Essarts-le-Roi | | | | | | | | |
| 5337  | Autre : - Zone traversée : 5 - Arrêts non accessibles aux UFR : — - Amplitudes horaires : La ligne est en service du lundi au vendredi en période scolaire de 7 h 10 à 9 h 25 puis de 16 h 5 à 19 h 50. Le mercredi, des passages supplémentaires sont effectués entre 12 h 35 et 13 h 55. - Particularités : Il existe des services entre Les Essarts-le-Roi Gare SNCF et Lévis-Saint-Nom - Mairie. Les arrêts entre La Gripière et Les Charmes sont desservis desservis le matin en direction des Essarts-le-Roi et le soir dans le sens inverse. - Date de dernière mise à jour : 3 mars 2025. | | | | | | | | |
| 5337  | Dernière actualisation : — | | | | | | | | |
| 5338  | Civry-la-Forêt — La Picotière ⥋ Gare de Tacoignières - Richebourg — Montfort-l'Amaury | Civry-la-Forêt — La Picotière ⥋ Gare de Tacoignières - Richebourg — Montfort-l'Amaury                | Civry-la-Forêt — La Picotière ⥋ Gare de Tacoignières - Richebourg — Montfort-l'Amaury                | Civry-la-Forêt — La Picotière ⥋ Gare de Tacoignières - Richebourg — Montfort-l'Amaury                | Civry-la-Forêt — La Picotière ⥋ Gare de Tacoignières - Richebourg — Montfort-l'Amaury                | Civry-la-Forêt — La Picotière ⥋ Gare de Tacoignières - Richebourg — Montfort-l'Amaury                | Civry-la-Forêt — La Picotière ⥋ Gare de Tacoignières - Richebourg — Montfort-l'Amaury                | Civry-la-Forêt — La Picotière ⥋ Gare de Tacoignières - Richebourg — Montfort-l'Amaury                | Civry-la-Forêt — La Picotière ⥋ Gare de Tacoignières - Richebourg — Montfort-l'Amaury                |
| 5338  | Ouverture / Fermeture 29 août 2016 / — | Longueur —                                                                                           | Durée 20-60 min                                                                                      | Nb. d’arrêts 37                                                                                      | Matériel —                                                                                           | Jours de fonctionnement L, Ma, Me, J, V                                                              | Jour / Soir / Nuit / Fêtes O / N / N / N                                                             | Voy. / an —                                                                                          | Dépôt —                                                                                              |
| 5338  | Desserte : - Villes et lieux desservis : Civry-la-Forêt, Orvilliers, Prunay-le-Temple, Tacoignières, Richebourg, Bazainville, Millemont, La Queue-les-Yvelines, Galluis et Montfort-l'Amaury - Gare desservie : Tacoignières - Richebourg | | | | | | | | |
| 5338  | Autre : - Zone traversée : 5 - Arrêts non accessibles aux UFR : — - Amplitudes horaires : La ligne fonctionne : - du lundi au vendredi en période scolaire de 6 h 40 à 9 h 15 puis de 15 h 40 à 19 h 41 / de 11 h 38 à 19 h 41 (le mercredi uniquement) ; - du lundi au vendredi en période de vacances scolaires de 6 h 40 à 8 h puis de 17 h 52 à 19 h 41. - Date de dernière mise à jour : 3 mars 2025. | | | | | | | | |
| 5338  | Dernière actualisation : — | | | | | | | | |
| 5339  | Saint-Rémy-lès-Chevreuse — Gare RER ⥋ Saint-Rémy-lès-Chevreuse — Les Carrières | Saint-Rémy-lès-Chevreuse — Gare RER ⥋ Saint-Rémy-lès-Chevreuse — Les Carrières                       | Saint-Rémy-lès-Chevreuse — Gare RER ⥋ Saint-Rémy-lès-Chevreuse — Les Carrières                       | Saint-Rémy-lès-Chevreuse — Gare RER ⥋ Saint-Rémy-lès-Chevreuse — Les Carrières                       | Saint-Rémy-lès-Chevreuse — Gare RER ⥋ Saint-Rémy-lès-Chevreuse — Les Carrières                       | Saint-Rémy-lès-Chevreuse — Gare RER ⥋ Saint-Rémy-lès-Chevreuse — Les Carrières                       | Saint-Rémy-lès-Chevreuse — Gare RER ⥋ Saint-Rémy-lès-Chevreuse — Les Carrières                       | Saint-Rémy-lès-Chevreuse — Gare RER ⥋ Saint-Rémy-lès-Chevreuse — Les Carrières                       | Saint-Rémy-lès-Chevreuse — Gare RER ⥋ Saint-Rémy-lès-Chevreuse — Les Carrières                       |
| 5339  | Ouverture / Fermeture — / — | Longueur —                                                                                           | Durée 15-20 min                                                                                      | Nb. d’arrêts 6                                                                                       | Matériel —                                                                                           | Jours de fonctionnement L, Ma, Me, J, V                                                              | Jour / Soir / Nuit / Fêtes O / N / N / N                                                             | Voy. / an —                                                                                          | Dépôt Saint-Arnoult-en-Yvelines                                                                      |
| 5339  | Desserte : - Ville et lieux desservis : Saint-Rémy-lès-Chevreuse - Gare desservie : Saint-Rémy-lès-Chevreuse | | | | | | | | |
| 5339  | Autre : - Zone traversée : 5 - Arrêts non accessibles aux UFR : — - Amplitudes horaires : La ligne est en service du lundi au vendredi de 7 h 55 à 9 h 10 / 9 h 35 (sauf le vendredi) puis de 17 h 10 à 18 h 40. Le vendredi, le service de l'après-midi commence à 16 h 10 / 15 h 20 (en période scolaire) - Particularités : L'arrêt Les Carrières est desservi l'après-midi à certaines heures, les autres services partent de Costic. - Date de dernière mise à jour : 3 mars 2025. | | | | | | | | |
| 5339  | Dernière actualisation : — | | | | | | | | |

### Lignes 5340 à 5349
| Ligne | Caractéristiques | Caractéristiques                                                                                       | Caractéristiques                                                                                       | Caractéristiques                                                                                       | Caractéristiques                                                                                       | Caractéristiques                                                                                       | Caractéristiques                                                                                       | Caractéristiques                                                                                       | Caractéristiques                                                                                       |
| 5340  | Gare de Saint-Rémy-lès-Chevreuse ⥋ Chevreuse — Petits ponts | Gare de Saint-Rémy-lès-Chevreuse ⥋ Chevreuse — Petits ponts                                            | Gare de Saint-Rémy-lès-Chevreuse ⥋ Chevreuse — Petits ponts                                            | Gare de Saint-Rémy-lès-Chevreuse ⥋ Chevreuse — Petits ponts                                            | Gare de Saint-Rémy-lès-Chevreuse ⥋ Chevreuse — Petits ponts                                            | Gare de Saint-Rémy-lès-Chevreuse ⥋ Chevreuse — Petits ponts                                            | Gare de Saint-Rémy-lès-Chevreuse ⥋ Chevreuse — Petits ponts                                            | Gare de Saint-Rémy-lès-Chevreuse ⥋ Chevreuse — Petits ponts                                            | Gare de Saint-Rémy-lès-Chevreuse ⥋ Chevreuse — Petits ponts                                            |
| ----- | --- | --- | --- | --- | --- | --- | --- | --- | --- |
| 5340  | Ouverture / Fermeture — / — | Longueur —                                                                                             | Durée 10-15 min                                                                                        | Nb. d’arrêts 17                                                                                        | Matériel —                                                                                             | Jours de fonctionnement L, Ma, Me, J, V, S, D                                                          | Jour / Soir / Nuit / Fêtes O / N / N / O                                                               | Voy. / an —                                                                                            | Dépôt Boinville-le-Gaillard ; Rambouillet Ampère                                                       |
| 5340  | Desserte : - Villes et lieux desservis : Saint-Rémy-lès-Chevreuse et Chevreuse - Gare desservie : Saint-Rémy-lès-Chevreuse | | | | | | | | |
| 5340  | Autre : - Zone traversée : 5 - Arrêts non accessibles aux UFR : — - Amplitudes horaires : La ligne est en service du lundi au vendredi de 5 h 30 à 23 h, le samedi de 5 h 55 à 22 h 5 et les dimanches et fêtes à partir de 6 h 20. - Particularités : Les arrêts entre Écoles et Hauts de Chevreuse sont desservis à certaines heures. - Date de dernière mise à jour : 3 mars 2025. | | | | | | | | |
| 5340  | Dernière actualisation : — | | | | | | | | |
| 5341  | Gare des Mureaux ⥋ Noisy-le-Roi - Tuilerie Bignon | Gare des Mureaux ⥋ Noisy-le-Roi - Tuilerie Bignon                                                      | Gare des Mureaux ⥋ Noisy-le-Roi - Tuilerie Bignon                                                      | Gare des Mureaux ⥋ Noisy-le-Roi - Tuilerie Bignon                                                      | Gare des Mureaux ⥋ Noisy-le-Roi - Tuilerie Bignon                                                      | Gare des Mureaux ⥋ Noisy-le-Roi - Tuilerie Bignon                                                      | Gare des Mureaux ⥋ Noisy-le-Roi - Tuilerie Bignon                                                      | Gare des Mureaux ⥋ Noisy-le-Roi - Tuilerie Bignon                                                      | Gare des Mureaux ⥋ Noisy-le-Roi - Tuilerie Bignon                                                      |
| 5341  | Ouverture / Fermeture — / — | Longueur —                                                                                             | Durée 30 à 65 min                                                                                      | Nb. d’arrêts 57                                                                                        | Matériel —                                                                                             | Jours de fonctionnement L, Ma, Me, J, V                                                                | Jour / Soir / Nuit / Fêtes O / N / N / N                                                               | Voy. / an —                                                                                            | Dépôt Méré                                                                                             |
| 5341  | Desserte : - Villes et lieux desservis : Les Mureaux (commissariat, centre commercial des Bougimonts, centre commercial Espace), Bouafle (église Saint-Martin, mairie), Flins-sur-Seine (mairie, zone d'activité commerciale), Aubergenville (zone d'activité commerciale, mairie, église Saint-Ouen, centre commercial d'Acosta, lycée Vincent Van Gogh), Bazemont (mairie), Maule, Herbeville (mairie), Les Alluets-le-Roi (église Saint-Nicolas, mairie), Crespières (mairie, église Saint-Martin), Feucherolles (stade omnisports, collège Jean Monnet), Saint-Nom-la-Bretèche (église Saint-Nom), Noisy-le-Roi (gendarmerie, mairie) et Bailly (marché, mairie, château) - Gares desservies : Les Mureaux et Noisy-le-Roi | | | | | | | | |
| 5341  | Autre : - Zone traversée : 5 - Arrêts non accessibles aux UFR : — - Amplitudes horaires : La ligne est en service : - du lundi au vendredi en période scolaire de 6 h 45 à 8 h 45 puis le mercredi de 11 h 10 à 12 h 40 et enfin de 16 h 10 jusqu'à 18 h 40, réduit le mercredi de 17 h à 18 h 5, et - du lundi au vendredi en période de vacances scolaires à raison d'un aller de 6 h 45 à 7 h 50 puis d'un retour de 17 h à 18 h 5. - Particularités : - Les dessertes de la ligne se décomposent comme suit : - Les courses assurées en période scolaire circulent entre Les Alluets-le-Roi — Mairie et Aubergenville — Lycée Van Gogh, et desservent les villes d'Herbeville, de Maule et le centre-ville de Bazemont. - Une course aller-retour existe toute l'année, sans desservir les villes de Maule et d'Herbeville. La course aller, depuis la gare des Mureaux, est limitée à Noisy-le-Roi — Tuilerie Bignon, et est la seule à desservir l'arrêt Feucherolles — Briqueterie-Collège. - La ligne ne fonctionne pas durant le milieu des grandes vacances. - Date de dernière mise à jour : 3 mars 2025. | | | | | | | | |
| 5341  | Dernière actualisation : — | | | | | | | | |
| 5342  | Boissy-sans-Avoir — Mairie ⥋ Montfort-l'Amaury — Collège Maurice Ravel | Boissy-sans-Avoir — Mairie ⥋ Montfort-l'Amaury — Collège Maurice Ravel                                 | Boissy-sans-Avoir — Mairie ⥋ Montfort-l'Amaury — Collège Maurice Ravel                                 | Boissy-sans-Avoir — Mairie ⥋ Montfort-l'Amaury — Collège Maurice Ravel                                 | Boissy-sans-Avoir — Mairie ⥋ Montfort-l'Amaury — Collège Maurice Ravel                                 | Boissy-sans-Avoir — Mairie ⥋ Montfort-l'Amaury — Collège Maurice Ravel                                 | Boissy-sans-Avoir — Mairie ⥋ Montfort-l'Amaury — Collège Maurice Ravel                                 | Boissy-sans-Avoir — Mairie ⥋ Montfort-l'Amaury — Collège Maurice Ravel                                 | Boissy-sans-Avoir — Mairie ⥋ Montfort-l'Amaury — Collège Maurice Ravel                                 |
| 5342  | Ouverture / Fermeture 29 août 2016 / — | Longueur —                                                                                             | Durée 16-35 min                                                                                        | Nb. d’arrêts 22                                                                                        | Matériel —                                                                                             | Jours de fonctionnement L, Ma, Me, J, V                                                                | Jour / Soir / Nuit / Fêtes O / N / N / N                                                               | Voy. / an —                                                                                            | Dépôt Houdan                                                                                           |
| 5342  | Desserte : - Villes et lieux desservis : Boissy-sans-Avoir, Garancières, La Queue-les-Yvelines, Galluis, Méré et Montfort-l'Amaury - Gare desservie : Garancières - La Queue | | | | | | | | |
| 5342  | Autre : - Zone traversée : 5 - Arrêts non accessibles aux UFR : — - Amplitudes horaires : La ligne fonctionne : - du lundi au vendredi en période scolaire de 7 h 26 à 9 h 15 puis de 15 h 40 à 19 h 31 / de 11 h 38 à 19 h 31 (le mercredi uniquement) ; - du lundi au vendredi en période de vacances scolaires de 7 h 26 à 7 h 42 puis de 18 h 15 à 19 h 31. - Date de dernière mise à jour : 3 mars 2025. | | | | | | | | |
| 5342  | Dernière actualisation : — | | | | | | | | |
| 5343  | (Circulaire) Gare de La Verrière ⥋ via Le Mesnil-Saint-Denis — Quartier d'Henriville | (Circulaire) Gare de La Verrière ⥋ via Le Mesnil-Saint-Denis — Quartier d'Henriville                   | (Circulaire) Gare de La Verrière ⥋ via Le Mesnil-Saint-Denis — Quartier d'Henriville                   | (Circulaire) Gare de La Verrière ⥋ via Le Mesnil-Saint-Denis — Quartier d'Henriville                   | (Circulaire) Gare de La Verrière ⥋ via Le Mesnil-Saint-Denis — Quartier d'Henriville                   | (Circulaire) Gare de La Verrière ⥋ via Le Mesnil-Saint-Denis — Quartier d'Henriville                   | (Circulaire) Gare de La Verrière ⥋ via Le Mesnil-Saint-Denis — Quartier d'Henriville                   | (Circulaire) Gare de La Verrière ⥋ via Le Mesnil-Saint-Denis — Quartier d'Henriville                   | (Circulaire) Gare de La Verrière ⥋ via Le Mesnil-Saint-Denis — Quartier d'Henriville                   |
| 5343  | Ouverture / Fermeture 30 août 2021 / — | Longueur 7 km                                                                                          | Durée 15-20 min                                                                                        | Nb. d’arrêts 13                                                                                        | Matériel —                                                                                             | Jours de fonctionnement L, Ma, Me, J, V                                                                | Jour / Soir / Nuit / Fêtes O / N / N / N                                                               | Voy. / an —                                                                                            | Dépôt Rambouillet Grenonvilliers                                                                       |
| 5343  | Desserte : - Villes et lieux desservis : Le Mesnil-Saint-Denis (mairie, collège Philippe de Champaigne, piscine intercommunale) et La Verrière (parc sportif Philippe Cousteau, institut MGEN, institut de formation en soins infirmiers) - Gare desservie : La Verrière | | | | | | | | |
| 5343  | Autre : - Zone traversée : 5 - Arrêts non accessibles aux UFR : Groupe Scolaire Champmesnil, Place du Mesnil, Rue du Pommeret, Place Henri IV, Rond-Point de Chasse, Ferme des Roses et Hôpital MGEN vers Le Mesnil-Saint-Denis. - Amplitudes horaires : La ligne est en service du lundi au vendredi de 7 h 15 à 9 h puis de 18 h 30 à 21 h 15, à raison de quatre courses par tranche horaire. - Date de dernière mise à jour : 3 mars 2025. | | | | | | | | |
| 5343  | Dernière actualisation : — | | | | | | | | |
| 5347  | Saint-Rémy-lès-Chevreuse — Gare RER ⥋ La Verrière — Gare SNCF | Saint-Rémy-lès-Chevreuse — Gare RER ⥋ La Verrière — Gare SNCF                                          | Saint-Rémy-lès-Chevreuse — Gare RER ⥋ La Verrière — Gare SNCF                                          | Saint-Rémy-lès-Chevreuse — Gare RER ⥋ La Verrière — Gare SNCF                                          | Saint-Rémy-lès-Chevreuse — Gare RER ⥋ La Verrière — Gare SNCF                                          | Saint-Rémy-lès-Chevreuse — Gare RER ⥋ La Verrière — Gare SNCF                                          | Saint-Rémy-lès-Chevreuse — Gare RER ⥋ La Verrière — Gare SNCF                                          | Saint-Rémy-lès-Chevreuse — Gare RER ⥋ La Verrière — Gare SNCF                                          | Saint-Rémy-lès-Chevreuse — Gare RER ⥋ La Verrière — Gare SNCF                                          |
| 5347  | Ouverture / Fermeture — / — | Longueur —                                                                                             | Durée 15-35 min                                                                                        | Nb. d’arrêts 25                                                                                        | Matériel MD 9 LE                                                                                       | Jours de fonctionnement L, Ma, Me, J, V, S                                                             | Jour / Soir / Nuit / Fêtes O / N / N / N                                                               | Voy. / an —                                                                                            | Dépôt Chevreuse-Trottigny                                                                              |
| 5347  | Desserte : - Villes et lieux desservis : Saint-Rémy-lès-Chevreuse, Chevreuse, Saint-Forget, Le Mesnil-Saint-Denis et La Verrière - Gares desservies : Saint-Rémy-lès-Chevreuse et La Verrière | | | | | | | | |
| 5347  | Autre : - Zone traversée : 5 - Arrêts non accessibles aux UFR : — - Amplitudes horaires : La ligne est en service du lundi au vendredi de 5 h 55 à 21 h 20 et le samedi de 7 h 20 à 20 h 15. - Particularités : Il existe du lundi au vendredi en période scolaire des services entre Collège Coubertin et Collège Sainte-Thérèse. L'arrêt Collège Coubertin est desservi du lundi au vendredi en période scolaire aux heures d'entrée et de sortie de l'établissement. - Date de dernière mise à jour : 3 mars 2025. | | | | | | | | |
| 5347  | Dernière actualisation : — | | | | | | | | |
| 5348  | Bazainville — Le Pavé ⥋ Gare de Tacoignières - Richebourg | Bazainville — Le Pavé ⥋ Gare de Tacoignières - Richebourg                                              | Bazainville — Le Pavé ⥋ Gare de Tacoignières - Richebourg                                              | Bazainville — Le Pavé ⥋ Gare de Tacoignières - Richebourg                                              | Bazainville — Le Pavé ⥋ Gare de Tacoignières - Richebourg                                              | Bazainville — Le Pavé ⥋ Gare de Tacoignières - Richebourg                                              | Bazainville — Le Pavé ⥋ Gare de Tacoignières - Richebourg                                              | Bazainville — Le Pavé ⥋ Gare de Tacoignières - Richebourg                                              | Bazainville — Le Pavé ⥋ Gare de Tacoignières - Richebourg                                              |
| 5348  | Ouverture / Fermeture 29 août 2016 / — | Longueur —                                                                                             | Durée 22 min                                                                                           | Nb. d’arrêts 13                                                                                        | Matériel —                                                                                             | Jours de fonctionnement L, Ma, Me, J, V                                                                | Jour / Soir / Nuit / Fêtes O / N / N / N                                                               | Voy. / an —                                                                                            | Dépôt —                                                                                                |
| 5348  | Desserte : - Villes et lieux desservis : Bazainville, Richebourg et Tacoignières - Gare desservie : Tacoignières - Richebourg | | | | | | | | |
| 5348  | Autre : - Zone traversée : 5 - Arrêts non accessibles aux UFR : — - Amplitudes horaires : La ligne fonctionne du lundi au vendredi de 6 h 50 à 8 h 6 puis de 17 h 55 à 19 h 41. - Date de dernière mise à jour : 3 mars 2025. | | | | | | | | |
| 5348  | Dernière actualisation : — | | | | | | | | |
| 5349  | Gare des Essarts-le-Roi ⥋ La Queue-les-Yvelines — Lycée Jean-Monnet / Gare de Montfort-l'Amaury - Méré | Gare des Essarts-le-Roi ⥋ La Queue-les-Yvelines — Lycée Jean-Monnet / Gare de Montfort-l'Amaury - Méré | Gare des Essarts-le-Roi ⥋ La Queue-les-Yvelines — Lycée Jean-Monnet / Gare de Montfort-l'Amaury - Méré | Gare des Essarts-le-Roi ⥋ La Queue-les-Yvelines — Lycée Jean-Monnet / Gare de Montfort-l'Amaury - Méré | Gare des Essarts-le-Roi ⥋ La Queue-les-Yvelines — Lycée Jean-Monnet / Gare de Montfort-l'Amaury - Méré | Gare des Essarts-le-Roi ⥋ La Queue-les-Yvelines — Lycée Jean-Monnet / Gare de Montfort-l'Amaury - Méré | Gare des Essarts-le-Roi ⥋ La Queue-les-Yvelines — Lycée Jean-Monnet / Gare de Montfort-l'Amaury - Méré | Gare des Essarts-le-Roi ⥋ La Queue-les-Yvelines — Lycée Jean-Monnet / Gare de Montfort-l'Amaury - Méré | Gare des Essarts-le-Roi ⥋ La Queue-les-Yvelines — Lycée Jean-Monnet / Gare de Montfort-l'Amaury - Méré |
| 5349  | Ouverture / Fermeture 29 août 2016 / — | Longueur —                                                                                             | Durée 50 min                                                                                           | Nb. d’arrêts 23                                                                                        | Matériel Intouro II M                                                                                  | Jours de fonctionnement L, Ma, Me, J, V                                                                | Jour / Soir / Nuit / Fêtes O / N / N / N                                                               | Voy. / an —                                                                                            | Dépôt Houdan                                                                                           |
| 5349  | Desserte : - Villes et lieux desservis : Essarts-le-Roi, Auffargis, Les Bréviaires, Les Mesnuls, Montfort-l'Amaury, Méré (Yvelines) et La Queue-les-Yvelines - Gare desservie : Essarts-le-Roi et Montfort-l'Amaury - Méré | | | | | | | | |
| 5349  | Autre : - Zone traversée : 5 - Arrêts non accessibles aux UFR : — - Amplitudes horaires : La ligne fonctionne du lundi au vendredi en période scolaire de 6 h 20 à 9 h 03 puis de 15 h 40 à 19 h 28 / de 11 h 40 à 19 h 28 (le mercredi uniquement) et en vacances scolaires de 6 h 20 à 9 h 03 puis de 17 h 30 à 19 h 13. - Date de dernière mise à jour : 26 juin 2025. | | | | | | | | |
| 5349  | Dernière actualisation : — | | | | | | | | |

### Lignes 5350 à 5359
| Ligne | Caractéristiques | Caractéristiques                                                                                            | Caractéristiques                                                                                            | Caractéristiques                                                                                            | Caractéristiques                                                                                            | Caractéristiques                                                                                            | Caractéristiques                                                                                            | Caractéristiques                                                                                            | Caractéristiques                                                                                            |
| 5352  | Cernay-la-Ville — Les cottages ⥋ Gare de Rambouillet / Rambouillet — Gare routière Arbouville | Cernay-la-Ville — Les cottages ⥋ Gare de Rambouillet / Rambouillet — Gare routière Arbouville               | Cernay-la-Ville — Les cottages ⥋ Gare de Rambouillet / Rambouillet — Gare routière Arbouville               | Cernay-la-Ville — Les cottages ⥋ Gare de Rambouillet / Rambouillet — Gare routière Arbouville               | Cernay-la-Ville — Les cottages ⥋ Gare de Rambouillet / Rambouillet — Gare routière Arbouville               | Cernay-la-Ville — Les cottages ⥋ Gare de Rambouillet / Rambouillet — Gare routière Arbouville               | Cernay-la-Ville — Les cottages ⥋ Gare de Rambouillet / Rambouillet — Gare routière Arbouville               | Cernay-la-Ville — Les cottages ⥋ Gare de Rambouillet / Rambouillet — Gare routière Arbouville               | Cernay-la-Ville — Les cottages ⥋ Gare de Rambouillet / Rambouillet — Gare routière Arbouville               |
| ----- | --- | --- | --- | --- | --- | --- | --- | --- | --- |
| 5352  | Ouverture / Fermeture — / — | Longueur —                                                                                                  | Durée 20-40 min                                                                                             | Nb. d’arrêts 15                                                                                             | Matériel —                                                                                                  | Jours de fonctionnement L, Ma, Me, J, V                                                                     | Jour / Soir / Nuit / Fêtes O / N / N / N                                                                    | Voy. / an —                                                                                                 | Dépôt Saint-Arnoult-en-Yvelines                                                                             |
| 5352  | Desserte : - Villes et lieux desservis : Cernay-la-Ville, Auffargis, Vieille-Église-en-Yvelines et Rambouillet - Gare desservie : Rambouillet | | | | | | | | |
| 5352  | Autre : - Zone traversée : 5 - Arrêts non accessibles aux UFR : — - Amplitudes horaires : La ligne est en service du lundi au vendredi de 6 h 30 à 7 h 20 puis de 19 h 15 à 19 h 40. En période scolaire des services supplémentaires : le matin, la ligne circule jusqu'à 8 h 15 et le soir à partir de 16 h 45. - Particularités : Les arrêts Collège Racinay et Gare routière Arbouville sont desservis uniquement en période scolaire le matin en direction de Rambouillet et le soir vers Cernay-la-Ville. - Date de dernière mise à jour : 3 mars 2025.                                                                                             | | | | | | | | |
| 5352  | Dernière actualisation : — | | | | | | | | |
| 5355  | Villiers-Saint-Frédéric — Gare de Villiers - Neauphle - Pontchartrain ⥋ Gare d'Orgerus - Béhoust | Villiers-Saint-Frédéric — Gare de Villiers - Neauphle - Pontchartrain ⥋ Gare d'Orgerus - Béhoust            | Villiers-Saint-Frédéric — Gare de Villiers - Neauphle - Pontchartrain ⥋ Gare d'Orgerus - Béhoust            | Villiers-Saint-Frédéric — Gare de Villiers - Neauphle - Pontchartrain ⥋ Gare d'Orgerus - Béhoust            | Villiers-Saint-Frédéric — Gare de Villiers - Neauphle - Pontchartrain ⥋ Gare d'Orgerus - Béhoust            | Villiers-Saint-Frédéric — Gare de Villiers - Neauphle - Pontchartrain ⥋ Gare d'Orgerus - Béhoust            | Villiers-Saint-Frédéric — Gare de Villiers - Neauphle - Pontchartrain ⥋ Gare d'Orgerus - Béhoust            | Villiers-Saint-Frédéric — Gare de Villiers - Neauphle - Pontchartrain ⥋ Gare d'Orgerus - Béhoust            | Villiers-Saint-Frédéric — Gare de Villiers - Neauphle - Pontchartrain ⥋ Gare d'Orgerus - Béhoust            |
| 5355  | Ouverture / Fermeture 29 août 2016 / — | Longueur —                                                                                                  | Durée 43 min                                                                                                | Nb. d’arrêts 19                                                                                             | Matériel —                                                                                                  | Jours de fonctionnement L, Ma, Me, J, V                                                                     | Jour / Soir / Nuit / Fêtes O / N / N / N                                                                    | Voy. / an —                                                                                                 | Dépôt — |
| 5355  | Desserte : - Villes et lieux desservis : Villiers-Saint-Frédéric, Beynes, Marcq, Thoiry, Villiers-le-Mahieu, Flexanville et Orgerus - Gare desservie : Orgerus - Béhoust, Villiers - Neauphle - Pontchartrain et Beynes | | | | | | | | |
| 5355  | Autre : - Zone traversée : 5 - Arrêts non accessibles aux UFR : — - Amplitudes horaires : La ligne fonctionne du lundi au vendredi de 5 h 30 à 8 h 45 puis de 17 h 35 à 19 h 50. Aucun service n'est assuré en août. - Date de dernière mise à jour : 3 mars 2025. | | | | | | | | |
| 5355  | Dernière actualisation : — | | | | | | | | |
| 5359  | Limours — Monument ⥋ Fontenay-lès-Briis — ZA du Bel-Air / Arpajon — Gare SNCF (à certaines heures le matin) | Limours — Monument ⥋ Fontenay-lès-Briis — ZA du Bel-Air / Arpajon — Gare SNCF (à certaines heures le matin) | Limours — Monument ⥋ Fontenay-lès-Briis — ZA du Bel-Air / Arpajon — Gare SNCF (à certaines heures le matin) | Limours — Monument ⥋ Fontenay-lès-Briis — ZA du Bel-Air / Arpajon — Gare SNCF (à certaines heures le matin) | Limours — Monument ⥋ Fontenay-lès-Briis — ZA du Bel-Air / Arpajon — Gare SNCF (à certaines heures le matin) | Limours — Monument ⥋ Fontenay-lès-Briis — ZA du Bel-Air / Arpajon — Gare SNCF (à certaines heures le matin) | Limours — Monument ⥋ Fontenay-lès-Briis — ZA du Bel-Air / Arpajon — Gare SNCF (à certaines heures le matin) | Limours — Monument ⥋ Fontenay-lès-Briis — ZA du Bel-Air / Arpajon — Gare SNCF (à certaines heures le matin) | Limours — Monument ⥋ Fontenay-lès-Briis — ZA du Bel-Air / Arpajon — Gare SNCF (à certaines heures le matin) |
| 5359  | Ouverture / Fermeture — / — | Longueur —                                                                                                  | Durée 20-45 min                                                                                             | Nb. d’arrêts 24                                                                                             | Matériel MD 9 LE Probus 215                                                                                 | Jours de fonctionnement L, Ma, Me, J, V, S, D                                                               | Jour / Soir / Nuit / Fêtes O / N / N / O                                                                    | Voy. / an —                                                                                                 | Dépôt Boinville-le-Gaillard                                                                                 |
| 5359  | Desserte : - Villes et lieux desservis : Limours, Forges-les-Bains, Briis-sous-Forges, Fontenay-lès-Briis, Bruyères-le-Châtel, Ollainville et Arpajon - Gare desservie : Arpajon | | | | | | | | |
| 5359  | Autre : - Zone traversée : 5 - Arrêts non accessibles aux UFR : Monument, La Mare aux Puits, Vieille Terrière, Rue des Vignes, ZA du Bel-Air, Porte d'Étampes et Lycée Cassin - Amplitudes horaires : La ligne est en service du lundi au vendredi de 6 h 30 à 20 h 25 et le week-end de 11 h 50 à 12 h 10 puis de 18 h 25 à 18 h 45. - Particularités : L'arrêt Lycée Cassin est desservi du lundi au vendredi à certaines heures en période scolaire. Le week-end, la ligne circule entre Limours — Monument et Bligny - CMC le matin en direction de Fontenay-lès-Briis et le soir dans le sens inverse. - Date de dernière mise à jour : 3 mars 2025. | | | | | | | | |
| 5359  | Dernière actualisation : — | | | | | | | | |

### Lignes 5360 à 5369
| Ligne | Caractéristiques | Caractéristiques                                                                             | Caractéristiques                                                                             | Caractéristiques                                                                             | Caractéristiques                                                                             | Caractéristiques                                                                             | Caractéristiques                                                                             | Caractéristiques                                                                             | Caractéristiques                                                                             |
| 5363  | Limours — Lycée Jules Verne / Les Molières — Janvrerie ⥋ Saint-Rémy-lès-Chevreuse — Gare RER | Limours — Lycée Jules Verne / Les Molières — Janvrerie ⥋ Saint-Rémy-lès-Chevreuse — Gare RER | Limours — Lycée Jules Verne / Les Molières — Janvrerie ⥋ Saint-Rémy-lès-Chevreuse — Gare RER | Limours — Lycée Jules Verne / Les Molières — Janvrerie ⥋ Saint-Rémy-lès-Chevreuse — Gare RER | Limours — Lycée Jules Verne / Les Molières — Janvrerie ⥋ Saint-Rémy-lès-Chevreuse — Gare RER | Limours — Lycée Jules Verne / Les Molières — Janvrerie ⥋ Saint-Rémy-lès-Chevreuse — Gare RER | Limours — Lycée Jules Verne / Les Molières — Janvrerie ⥋ Saint-Rémy-lès-Chevreuse — Gare RER | Limours — Lycée Jules Verne / Les Molières — Janvrerie ⥋ Saint-Rémy-lès-Chevreuse — Gare RER | Limours — Lycée Jules Verne / Les Molières — Janvrerie ⥋ Saint-Rémy-lès-Chevreuse — Gare RER |
| ----- | --- | -------------------------------------------------------------------------------------------- | -------------------------------------------------------------------------------------------- | -------------------------------------------------------------------------------------------- | -------------------------------------------------------------------------------------------- | -------------------------------------------------------------------------------------------- | -------------------------------------------------------------------------------------------- | -------------------------------------------------------------------------------------------- | -------------------------------------------------------------------------------------------- |
| 5363  | Ouverture / Fermeture — / — | Longueur —                                                                                   | Durée 5-25 min                                                                               | Nb. d’arrêts 15                                                                              | Matériel —                                                                                   | Jours de fonctionnement L, Ma, Me, J, V, S                                                   | Jour / Soir / Nuit / Fêtes O / N / N / N                                                     | Voy. / an —                                                                                  | Dépôt —                                                                                      |
| 5363  | Desserte : - Villes et lieux desservis : Limours, Les Molières, Boullay-les-Troux et Saint-Rémy-lès-Chevreuse - Gare desservie : Saint-Rémy-lès-Chevreuse |                                                                                              |                                                                                              |                                                                                              |                                                                                              |                                                                                              |                                                                                              |                                                                                              |                                                                                              |
| 5363  | Autre : - Zone traversée : 5 - Arrêts non accessibles aux UFR : — - Amplitudes horaires : La ligne est en service du lundi au vendredi de 6 h 30 à 20 h 5 et le samedi en période scolaire de 7 h 20 à 12 h 50. - Particularités : Les arrêts Gare, Mairie, Montabé et Janvrerie sont desservis à certaines heures. - Date de dernière mise à jour : 3 mars 2025.                                          |                                                                                              |                                                                                              |                                                                                              |                                                                                              |                                                                                              |                                                                                              |                                                                                              |                                                                                              |
| 5363  | Dernière actualisation : — |                                                                                              |                                                                                              |                                                                                              |                                                                                              |                                                                                              |                                                                                              |                                                                                              |                                                                                              |
| 5367  | Houdan — ZAC La Prévôté ⥋ Saint-Quentin-en-Yvelines — Gare routière Paul Delouvrier | Houdan — ZAC La Prévôté ⥋ Saint-Quentin-en-Yvelines — Gare routière Paul Delouvrier          | Houdan — ZAC La Prévôté ⥋ Saint-Quentin-en-Yvelines — Gare routière Paul Delouvrier          | Houdan — ZAC La Prévôté ⥋ Saint-Quentin-en-Yvelines — Gare routière Paul Delouvrier          | Houdan — ZAC La Prévôté ⥋ Saint-Quentin-en-Yvelines — Gare routière Paul Delouvrier          | Houdan — ZAC La Prévôté ⥋ Saint-Quentin-en-Yvelines — Gare routière Paul Delouvrier          | Houdan — ZAC La Prévôté ⥋ Saint-Quentin-en-Yvelines — Gare routière Paul Delouvrier          | Houdan — ZAC La Prévôté ⥋ Saint-Quentin-en-Yvelines — Gare routière Paul Delouvrier          | Houdan — ZAC La Prévôté ⥋ Saint-Quentin-en-Yvelines — Gare routière Paul Delouvrier          |
| 5367  | Ouverture / Fermeture — / — | Longueur —                                                                                   | Durée 23-95 min                                                                              | Nb. d’arrêts 47                                                                              | Matériel —                                                                                   | Jours de fonctionnement L, Ma, Me, J, V, S                                                   | Jour / Soir / Nuit / Fêtes O / N / N / N                                                     | Voy. / an —                                                                                  | Dépôt Houdan                                                                                 |
| 5367  | Desserte : - Villes et lieux desservis : Houdan, Maulette, Richebourg, Tacoignières, Orgerus, Béhoust, Garancières, La Queue-les-Yvelines, Galluis, Méré, Vicq, Neauphle-le-Vieux, Villiers-Saint-Frédéric, Jouars-Pontchartrain, Élancourt et Montigny-le-Bretonneux - Gares desservies : Houdan, Garancières - La Queue, Montfort-l'Amaury - Méré, et Saint-Quentin-en-Yvelines - Montigny-le-Bretonneux |                                                                                              |                                                                                              |                                                                                              |                                                                                              |                                                                                              |                                                                                              |                                                                                              |                                                                                              |
| 5367  | Autre : - Zone traversée : 5 - Arrêts non accessibles aux UFR : — - Amplitudes horaires : La ligne fonctionne du lundi au vendredi de 5 h 22 à 21 h 29 et le samedi de 6 h 22 à 21 h 29. - Particularités : Il existe des services entre Ferme Benoist et ZAC La Prévôté le matin en direction de Houdan et le soir dans le sens inverse. - Date de dernière mise à jour : 3 mars 2025.                    |                                                                                              |                                                                                              |                                                                                              |                                                                                              |                                                                                              |                                                                                              |                                                                                              |                                                                                              |
| 5367  | Dernière actualisation : — |                                                                                              |                                                                                              |                                                                                              |                                                                                              |                                                                                              |                                                                                              |                                                                                              |                                                                                              |

### Lignes 5370 à 5379
| Ligne | Caractéristiques | Caractéristiques                                    | Caractéristiques                                    | Caractéristiques                                    | Caractéristiques                                    | Caractéristiques                                    | Caractéristiques                                    | Caractéristiques                                    | Caractéristiques                                    |
| 5371  | Gare de Maule ⥋ Gare de Versailles-Rive-Droite | Gare de Maule ⥋ Gare de Versailles-Rive-Droite      | Gare de Maule ⥋ Gare de Versailles-Rive-Droite      | Gare de Maule ⥋ Gare de Versailles-Rive-Droite      | Gare de Maule ⥋ Gare de Versailles-Rive-Droite      | Gare de Maule ⥋ Gare de Versailles-Rive-Droite      | Gare de Maule ⥋ Gare de Versailles-Rive-Droite      | Gare de Maule ⥋ Gare de Versailles-Rive-Droite      | Gare de Maule ⥋ Gare de Versailles-Rive-Droite      |
| ----- | --- | --------------------------------------------------- | --------------------------------------------------- | --------------------------------------------------- | --------------------------------------------------- | --------------------------------------------------- | --------------------------------------------------- | --------------------------------------------------- | --------------------------------------------------- |
| 5371  | Ouverture / Fermeture — / — | Longueur —                                          | Durée 30 à 75 min                                   | Nb. d’arrêts 43                                     | Matériel Intouro                                    | Jours de fonctionnement L, Ma, Me, J, V, S          | Jour / Soir / Nuit / Fêtes O / N / N / N            | Voy. / an —                                         | Dépôt Maule & Noisy-le-Roi                          |
| 5371  | Desserte : - Villes et lieux desservis : Maule, Mareil-sur-Mauldre, Crespières, Davron, Feucherolles, Chavenay, Saint-Nom-la-Bretèche, Noisy-le-Roi (centre commercial, mairie), Bailly (mairie), Le Chesnay-Rocquencourt (centre commercial Parly 2, hôpital André-Mignot, INRIA) et Versailles - Gares desservies : Maule, Mareil-sur-Mauldre, Noisy-le-Roi et Versailles-Rive-Droite |                                                     |                                                     |                                                     |                                                     |                                                     |                                                     |                                                     |                                                     |
| 5371  | Autre : - Zones traversées : 4 et 5 - Arrêts non accessibles aux UFR : — - Amplitudes horaires : La ligne est en service : - en période scolaire du lundi au vendredi de 6 h 25 à 9 h 30 puis de 11 h 45 à 13 h 50 le mercredi, et enfin de 15 h 30 à 19 h 20 ; le samedi de 7 h 10 à 8 h 10 puis de 11 h 40 à 13 h 45, - et durant les vacances scolaires excepté la période de Noël et une partie des vacances estivales , uniquement du lundi au vendredi de 6 h 25 à 9 h 30 puis de 17 h 35 à 20 h 50. - Particularités : - En période scolaire, vers Maule, une course est limitée à Carrefour 307, et trois commencent à Hôpital A. Mignot. Vers Versailles, deux courses sont limitées à Laboulaye, dont une commençant à Rond-Point des Chênes, et une autre n'assure que le tronçon Carrefour 307 ↔ Hôpital A. Mignot. - Cette ligne est un lointain successeur de celle du Tramway de Versailles à Maule mise en service en 1883. - Date de dernière mise à jour : 3 mars 2025. |                                                     |                                                     |                                                     |                                                     |                                                     |                                                     |                                                     |                                                     |
| 5371  | Dernière actualisation : — |                                                     |                                                     |                                                     |                                                     |                                                     |                                                     |                                                     |                                                     |
| 5379  | Gare de Rambouillet - Prairie ⥋ Les Mesnuls — Place | Gare de Rambouillet - Prairie ⥋ Les Mesnuls — Place | Gare de Rambouillet - Prairie ⥋ Les Mesnuls — Place | Gare de Rambouillet - Prairie ⥋ Les Mesnuls — Place | Gare de Rambouillet - Prairie ⥋ Les Mesnuls — Place | Gare de Rambouillet - Prairie ⥋ Les Mesnuls — Place | Gare de Rambouillet - Prairie ⥋ Les Mesnuls — Place | Gare de Rambouillet - Prairie ⥋ Les Mesnuls — Place | Gare de Rambouillet - Prairie ⥋ Les Mesnuls — Place |
| 5379  | Ouverture / Fermeture 1er septembre 2016 / — | Longueur —                                          | Durée 25-50 min                                     | Nb. d’arrêts 21                                     | Matériel —                                          | Jours de fonctionnement L, Ma, Me, J, V             | Jour / Soir / Nuit / Fêtes O / N / N / N            | Voy. / an —                                         | Dépôt Rambouillet Ampère                            |
| 5379  | Desserte : - Villes et lieux desservis : Rambouillet, Le Perray-en-Yvelines, Les Bréviaires, Les Mesnuls, Mareil-le-Guyon, Villiers-Saint-Frédéric, Les Essarts-le-Roi et Le Tremblay-sur-Mauldre - Gares desservies : Rambouillet et Les Essarts-le-Roi |                                                     |                                                     |                                                     |                                                     |                                                     |                                                     |                                                     |                                                     |
| 5379  | Autre : - Zone traversée : 5 - Arrêts non accessibles aux UFR : — - Amplitudes horaires : La ligne fonctionne : - le lundi en période scolaire de 7 h à 9 h 40 puis de 15 h 50 à 18 h 50 ; - le mardi et jeudi en période scolaire de 7 h à 9 h 15 puis de 15 h 50 à 18 h 50 ; - le mercredi en période scolaire de 7 h à 9 h 15 puis de 15 h 50 à 18 h 50 ; - le vendredi en période scolaire de 7 h à 9 h 15 puis de 13 h à 18 h 50 ; - le lundi en période de vacances scolaires de 7 h 10 à 9 h 40 puis de 17 h 15 à 17 h 50 ; - le mardi, mercredi et jeudi en période de vacances scolaires de 7 h 10 à 7 h 45 puis de 17 h 15 à 17 h 50 ; - le vendredi en période de vacances scolaires de 7 h 10 à 7 h 45 puis de 13 h à 17 h 50. - Date de dernière mise à jour : 3 mars 2025. |                                                     |                                                     |                                                     |                                                     |                                                     |                                                     |                                                     |                                                     |
| 5379  | Dernière actualisation : — |                                                     |                                                     |                                                     |                                                     |                                                     |                                                     |                                                     |                                                     |

### Lignes 5380 à 5389
| Ligne | Caractéristiques | Caractéristiques                                               | Caractéristiques                                               | Caractéristiques                                               | Caractéristiques                                               | Caractéristiques                                               | Caractéristiques                                               | Caractéristiques                                               | Caractéristiques                                               |
| 5383  | Angervilliers — Centre ⥋ Briis-sous-Forges — Gare autoroutière | Angervilliers — Centre ⥋ Briis-sous-Forges — Gare autoroutière | Angervilliers — Centre ⥋ Briis-sous-Forges — Gare autoroutière | Angervilliers — Centre ⥋ Briis-sous-Forges — Gare autoroutière | Angervilliers — Centre ⥋ Briis-sous-Forges — Gare autoroutière | Angervilliers — Centre ⥋ Briis-sous-Forges — Gare autoroutière | Angervilliers — Centre ⥋ Briis-sous-Forges — Gare autoroutière | Angervilliers — Centre ⥋ Briis-sous-Forges — Gare autoroutière | Angervilliers — Centre ⥋ Briis-sous-Forges — Gare autoroutière |
| ----- | --- | -------------------------------------------------------------- | -------------------------------------------------------------- | -------------------------------------------------------------- | -------------------------------------------------------------- | -------------------------------------------------------------- | -------------------------------------------------------------- | -------------------------------------------------------------- | -------------------------------------------------------------- |
| 5383  | Ouverture / Fermeture 2 mars 2015, / — | Longueur —                                                     | Durée 10 min                                                   | Nb. d’arrêts 8                                                 | Matériel MD 9 LE Probus 215                                    | Jours de fonctionnement L, Ma, Me, J, V                        | Jour / Soir / Nuit / Fêtes O / N / N / N                       | Voy. / an —                                                    | Dépôt —                                                        |
| 5383  | Desserte : - Villes et lieux desservis : Angervilliers, Forges-les-Bains, Vaugrigneuse et Briis-sous-Forges |                                                                |                                                                |                                                                |                                                                |                                                                |                                                                |                                                                |                                                                |
| 5383  | Autre : - Zone traversée : 5 - Arrêts non accessibles aux UFR : — - Amplitudes horaires : La ligne est en service du lundi au vendredi de 6 h 30 à 7 h 40 puis de 18 h 5 à 19 h 45. - Particularités : La ligne fonctionne le matin en direction de Briis-sous-Forges et le soir dans le sens inverse. - Date de dernière mise à jour : 3 mars 2025. |                                                                |                                                                |                                                                |                                                                |                                                                |                                                                |                                                                |                                                                |
| 5383  | Dernière actualisation : — |                                                                |                                                                |                                                                |                                                                |                                                                |                                                                |                                                                |                                                                |
| 5389  | Hanches — Mairie ⥋ Guyancourt — 60 Arpents | Hanches — Mairie ⥋ Guyancourt — 60 Arpents                     | Hanches — Mairie ⥋ Guyancourt — 60 Arpents                     | Hanches — Mairie ⥋ Guyancourt — 60 Arpents                     | Hanches — Mairie ⥋ Guyancourt — 60 Arpents                     | Hanches — Mairie ⥋ Guyancourt — 60 Arpents                     | Hanches — Mairie ⥋ Guyancourt — 60 Arpents                     | Hanches — Mairie ⥋ Guyancourt — 60 Arpents                     | Hanches — Mairie ⥋ Guyancourt — 60 Arpents                     |
| 5389  | Ouverture / Fermeture — / — | Longueur —                                                     | Durée 65-80 min                                                | Nb. d’arrêts 26                                                | Matériel —                                                     | Jours de fonctionnement L, Ma, Me, J, V                        | Jour / Soir / Nuit / Fêtes O / N / N / N                       | Voy. / an —                                                    | Dépôt Boinville-le-Gaillard                                    |
| 5389  | Desserte : - Villes et lieux desservis : Hanches, Épernon, Saint-Hilarion, Gazeran, Rambouillet, Le Perray-en-Yvelines, Coignières, Le Mesnil-Saint-Denis, Élancourt, Trappes et Guyancourt - Gare desservie : Rambouillet |                                                                |                                                                |                                                                |                                                                |                                                                |                                                                |                                                                |                                                                |
| 5389  | Autre : - Zones traversées : 5 et hors zone tarifaire - Arrêts non accessibles aux UFR : — - Amplitudes horaires : La ligne fonctionne du lundi au vendredi de 5 h 45 à 6 h 55 puis de 16 h 10 à 17 h 30. - Date de dernière mise à jour : 3 mars 2025.                                                                                              |                                                                |                                                                |                                                                |                                                                |                                                                |                                                                |                                                                |                                                                |
| 5389  | Dernière actualisation : — |                                                                |                                                                |                                                                |                                                                |                                                                |                                                                |                                                                |                                                                |

### Lignes Express
| Ligne | Caractéristiques | Caractéristiques | Caractéristiques | Caractéristiques | Caractéristiques | Caractéristiques | Caractéristiques | Caractéristiques | Caractéristiques |
| 7806  | Gare de Mantes-Station - Gare routière ⥋ Gare de Rambouillet - Prud'homme | Gare de Mantes-Station - Gare routière ⥋ Gare de Rambouillet - Prud'homme                                                   | Gare de Mantes-Station - Gare routière ⥋ Gare de Rambouillet - Prud'homme                                                   | Gare de Mantes-Station - Gare routière ⥋ Gare de Rambouillet - Prud'homme                                                   | Gare de Mantes-Station - Gare routière ⥋ Gare de Rambouillet - Prud'homme                                                   | Gare de Mantes-Station - Gare routière ⥋ Gare de Rambouillet - Prud'homme                                                   | Gare de Mantes-Station - Gare routière ⥋ Gare de Rambouillet - Prud'homme                                                   | Gare de Mantes-Station - Gare routière ⥋ Gare de Rambouillet - Prud'homme                                                   | Gare de Mantes-Station - Gare routière ⥋ Gare de Rambouillet - Prud'homme                                                   |
| ----- | --- | --- | --- | --- | --- | --- | --- | --- | --- |
| 7806  | Ouverture / Fermeture — / — | Longueur — | Durée 52-120 min | Nb. d’arrêts 44 | Matériel — | Jours de fonctionnement L, Ma, Me, J, V                                                                                     | Jour / Soir / Nuit / Fêtes O / N / N / N                                                                                    | Voy. / an — | Dépôt Rambouillet Ampère |
| 7806  | Desserte : - Villes et lieux desservis : Mantes-la-Ville, Auffreville-Brasseuil, Vert, Villette, Rosay, Septeuil, Orvilliers, Tacoignières, Richebourg, Houdan, Maulette, Gambais, Bourdonné, Condé-sur-Vesgre, Adainville, La Boissière-École, Hermeray, Raizeux, Gazeran et Rambouillet - Gares desservies : Mantes-Station, Houdan et Rambouillet | | | | | | | | |
| 7806  | Autre : - Zone traversée : 5 - Arrêts non accessibles aux UFR : — - Amplitudes horaires : La ligne fonctionne : - le lundi, mardi, jeudi et vendredi en période scolaire de 5 h 51 à 11 h 53 puis de 15 h 50 à 20 h 50 ; - le mercredi en période scolaire de 12 h 13 à 14 h 50 ; - du lundi au vendredi en période de vacances scolaires de 5 h 51 à 11 h 53 puis de 15 h 50 à 20 h 50. - Date de dernière mise à jour : 3 mars 2025. | | | | | | | | |
| 7806  | Dernière actualisation : — | | | | | | | | |
| 7810  | Gare de Rambouillet - Prairie ⥋ Gare de Dourdan | Gare de Rambouillet - Prairie ⥋ Gare de Dourdan                                                                             | Gare de Rambouillet - Prairie ⥋ Gare de Dourdan                                                                             | Gare de Rambouillet - Prairie ⥋ Gare de Dourdan                                                                             | Gare de Rambouillet - Prairie ⥋ Gare de Dourdan                                                                             | Gare de Rambouillet - Prairie ⥋ Gare de Dourdan                                                                             | Gare de Rambouillet - Prairie ⥋ Gare de Dourdan                                                                             | Gare de Rambouillet - Prairie ⥋ Gare de Dourdan                                                                             | Gare de Rambouillet - Prairie ⥋ Gare de Dourdan                                                                             |
| 7810  | Ouverture / Fermeture — / — | Longueur — | Durée 35-55 min | Nb. d’arrêts 24 | Matériel — | Jours de fonctionnement L, Ma, Me, J, V, S                                                                                  | Jour / Soir / Nuit / Fêtes O / N / N / N                                                                                    | Voy. / an — | Boinville-le-Gaillard ; Rambouillet Ampère —                                                                                |
| 7810  | Desserte : - Villes et lieux desservis : Rambouillet, Sonchamp, Saint-Arnoult-en-Yvelines, Rochefort-en-Yvelines, Longvilliers et Dourdan - Gares desservies : Rambouillet et Dourdan | | | | | | | | |
| 7810  | Autre : - Zone traversée : 5 - Arrêts non accessibles aux UFR : — - Amplitudes horaires : La ligne fonctionne du lundi au vendredi de 5 h 55 à 21 h 30 et le samedi de 7 h 50 à 21 h 20. - Particularités : Les arrêts Collège Racinay, Arbouville, Collège Brassens, École et Village sont desservis du lundi au vendredi en période scolaire aux heures d'entrée et de sortie des établissements. - Date de dernière mise à jour : 3 mars 2025. | | | | | | | | |
| 7810  | Dernière actualisation : — | | | | | | | | |
| 7811  | Gare de Rambouillet - Prairie ⥋ Ablis — Libération / Aunay-sous-Auneau — Mairie (du lundi au vendredi aux heures de pointe) | Gare de Rambouillet - Prairie ⥋ Ablis — Libération / Aunay-sous-Auneau — Mairie (du lundi au vendredi aux heures de pointe) | Gare de Rambouillet - Prairie ⥋ Ablis — Libération / Aunay-sous-Auneau — Mairie (du lundi au vendredi aux heures de pointe) | Gare de Rambouillet - Prairie ⥋ Ablis — Libération / Aunay-sous-Auneau — Mairie (du lundi au vendredi aux heures de pointe) | Gare de Rambouillet - Prairie ⥋ Ablis — Libération / Aunay-sous-Auneau — Mairie (du lundi au vendredi aux heures de pointe) | Gare de Rambouillet - Prairie ⥋ Ablis — Libération / Aunay-sous-Auneau — Mairie (du lundi au vendredi aux heures de pointe) | Gare de Rambouillet - Prairie ⥋ Ablis — Libération / Aunay-sous-Auneau — Mairie (du lundi au vendredi aux heures de pointe) | Gare de Rambouillet - Prairie ⥋ Ablis — Libération / Aunay-sous-Auneau — Mairie (du lundi au vendredi aux heures de pointe) | Gare de Rambouillet - Prairie ⥋ Ablis — Libération / Aunay-sous-Auneau — Mairie (du lundi au vendredi aux heures de pointe) |
| 7811  | Ouverture / Fermeture — / — | Longueur — | Durée 20-55 min | Nb. d’arrêts 19 | Matériel — | Jours de fonctionnement L, Ma, Me, J, V, S                                                                                  | Jour / Soir / Nuit / Fêtes O / N / N / N                                                                                    | Voy. / an — | Dépôt Boinville-le-Gaillard ; Rambouillet Ampère                                                                            |
| 7811  | Desserte : - Villes et lieux desservis : Rambouillet, Ablis, Orsonville, Auneau-Bleury-Saint-Symphorien, Aunay-sous-Auneau et Paray-Douaville - Gares desservies : Rambouillet et Auneau | | | | | | | | |
| 7811  | Autre : - Zones traversées : 5 et hors zone tarifaire - Arrêts non accessibles aux UFR : — - Amplitudes horaires : La ligne fonctionne du lundi au vendredi de 5 h 25 à 21 h et le samedi de 8 h 20 à 21 h 10. - Particularités : Les arrêts Collège Racinay, Arbouville, Brasserie, Église, Lenainville et Paray-Douaville sont desservis du lundi au vendredi en période scolaire aux heures d'entrée et de sortie des établissements. - Exploitation : La ligne est exploitée en pool avec les Transports d'Eure-et-Loir. - Date de dernière mise à jour : 3 mars 2025. | | | | | | | | |
| 7811  | Dernière actualisation : — | | | | | | | | |
| 7812  | Gare de Rambouillet - Prairie ⥋ Gare de Saint-Quentin-en-Yvelines | Gare de Rambouillet - Prairie ⥋ Gare de Saint-Quentin-en-Yvelines                                                           | Gare de Rambouillet - Prairie ⥋ Gare de Saint-Quentin-en-Yvelines                                                           | Gare de Rambouillet - Prairie ⥋ Gare de Saint-Quentin-en-Yvelines                                                           | Gare de Rambouillet - Prairie ⥋ Gare de Saint-Quentin-en-Yvelines                                                           | Gare de Rambouillet - Prairie ⥋ Gare de Saint-Quentin-en-Yvelines                                                           | Gare de Rambouillet - Prairie ⥋ Gare de Saint-Quentin-en-Yvelines                                                           | Gare de Rambouillet - Prairie ⥋ Gare de Saint-Quentin-en-Yvelines                                                           | Gare de Rambouillet - Prairie ⥋ Gare de Saint-Quentin-en-Yvelines                                                           |
| 7812  | Ouverture / Fermeture 29 août 2016 / — | Longueur — | Durée 55 min | Nb. d’arrêts 23 | Matériel — | Jours de fonctionnement L, Ma, Me, J, V, S                                                                                  | Jour / Soir / Nuit / Fêtes O / N / N / N                                                                                    | Voy. / an — | Dépôt Rambouillet Grenonvilliers                                                                                            |
| 7812  | Desserte : - Villes et lieux desservis : Rambouillet, Le Perray-en-Yvelines, Auffargis, Les Essarts-le-Roi, Coignières, La Verrière, Élancourt, Trappes et Montigny-le-Bretonneux - Gares desservies : Rambouillet, Coignières, La Verrière et Saint-Quentin-en-Yvelines - Montigny-le-Bretonneux | | | | | | | | |
| 7812  | Autre : - Zone traversée : 5 - Arrêts non accessibles aux UFR : — - Amplitudes horaires : La ligne fonctionne du lundi au vendredi de 6 h à 20 h 55 et le samedi de 8 h à 19 h 55. - Date de dernière mise à jour : 3 mars 2025. | | | | | | | | |
| 7812  | Dernière actualisation : — | | | | | | | | |
| 7817  | Houdan — ZAC La Prévôté ⥋ Saint-Quentin-en-Yvelines — Gare routière Paul Delouvrier | Houdan — ZAC La Prévôté ⥋ Saint-Quentin-en-Yvelines — Gare routière Paul Delouvrier                                         | Houdan — ZAC La Prévôté ⥋ Saint-Quentin-en-Yvelines — Gare routière Paul Delouvrier                                         | Houdan — ZAC La Prévôté ⥋ Saint-Quentin-en-Yvelines — Gare routière Paul Delouvrier                                         | Houdan — ZAC La Prévôté ⥋ Saint-Quentin-en-Yvelines — Gare routière Paul Delouvrier                                         | Houdan — ZAC La Prévôté ⥋ Saint-Quentin-en-Yvelines — Gare routière Paul Delouvrier                                         | Houdan — ZAC La Prévôté ⥋ Saint-Quentin-en-Yvelines — Gare routière Paul Delouvrier                                         | Houdan — ZAC La Prévôté ⥋ Saint-Quentin-en-Yvelines — Gare routière Paul Delouvrier                                         | Houdan — ZAC La Prévôté ⥋ Saint-Quentin-en-Yvelines — Gare routière Paul Delouvrier                                         |
| 7817  | Ouverture / Fermeture — / — | Longueur — | Durée 50 min | Nb. d’arrêts 18 | Matériel — | Jours de fonctionnement L, Ma, Me, J, V                                                                                     | Jour / Soir / Nuit / Fêtes O / N / N / N                                                                                    | Voy. / an — | Dépôt Houdan |
| 7817  | Desserte : - Villes et lieux desservis : Houdan, Maulette, Bazainville, La Queue-les-Yvelines, Galluis, Méré, Plaisir, Élancourt et Montigny-le-Bretonneux - Gares desservies : Houdan, Montfort-l'Amaury - Méré, et Saint-Quentin-en-Yvelines - Montigny-le-Bretonneux | | | | | | | | |
| 7817  | Autre : - Zone traversée : 5 - Arrêts non accessibles aux UFR : — - Amplitudes horaires : La ligne fonctionne du lundi au vendredi de 5 h 50 à 20 h 20. - Particularités : - Date de dernière mise à jour : 3 mars 2025. | | | | | | | | |
| 7817  | Dernière actualisation : — | | | | | | | | |

### Transport à la demande
Le réseau de bus est complété par cinq services de transport à la demande : le « TàD Gally-Mauldre », le « TàD Houdan-Montfort », le « TàD Pays de Limours », le « TàD Rambouillet » et le « TàD Vallée de Chevreuse ».

## Gestion et exploitation
Les réseaux de transports en commun franciliens sont organisés par Île-de-France Mobilités. L'exploitation du réseau de bus Centre et Sud Yvelines revient à Transdev Sud Yvelines à partir du 1er janvier 2024.

### Parc de véhicules

#### Dépôts
Les dépôts ont pour mission de remiser les différents véhicules, mais également d'assurer leur entretien préventif et curatif. L'entretien curatif ou correctif a lieu quand une panne ou un dysfonctionnement est signalé par un machiniste.
Le nouvel exploitant récupère le centre opérationnel bus de Rambouillet Ampère situé au 3 rue Ampère (Siège social), Houdan situé au 3 route de Bu, Boinville-le-Gaillard situé au 8 route d'étampes, Méré situé rue de la Chasière, Rambouillet Grenonvilliers situé au 46 rue Louis Leblanc et Saint-Arnoult en Yvelines situé rue du Docteur Remond.

### Tarification et fonctionnement

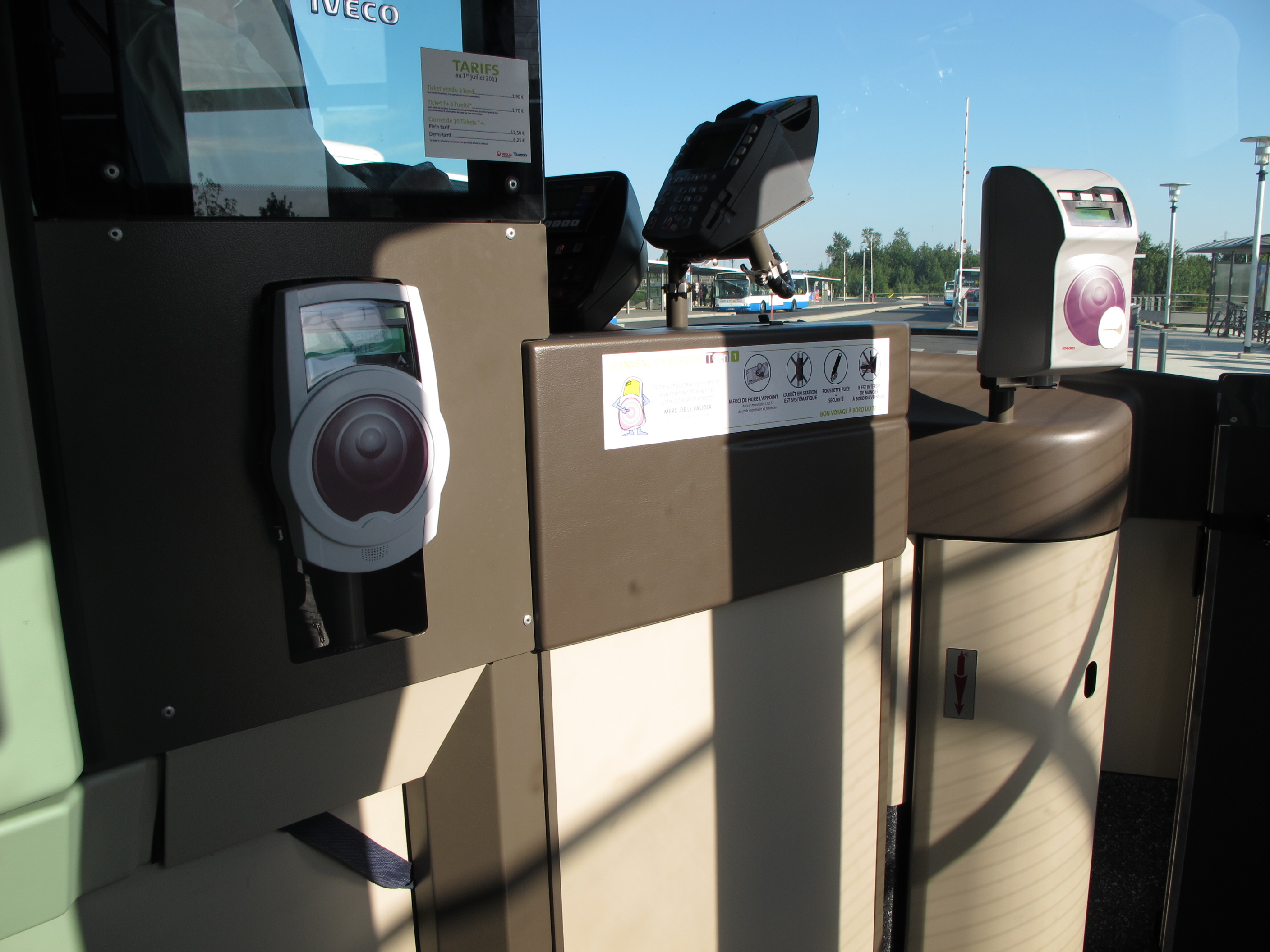
Validateurs pour passes Navigo (à gauche) et pour tickets carton (à droite) présents dans les bus et tramway.

La tarification des lignes d'autobus d'Île-de-France est unifiée et accessible avec les mêmes abonnements. Un ticket « bus-tram », qui remplace le ticket t+ au 1er janvier 2025, permet un trajet simple quelle que soit la distance, avec une ou plusieurs correspondances possibles avec les autres lignes de bus et de tramway pendant une durée maximale de 1 h 30 entre la première et dernière validation. En revanche, un ticket validé dans un bus ne permet pas d'emprunter le métro, ni le Transilien et le RER. Les lignes Orlybus et Roissybus, assurant de façon directe les dessertes aéroportuaires via autoroute, disposent d'une tarification spécifique mais sont accessibles avec les abonnements habituels.
Les tarifs des billets et abonnements dont le montant est limité par décision politique ne couvrent pas les frais réels de transport. Le manque à gagner est compensé par l'autorité organisatrice, Île-de-France Mobilités, présidée depuis 2005 par le président du conseil régional d'Île-de-France et composé d'élus locaux. Elle définit les conditions générales d'exploitation ainsi que la durée et la fréquence des services. L'équilibre financier du fonctionnement est assuré par une dotation globale annuelle aux transporteurs de la région grâce au versement mobilité payé par les entreprises et aux contributions des collectivités publiques.

## Galerie de photographies

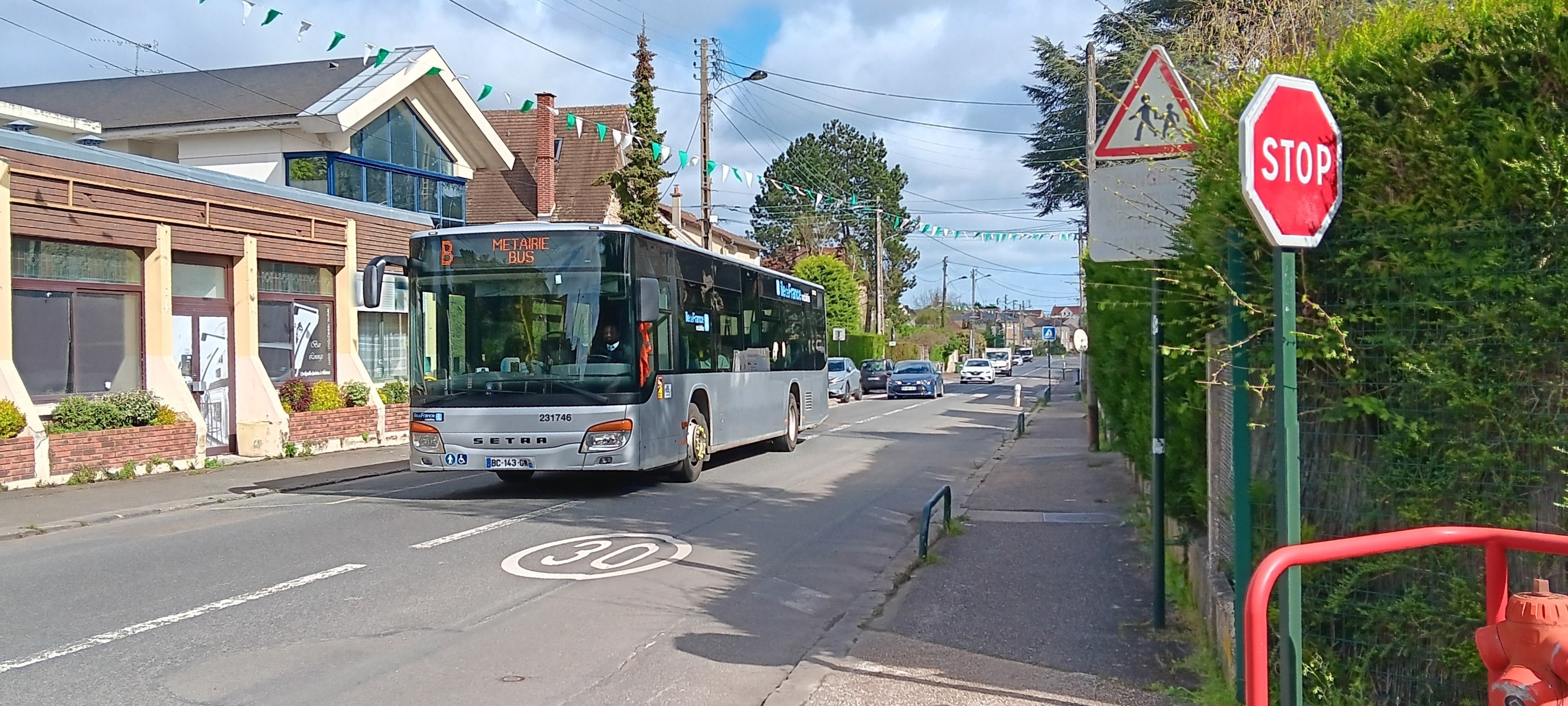
Setra S 415 NF de Transdev Sud Yvelines sur la ligne B à Rambouillet.
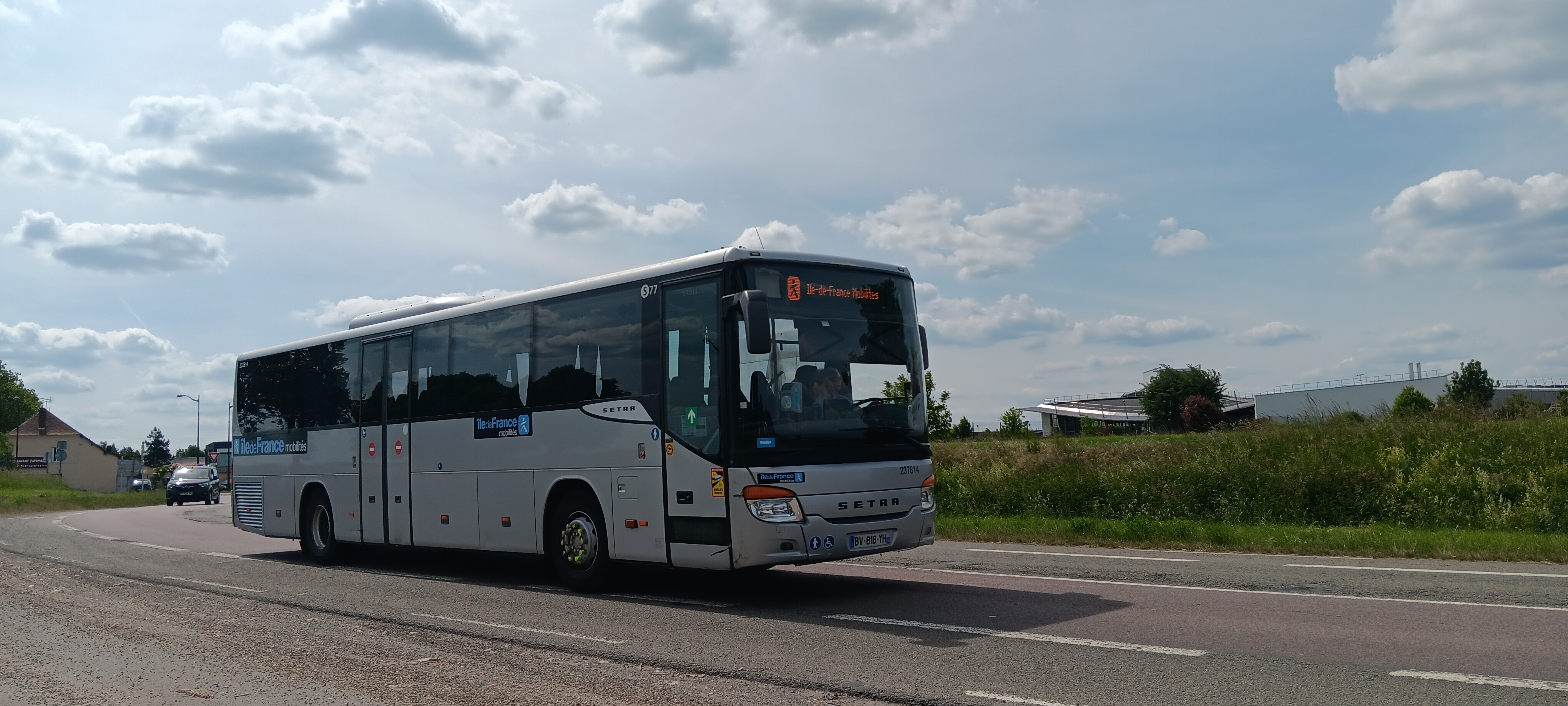
Setra S 415 UL de Transdev Sud Yvelines à proximité de Houdan.
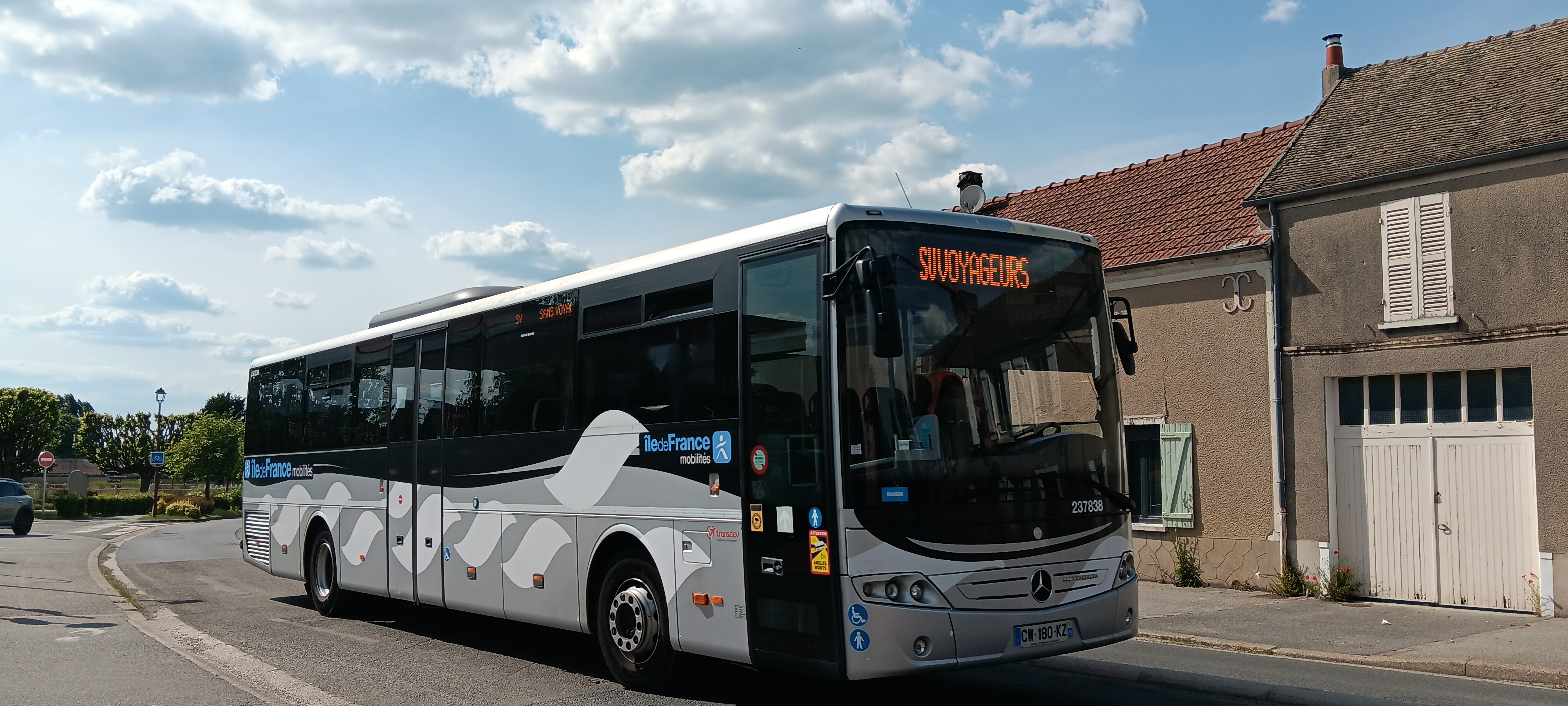
Mercedes-Benz Intouro II EL de Transdev Sud Yvelines à Maulette
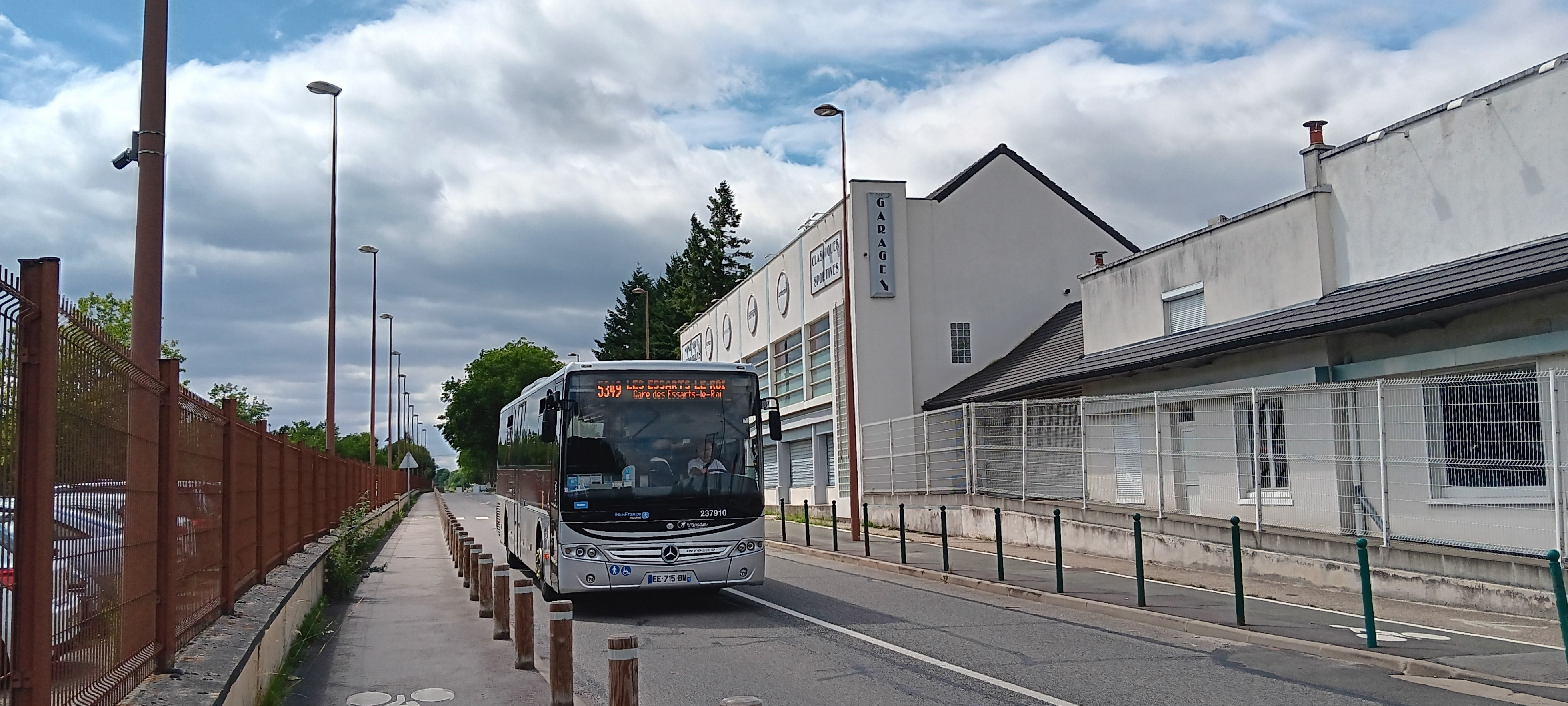
Mercedes-Benz Intouro II M de Transdev Sud Yvelines sur la ligne 5349 à Méré.
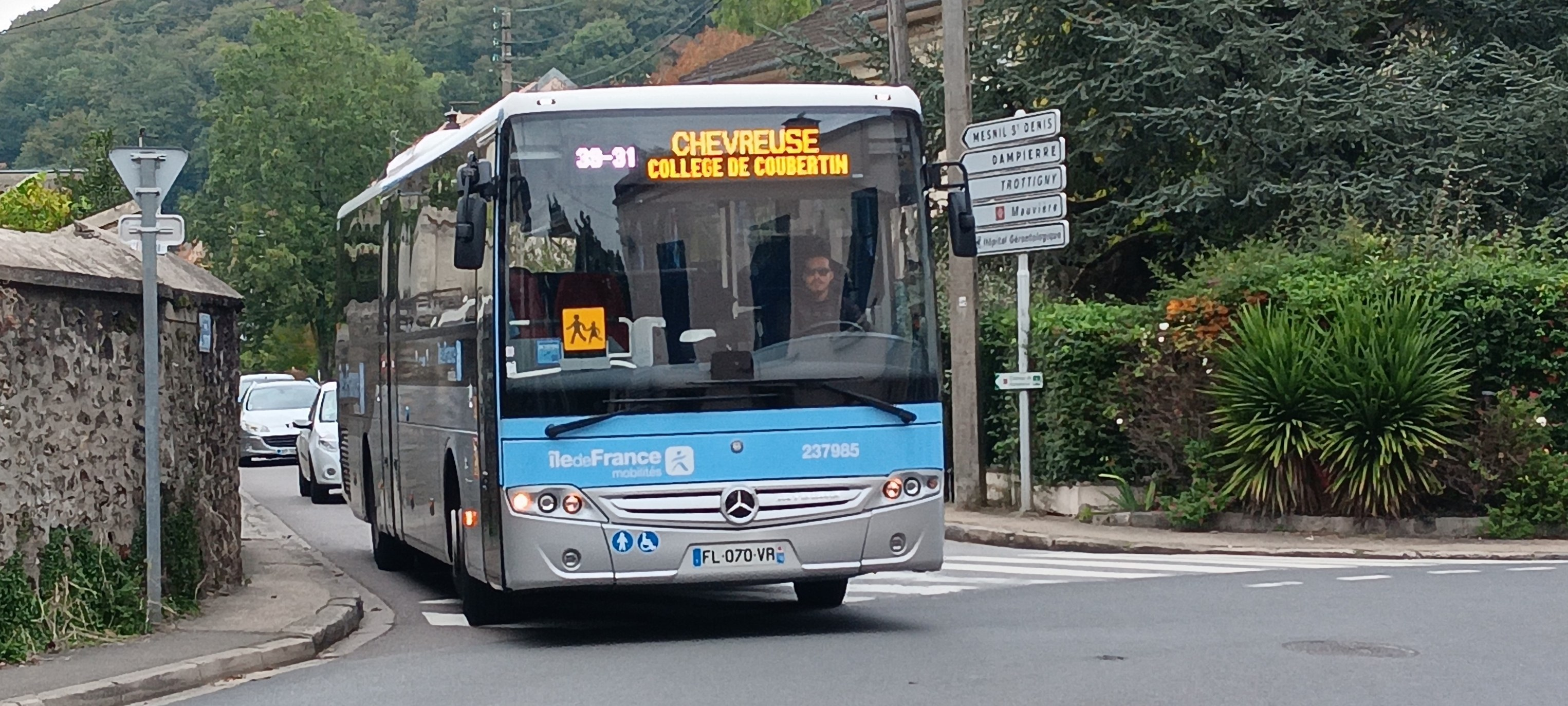
Mercedes-Benz Intouro II L de la SAVAC sur la ligne 39.31 à Chevreuse.
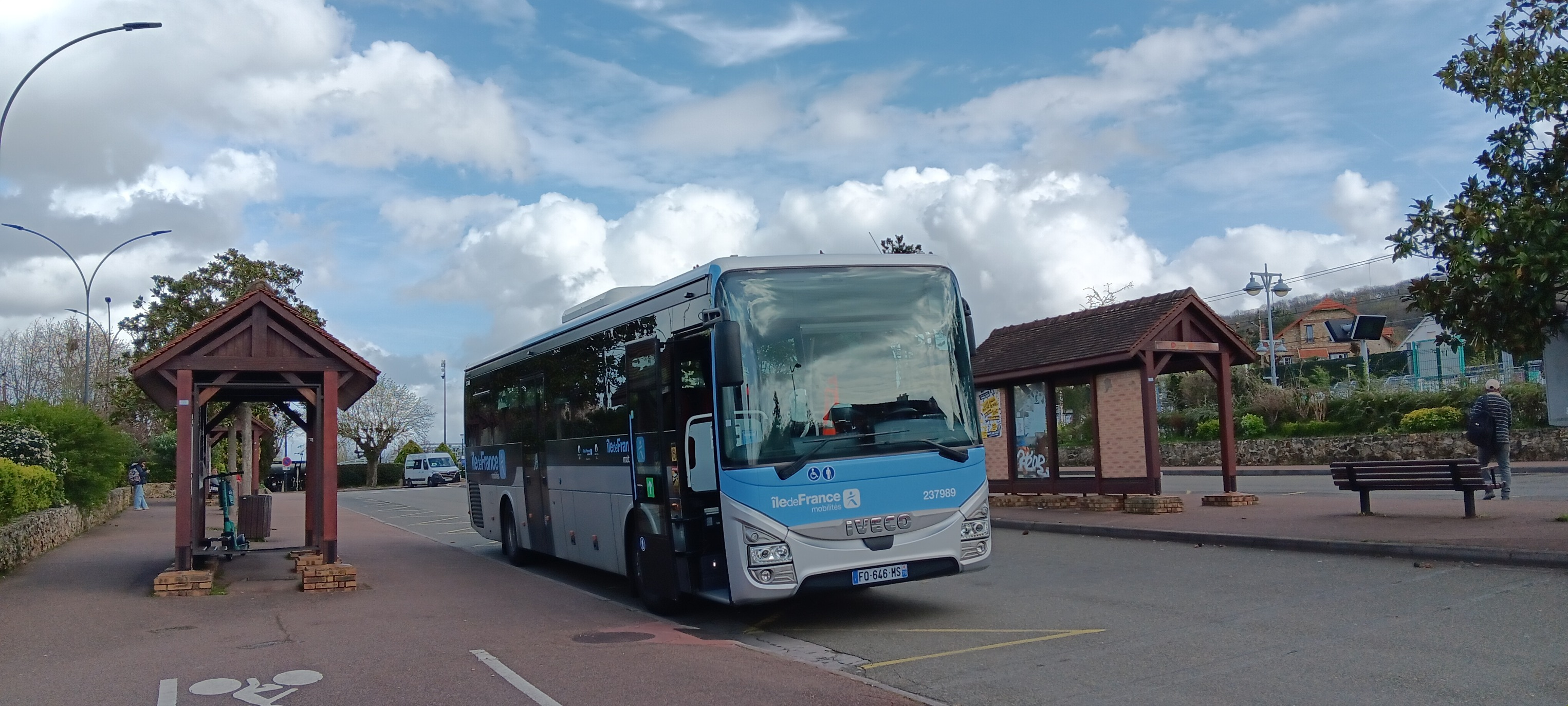
Iveco Bus Crossway Line 12 n°237989 de Transdev Sud Yvelines en gare routière de Saint-Rémy-lès-Chevreuse.
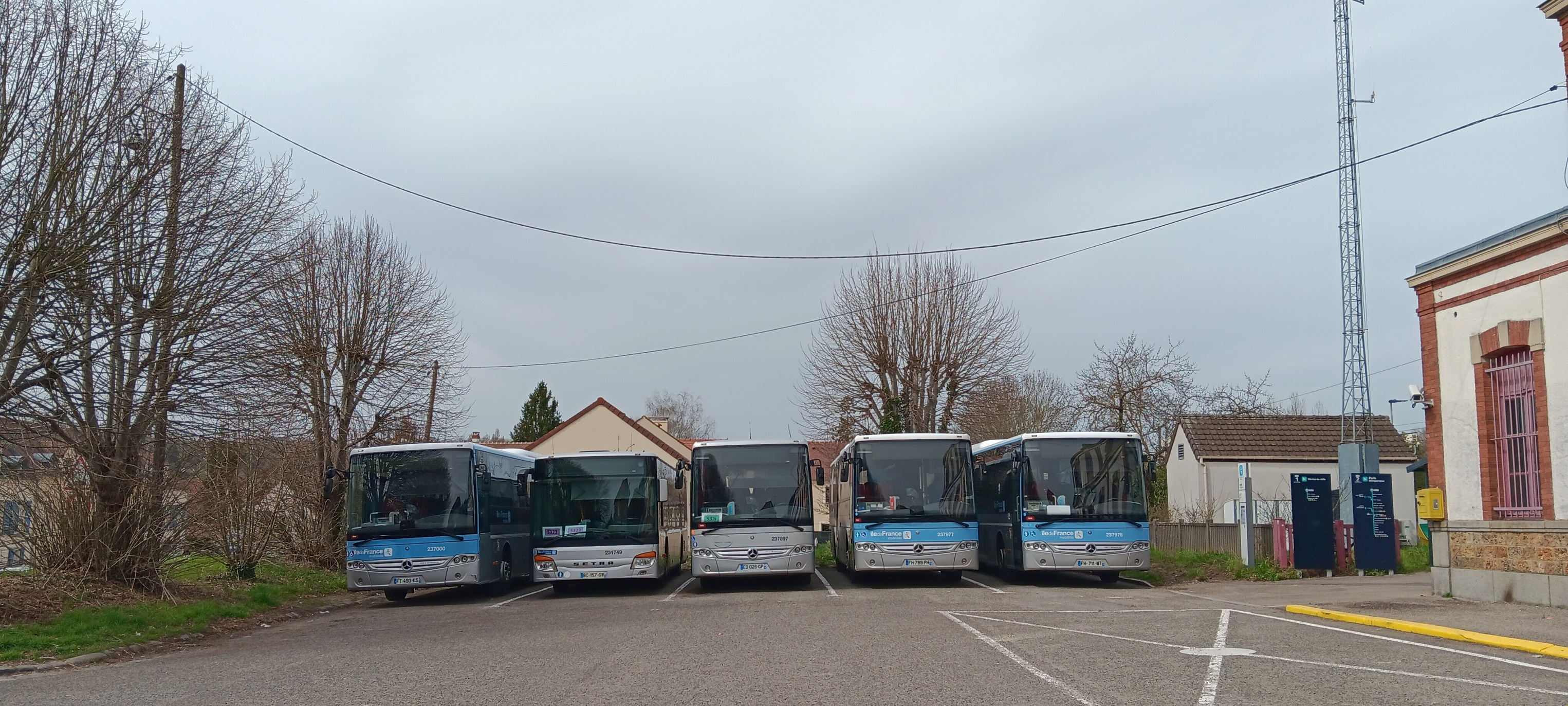
Véhicules de Transdev Sud Yvelines du réseau Centre et Sud Yvelines au dépôt de Maule.